# Programma Apollo

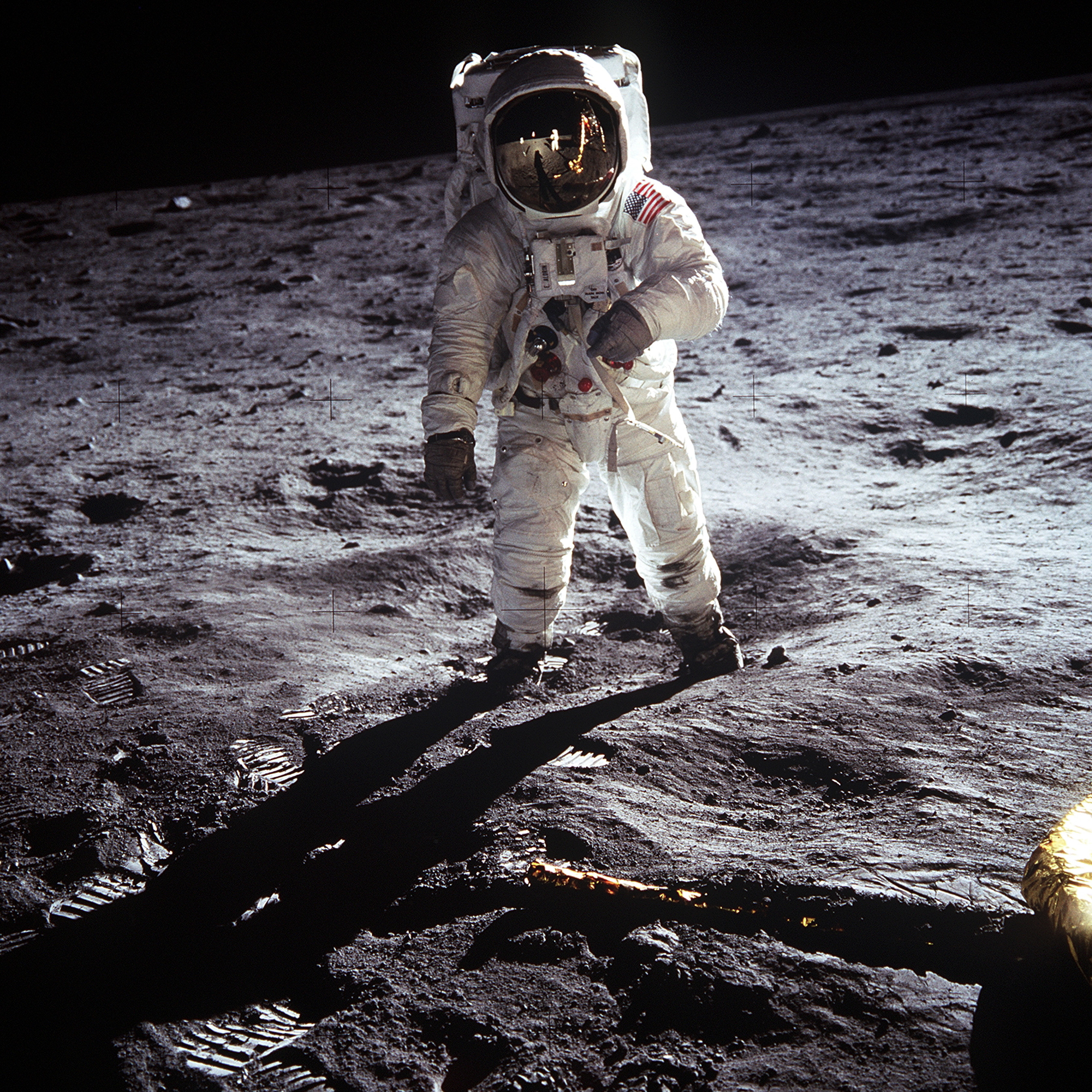
L'astronauta Buzz Aldrin sulla Luna durante la missione Apollo 11

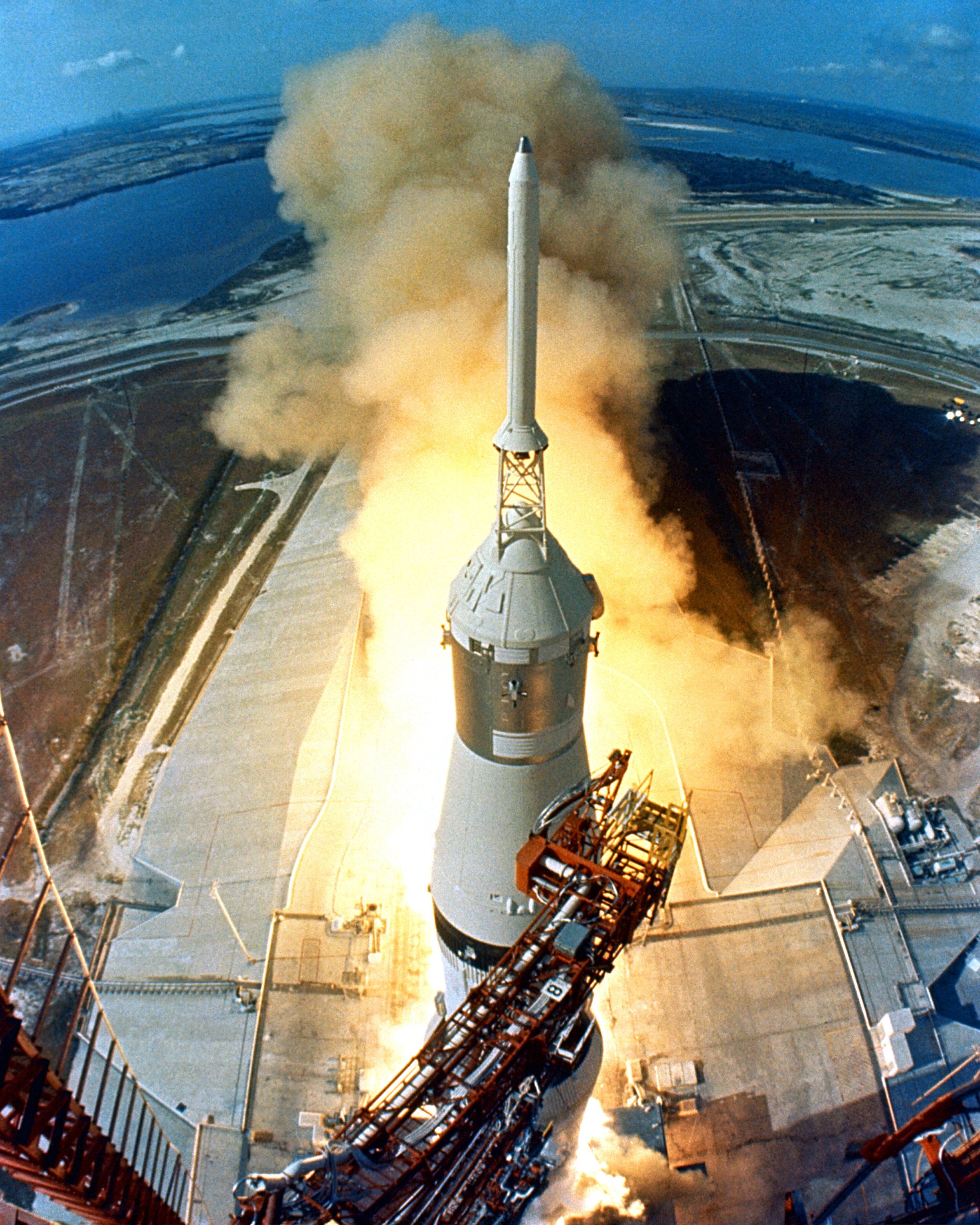
16 luglio 1969: il lancio di Apollo 11

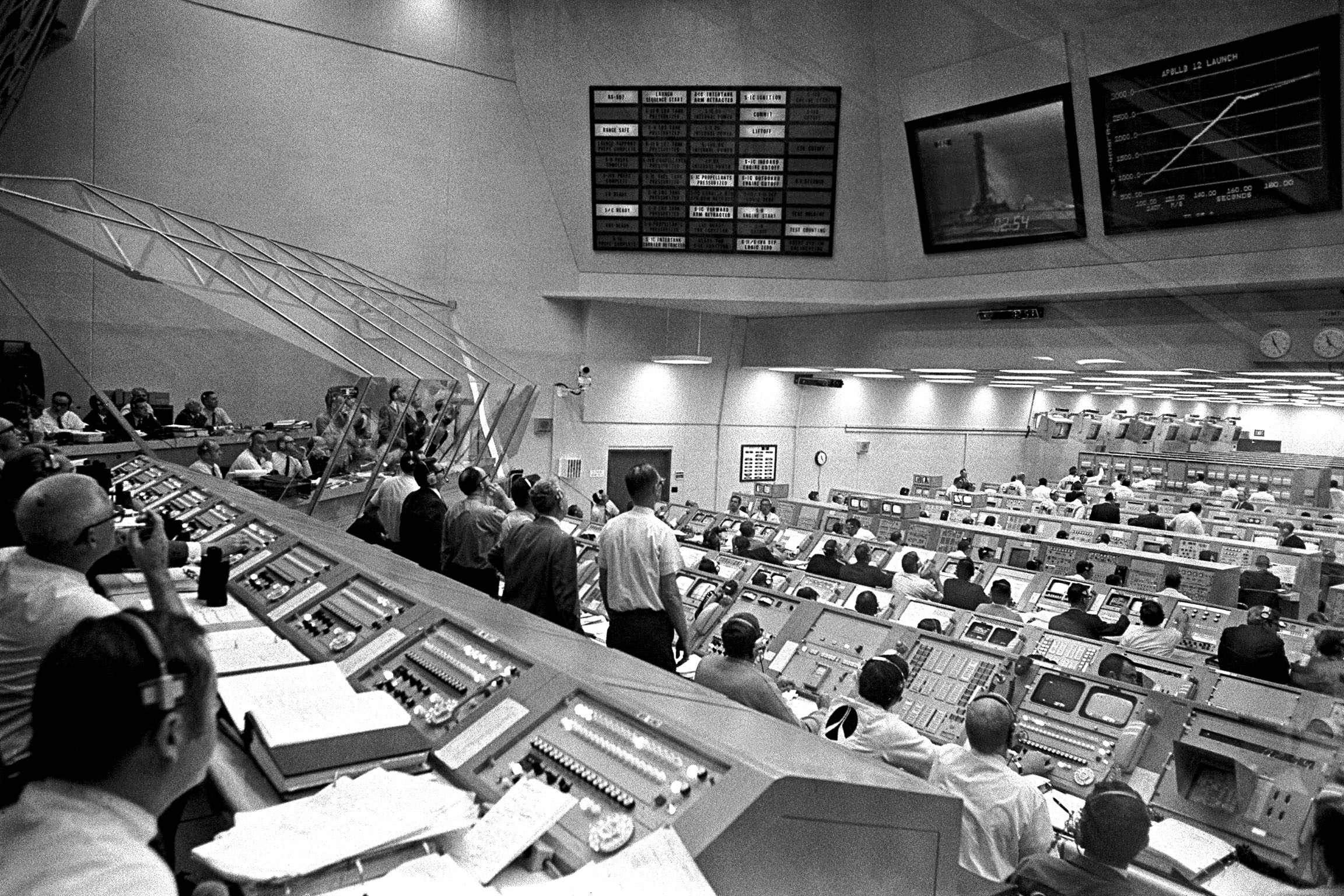
Il centro di controllo di lancio durante la missione Apollo 12

Il programma Apollo fu un programma spaziale statunitense che portò allo sbarco dei primi uomini sulla Luna. Concepito durante la presidenza di Dwight Eisenhower e condotto dalla NASA, Apollo iniziò veramente dopo che il presidente  John F. Kennedy dichiarò, durante una sessione congiunta al Congresso avvenuta il 25 maggio 1961, obiettivo nazionale il far "atterrare un uomo sulla Luna" entro la fine del decennio.
Questo obiettivo fu raggiunto durante la missione Apollo 11 quando, il 20 luglio 1969, gli astronauti Neil Armstrong e Buzz Aldrin sbarcarono sulla Luna, mentre Michael Collins rimase in orbita lunare. Apollo 11 fu seguita da ulteriori sei missioni, l'ultima nel dicembre 1972, che portarono un totale di dodici uomini a camminare sul nostro satellite naturale. Questi sono stati gli unici uomini a mettere piede su un altro corpo celeste.
Il programma Apollo si svolse tra il 1961 e il 1972 e fu il terzo programma spaziale di voli umani (dopo Mercury e Gemini) sviluppato dall'agenzia spaziale civile degli Stati Uniti. Il programma utilizzò la navicella spaziale Apollo e il razzo vettore Saturn, successivamente utilizzati anche per il programma Skylab e per la missione congiunta americana-sovietica Apollo-Soyuz Test Project. Questi programmi successivi sono spesso considerati facenti parte delle missioni Apollo.
Il corso del programma subì due lunghe sospensioni: la prima dopo che nel 1967 un incendio sulla rampa di lancio di Apollo 1, durante una simulazione, causò la morte degli astronauti Gus Grissom, Edward White e Roger Chaffee; la seconda dopo il viaggio verso la Luna di Apollo 13 nel 1970 durante il quale si verificò un'esplosione sul modulo di servizio che impedì agli astronauti la discesa sul nostro satellite e li costrinse a un rischioso rientro sulla Terra.
L'Apollo segnò alcune pietre miliari nella storia del volo spaziale umano che fino ad allora si era limitato a missioni in orbita terrestre bassa. Il programma stimolò progressi in molti settori delle scienze e delle tecnologie, tra cui avionica, informatica e telecomunicazioni. Molti oggetti e manufatti del programma sono esposti in luoghi e musei di tutto il mondo e in particolare presso il National Air and Space Museum di Washington.

## Motivazioni e lancio del programma

### Contesto storico
Nel corso degli anni cinquanta del Novecento, tra gli Stati Uniti e l'Unione Sovietica era in pieno svolgimento la cosiddetta guerra fredda, che si concretizzò in interventi militari indiretti (guerra di Corea) e in una corsa ad armamenti sempre più efficienti e in particolar modo allo sviluppo di missili intercontinentali capaci di trasportare testate nucleari sul territorio nazionale avversario. Il primo successo in questo campo lo ebbero i sovietici che lanciarono nel 1956 il razzo R-7 Semërka. Gli Stati Uniti si adoperarono allora per cercare di colmare il divario, impiegando grandi risorse umane ed economiche. I primi successi americani arrivarono con i razzi Redstone e Atlas.

### La corsa allo spazio
Parallelamente agli sviluppi militari, l'Unione Sovietica colse anche i primi grandi successi nell'esplorazione dello spazio. Fu sovietico il primo satellite artificiale della storia, lo Sputnik 1, lanciato il 4 ottobre 1957 con gran sorpresa per gli americani, che però risposero il 1º febbraio 1958 con l'Explorer 1. Per colmare lo svantaggio accumulato, il 29 luglio 1958 il presidente Eisenhower fondò la NASA, che nello stesso anno avviò il programma Mercury. La corsa allo spazio ebbe così inizio.
Il 12 aprile 1961 l'Unione Sovietica sorprese nuovamente il mondo con il primo uomo nello spazio: il cosmonauta Jurij Gagarin che volò a bordo della Vostok 1. I russi continuano a mietere successi: nel 1964 mandarono in orbita tre cosmonauti (a bordo della Voschod 1) e nel 1965 realizzarono la prima attività extraveicolare (Voschod 2).
Nel frattempo gli statunitensi iniziarono ad avvicinarsi alle prestazioni sovietiche, grazie ai successi delle missioni Mercury.

### Annuncio del programma
Il programma Apollo fu il terzo progetto di lanci spaziali umani intrapreso dagli Stati Uniti, benché i relativi voli seguissero sia il primo programma (Mercury) sia il secondo (Gemini). L'Apollo originalmente fu concepito dalla amministrazione Eisenhower come un seguito al programma Mercury per le missioni avanzate Terra-orbitali, ma fu completamente riconvertito verso l'obiettivo risoluto di allunaggio "entro la fine decennio" dal presidente John F. Kennedy con il suo annuncio a una sessione speciale del Congresso il 25 maggio del 1961
(John F. Kennedy)

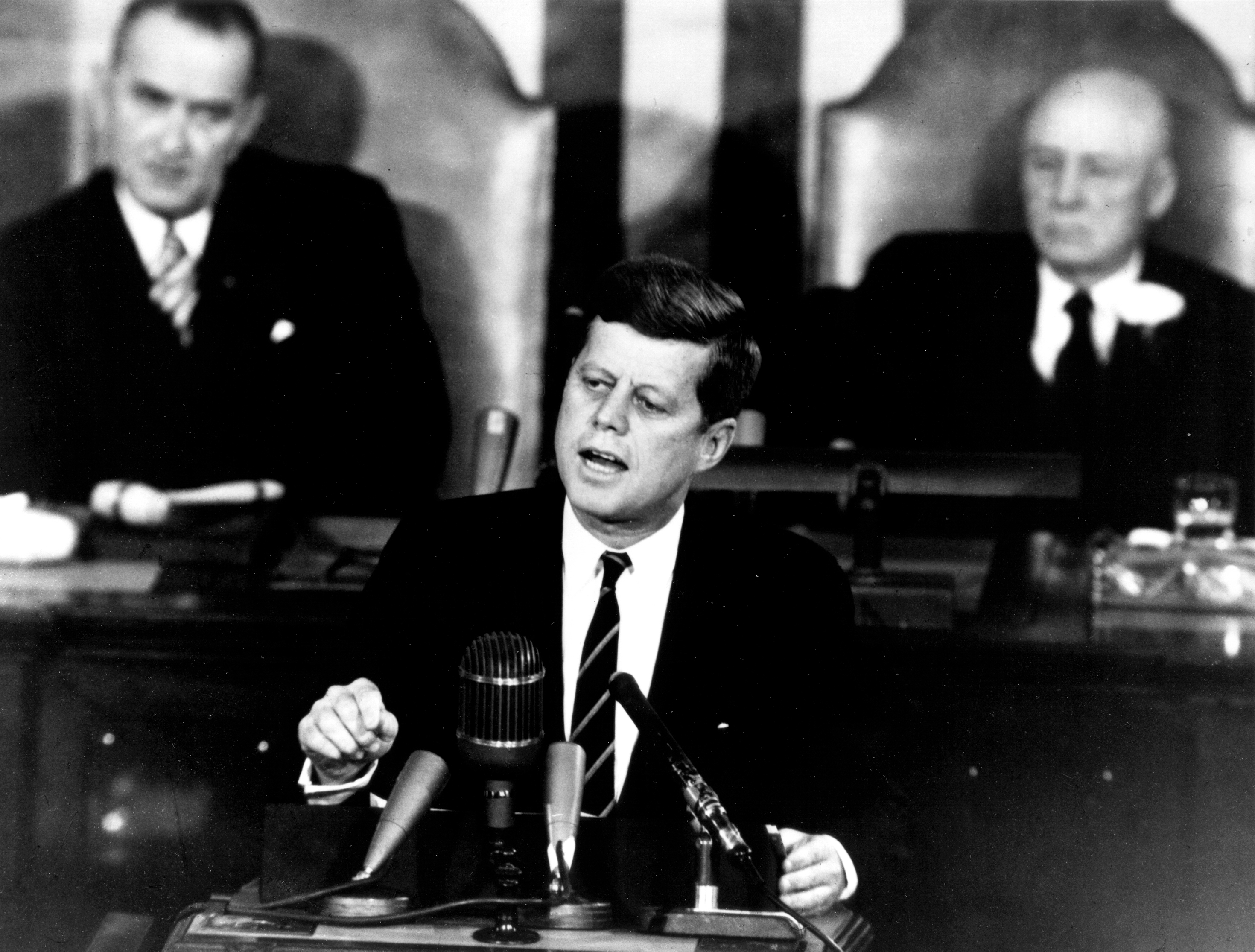
Il Presidente degli Stati Uniti Kennedy annuncia il programma durante una sessione speciale del Congresso.

Nel discorso che diede inizio al programma Apollo, Kennedy dichiarò che nessun altro programma avrebbe avuto un effetto così grande sulle mire a lungo termine del programma spaziale americano. L'obiettivo fu poi ribadito in un ulteriore celebre discorso ("We choose to go to the Moon...") il 12 settembre 1962. All'inizio del suo mandato, nemmeno Kennedy aveva intenzione di investire molte risorse sull'esplorazione spaziale, ma i successi sovietici e il bisogno di recuperare il prestigio dopo il fallimentare sbarco nella Baia dei Porci, gli fecero cambiare velocemente idea.
La proposta del presidente ricevette un immediato ed entusiastico sostegno sia da ogni forza politica sia dall'opinione pubblica, spaventata dai successi dell'astronautica sovietica. Il primo bilancio del nuovo programma spaziale denominato Apollo (il nome fu scelto da Abe Silverstein allora direttore dei voli umani) fu votato all'unanimità dal Senato. I fondi disponibili per la NASA passarono da 500 milioni di dollari nel 1960 a 5,2 miliardi nel 1965. La capacità di mantenere pressoché costanti i finanziamenti per tutta la durata del programma fu anche merito del direttore della NASA James Webb, veterano della politica, che riuscì a fornire un sostegno particolarmente forte al presidente Lyndon Johnson, succeduto a Kennedy assassinato nel 1963, e forte sostenitore del programma spaziale.

## Sviluppo del programma

### Scelta del tipo di missione

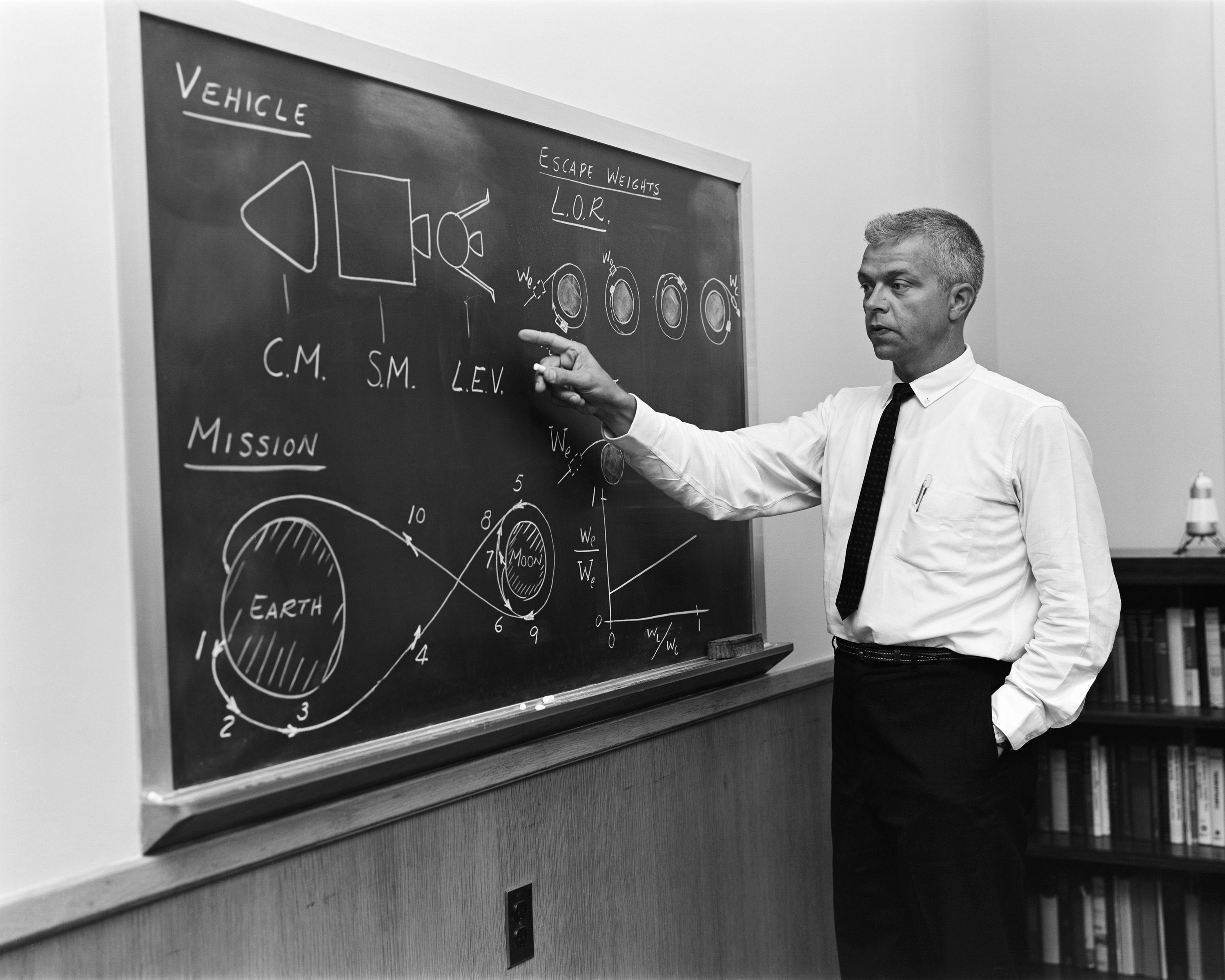
John Houbolt illustra lo scenario del LOR, riuscirà a farlo accettare non senza difficoltà.

Essendosi posti come obiettivo la Luna, i pianificatori della missione Apollo dovettero affrontare il difficile compito imposto da Kennedy, cercando di minimizzare il rischio per la vita umana considerando il livello tecnologico dell'epoca e le abilità dell'astronauta.
Vennero considerati tre diversi scenari possibili per la missione:
- Ascesa diretta: prevedeva un lancio diretto verso la Luna. Ciò avrebbe richiesto lo sviluppo di razzi molto più potenti di quelli dell'epoca, denominati Nova in sede di progetto nel 1962. Questa soluzione prevedeva che l'intera navicella atterrasse sulla Luna e poi ripartisse verso la Terra lasciando sul suolo lunare solo il LEM.
- Rendezvous in orbita terrestre: la seconda, nota come EOR (Earth orbit rendezvous), prevedeva il lancio di due razzi Saturn V, uno contenente la navicella, l'altro destinato interamente al propellente. La navicella sarebbe entrata in orbita terrestre e lì rifornita del propellente necessario a raggiungere la Luna e tornare indietro. Anche in questo caso sarebbe atterrata l'intera navicella[13][14].
- Rendezvous in orbita lunare (LOR): fu lo scenario che venne effettivamente realizzato. Fu ideato da John Houbolt ed è chiamato tecnicamente LOR (Lunar orbit rendezvous). La navicella era composta da due moduli: il CSM (modulo di comando-servizio) e LM (modulo lunare) o anche LEM (Lunar Excursion Module, il suo nome iniziale). Il CSM era costituito da una capsula per la sopravvivenza dei tre astronauti munita di scudo termico per il rientro nell'atmosfera terrestre (modulo di comando) e dalla parte elettronica e di sostentamento energetico per il modulo di comando, cosiddetto modulo di servizio. Il modulo lunare, una volta separato dal CSM, doveva garantire la sopravvivenza ai due astronauti che sarebbero scesi sulla superficie lunare[15].

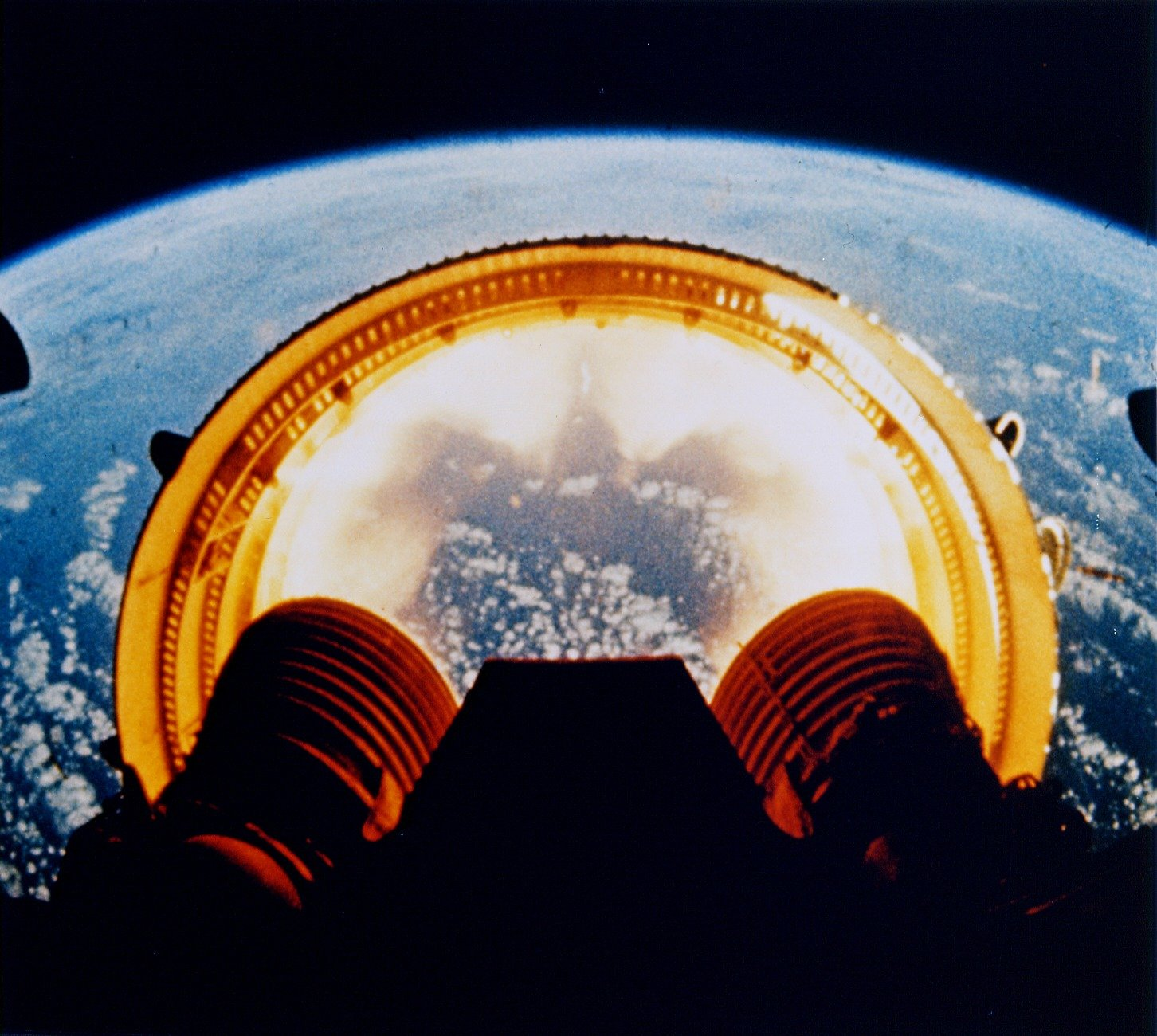
Separazione dell'interstadio del Saturn V, durante la missione Apollo 6

Il modulo lunare doveva svolgere una funzione di ascesa e di discesa sul suolo lunare. Terminata questa fase, avrebbe dovuto riagganciarsi al modulo di comando-servizio, in orbita lunare, per il ritorno sulla Terra. Il vantaggio offerto da questa soluzione era che il LEM, dopo essersi staccato dal modulo di comando-servizio, era molto leggero e quindi più manovrabile. Inoltre sarebbe stato possibile utilizzare un solo razzo Saturn V per il lancio della missione. Ciononostante, non tutti i tecnici furono concordi sull'adozione del rendezvous in orbita lunare, specialmente per le difficoltà che presentavano i numerosi agganci e sganci che avrebbero dovuto affrontare i moduli.
Anche Wernher von Braun, che dirigeva il team del Marshall Space Flight Center, incaricato di sviluppare il lanciatore e sostenitore della tecnica del rendezvous in orbita terrestre, finì per convincersi che il LOR fosse l'unico scenario che avrebbe potuto far rispettare la scadenza fissata dal presidente Kennedy.
All'inizio dell'estate 1962, i principali funzionari della NASA si erano ormai tutti convinti della necessità dell'adozione del rendezvous in orbita lunare, tuttavia sorse il veto di Jerome B. Wiesner, consigliere scientifico del presidente Kennedy, che fu però superato nei mesi seguenti. L'architettura della missione fu approvata definitivamente il 7 novembre 1962. Entro luglio, undici aziende aerospaziali statunitensi furono invitate alla progettazione del modulo lunare sulla base di queste specifiche.

### Un cambio di scala

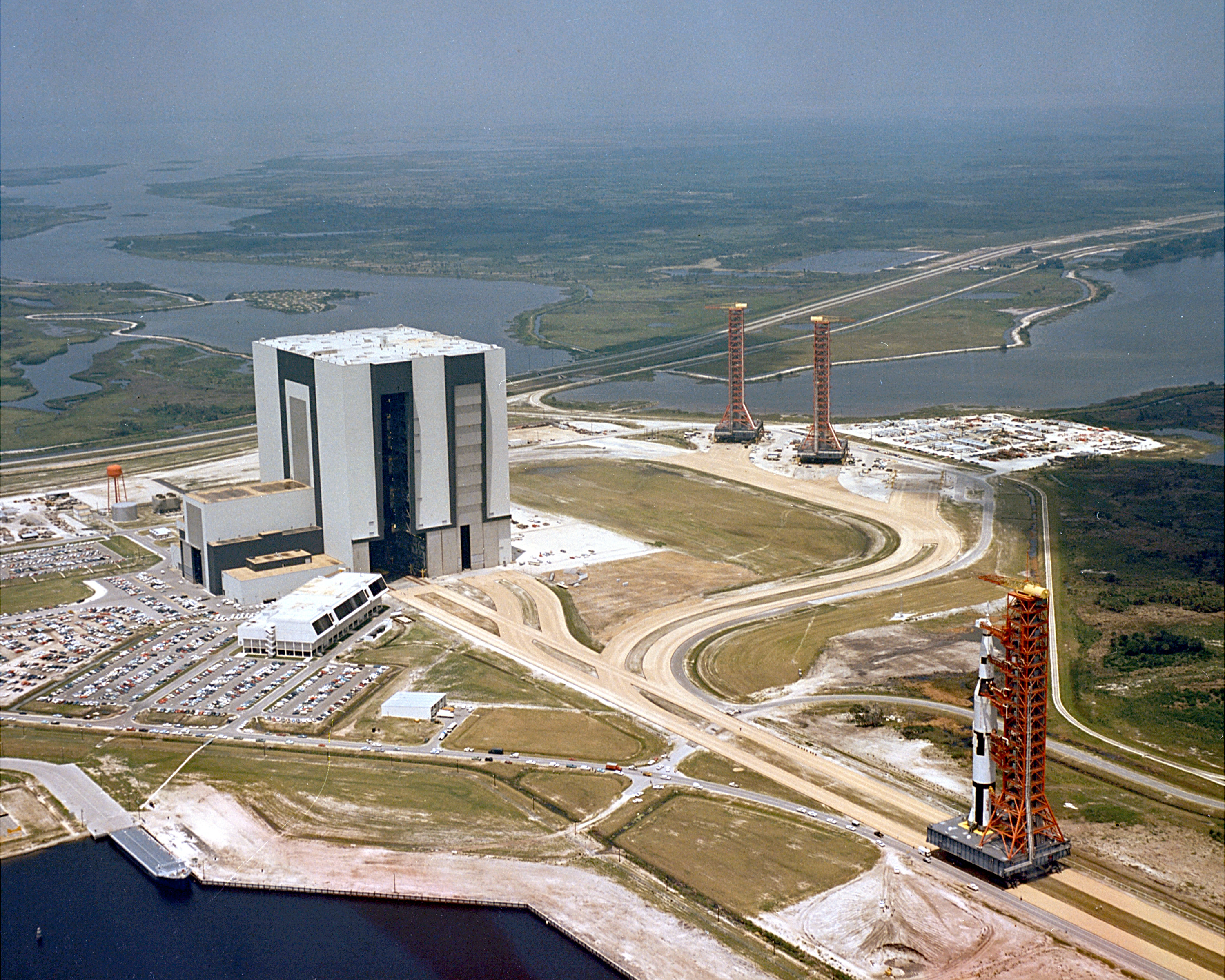
La poderosa struttura del Vehicle Assembly Building, presso il John F. Kennedy Space Center

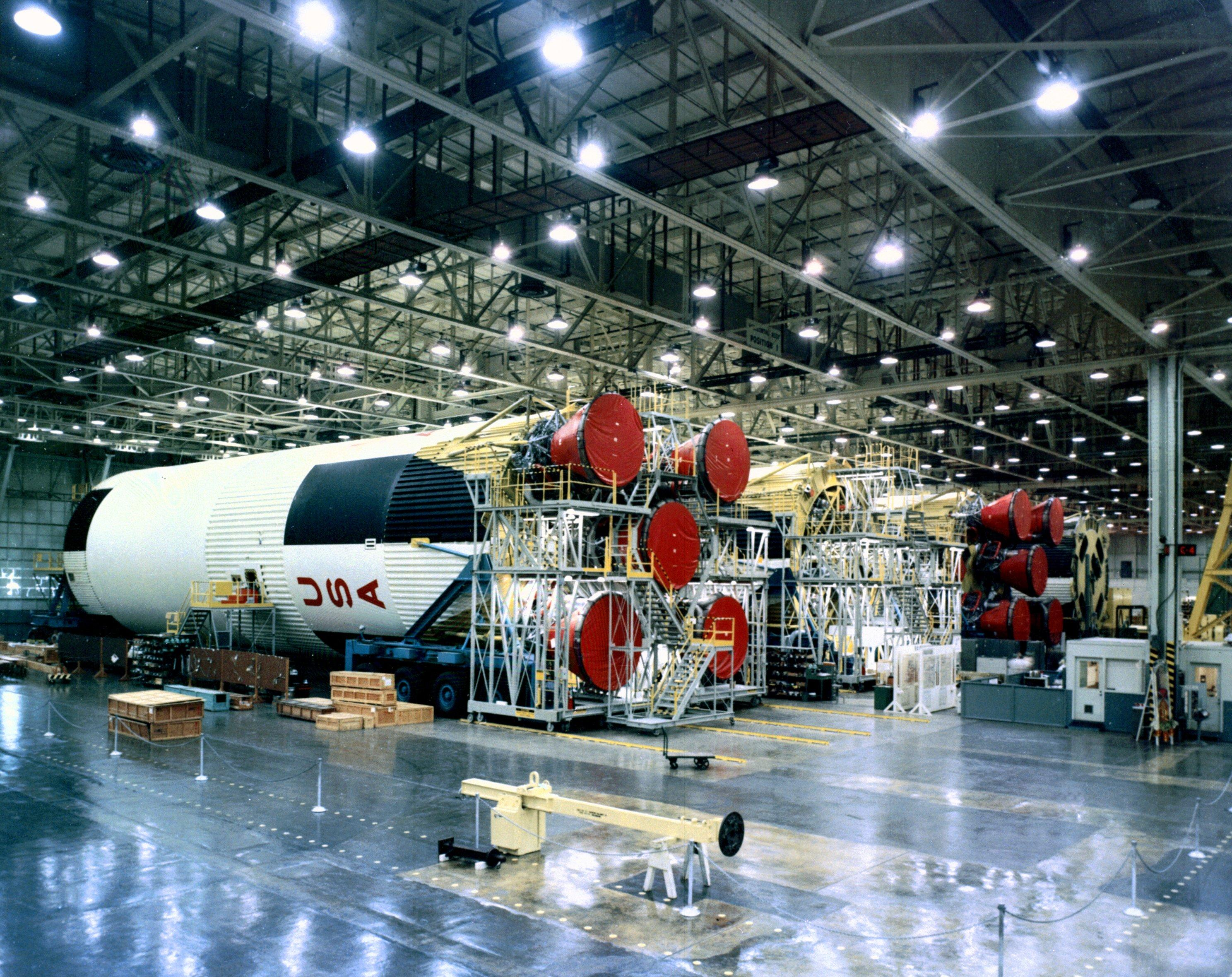
Il primo stadio del Saturn V viene ultimato nel centro di produzione

Il 5 maggio 1961, pochi giorni prima dell'avvio del programma Apollo, Alan Shepard diventò il primo astronauta statunitense a volare nello spazio (missione Mercury-Redstone 3). In realtà, si trattò solo di un volo suborbitale e il razzo utilizzato non era in grado di mandare in orbita una capsula spaziale di peso maggiore di una tonnellata. Per realizzare il programma lunare risultava invece necessario portare in orbita bassa terrestre almeno 120 tonnellate. Già questo dato può far capire quale sia stato il cambiamento di scala richiesto ai progettisti della NASA che dovettero sviluppare un razzo vettore dalle potenze mai raggiunte fino ad allora. Per centrare l'obiettivo fu necessario sviluppare pertanto nuove e complesse tecnologie, tra cui l'utilizzo dell'idrogeno liquido come combustibile.
Il personale impiegato nel programma spaziale civile crebbe in proporzione. Tra il 1960 e il 1963, il numero dei dipendenti della NASA passò da 10 000 a 36 000 addetti. Per accogliere il nuovo personale e per sviluppare le adeguate attrezzature dedicate al programma Apollo, la NASA istituì tre nuovi centri:
- Il Manned Spacecraft Center (MSC)[19], costruito nel 1962 nei pressi di Houston, in Texas. Esso fu dedicato alla progettazione e alla verifica del veicolo spaziale (modulo di comando-servizio e modulo lunare), alla formazione degli astronauti e al monitoraggio e gestione del volo. Tra i servizi presenti: il centro di controllo missione, simulatori di volo e svariate attrezzature destinate a simulare le condizioni nello spazio. Il centro era diretto da Robert Gilruth, un ex ingegnere presso la NACA, che svolse un ruolo di primo piano riguardo alla gestione delle attività correlate al volo spaziale. Questa struttura era già stata allestita per il programma Gemini. Nel 1964 erano qui impiegate 15 000 persone, compresi 10 000 dipendenti di varie società aerospaziali[20][21].
- Il Marshall Space Flight Center (MSFC) situato in un vecchio impianto dell'esercito (un arsenale di razzi Redstone) vicino a Huntsville in Alabama. Esso fu assegnato alla NASA a partire dal 1960 insieme alla maggior parte degli specialisti che qui vi lavoravano. In particolare vi era presente la squadra tedesca diretta da Wernher von Braun specializzata in missili balistici. Von Braun rimarrà in carica fino al 1970. Il centro era dedicato alla progettazione e alla validazione della famiglia di veicoli di lancio Saturn. Erano presenti banchi di prova, uffici di progettazione e impianti di assemblaggio. Qui vennero impiegate fino a 20 000 persone[20][22].
- Il Kennedy Space Center (KSC), situato presso Merritt Island in Florida, da cui verranno lanciati i giganteschi razzi del programma Apollo. La NASA costruì la sua base di lancio a Cape Canaveral, vicino a quella utilizzata dall'aeronautica militare. Il centro si occupava dell'assemblaggio e controllo finale del razzo vettore nonché delle operazioni relative al suo lancio. Qui, nel 1956, vi erano impiegate 20 000 persone. Il cuore del centro spaziale era costituito dal Launch Complex 39 dotato di due rampe di lancio e di un enorme edificio di assemblaggio: il Vehicle Assembly Building (altezza 140 metri), in cui potevano essere assemblati più razzi Saturn V contemporaneamente. Il primo lancio da questo centro è avvenuto per l'Apollo 4 nel 1967[20][23].

Altri centri della NASA ebbero un ruolo marginale o temporaneo sul lavoro svolto per il programma Apollo. Nel Centro Spaziale John C. Stennis, allestito nel 1961 nello Stato del Mississippi, furono predisposti nuovi banchi di prova utilizzati per testare motori a razzo sviluppati per il programma. Il Centro di ricerca Ames, risalente al 1939 e situato in California, era dotato di gallerie del vento utilizzate per studiare il rientro nell'atmosfera della navicella Apollo e perfezionarne la forma. Il Langley Research Center (1914), con sede a Hampton (Virginia), disponeva anch'esso di ulteriori gallerie del vento. Presso il Jet Propulsion Laboratory (1936), a Pasadena, vicino a Los Angeles, specializzato nello sviluppo di sonde spaziali, furono progettate le famiglie di veicoli spaziali automatici che produssero le mappe lunari e acquisirono le conoscenze sull'ambiente lunare indispensabili per rendere possibile il programma Apollo.

### Il ruolo dell'industria aeronautica

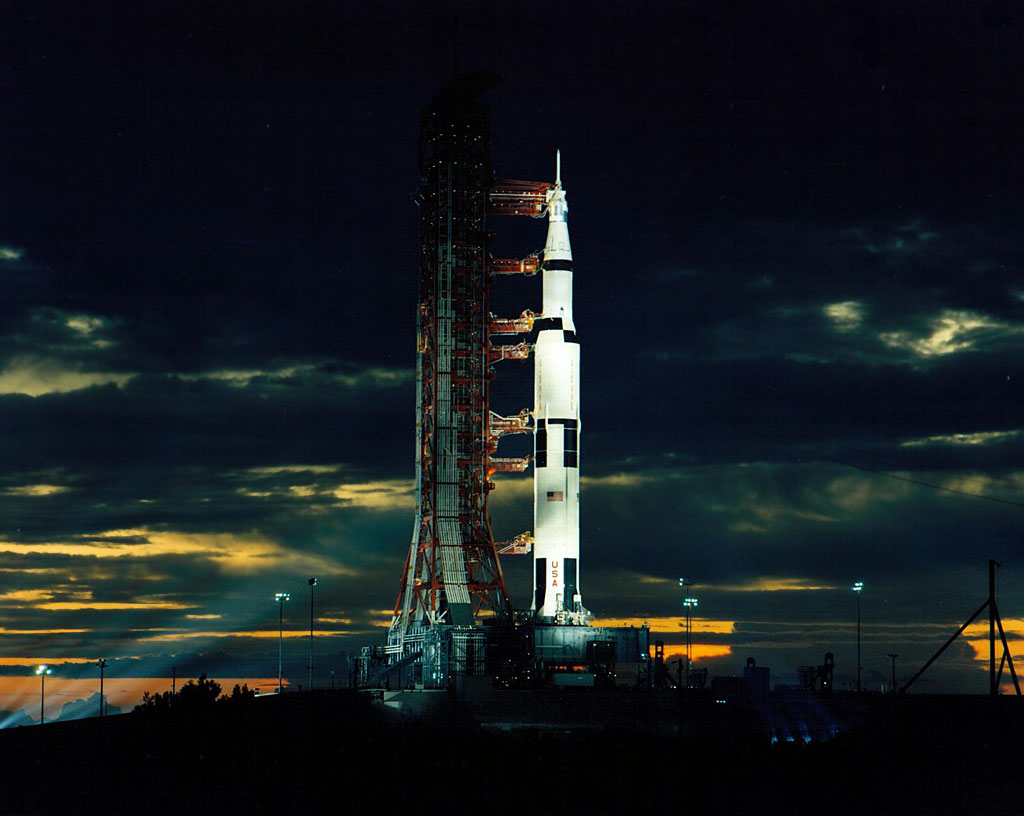
Il razzo Saturn V pronto sulla rampa di lancio 39-A per la missione Apollo 17

La realizzazione di un programma così ambizioso rese necessaria una decisiva crescita del settore dell'industria aeronautica, sia per quanto riguarda il personale addetto (la NASA passò da 36 500 addetti a 376 500) sia nella realizzazione d'impianti di grandi dimensioni.
La società californiana North American Aviation, produttrice del famoso B-25 Mitchell protagonista dei combattimenti aerei della seconda guerra mondiale, distintisi già nel programma X-15, assunse un ruolo di primaria importanza. Dopo aver visto fallire i suoi progetti per il trasporto aereo civile, dedicò tutte le sue risorse al programma Apollo fornendo in pratica tutti i componenti principali del progetto, con l'eccezione del modulo lunare che venne progettato e realizzato dalla Grumman.
La North American realizzò, tramite la sua divisione Rocketdyne, i motori principali del razzo principale J-2 e F-1 presso l'impianto a Canoga Park, mentre il Saturn V era prodotto a Seal Beach e il modulo di comando e di servizio a Downey.
In seguito all'incendio di Apollo 1 e ad alcuni problemi incontrati nello sviluppo, si fonderà con la Rockwell International nel 1967. Il nuovo gruppo svilupperà poi, negli anni 1970-1980 lo space shuttle.
L'azienda McDonnell Douglas si occupò invece di produrre il terzo stadio del Saturn V presso i suoi stabilimenti di Huntington Beach in California, mentre il primo stadio era costruito nello stabilimento Michoud (Louisiana) dalla Chrysler Corporation. Tra i principali fornitori di strumenti di laboratorio e di bordo si deve annoverare il Massachusetts Institute of Technology (MIT) che progettò i sistemi di navigazione.

### Le risorse organizzative e economiche

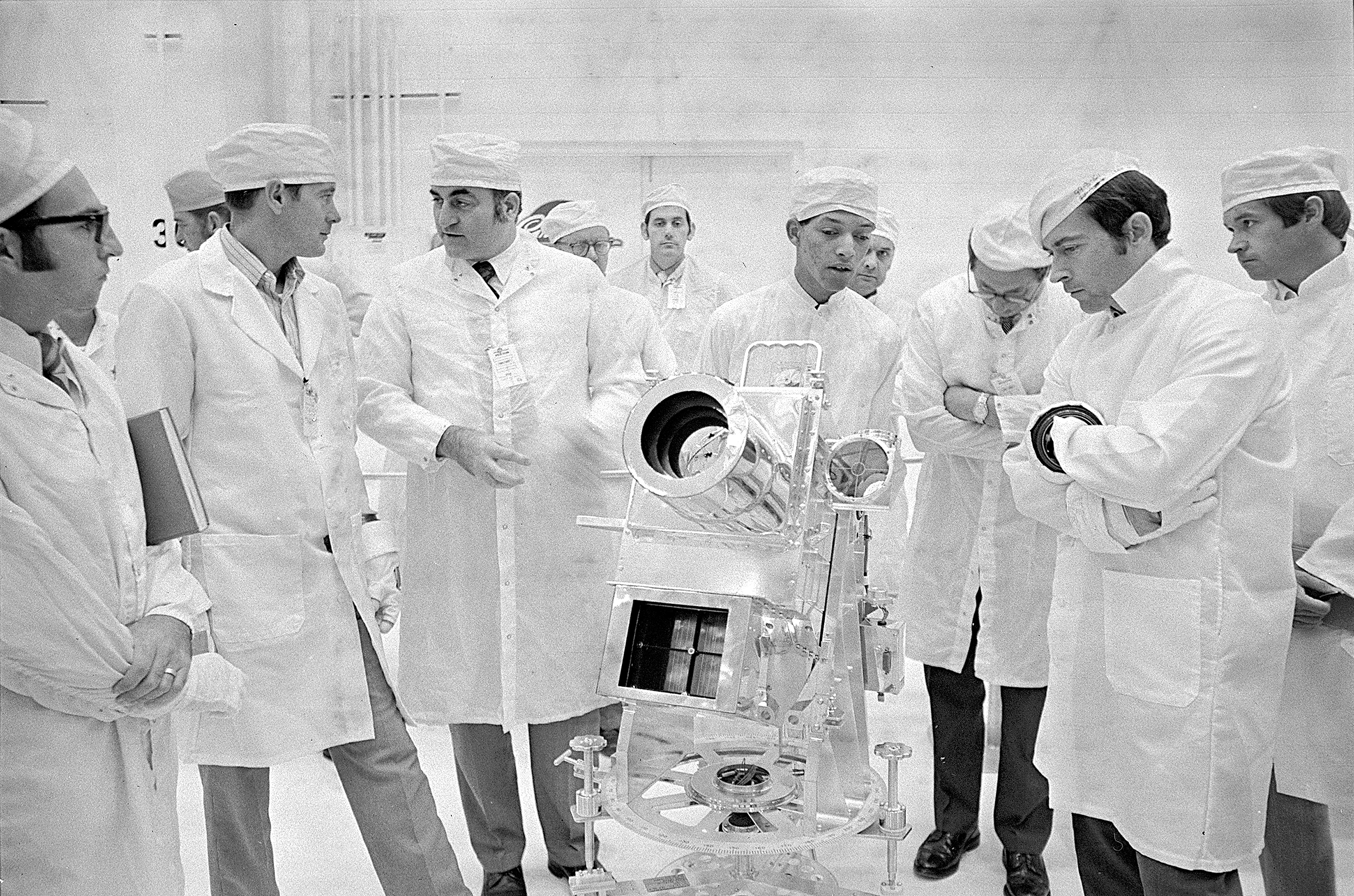
George Carruthers, al centro, discute della Lunar Surface Ultraviolet Camera con il comandante dell'Apollo 16 John Young, a destra. Da sinistra, il pilota del modulo lunare Charles Duke e Rocco Petrone, direttore del programma Apollo.

Il programma Apollo rappresentò una sfida senza precedenti in termini di tecnologia e capacità organizzative. Una delle parti del progetto che richiese più impegno fu quella relativa allo sviluppo del razzo vettore. Le specifiche della missione richiesero infatti lo sviluppo di motori in grado di fornire una grande potenza per il primo stadio (motori F-1) e di garantire più accensioni (motori J-2) per il secondo e terzo stadio, caratteristica mai implementata fino ad allora. Ad aumentare le difficoltà nella progettazione va aggiunta la richiesta di un alto livello di affidabilità (fu imposta una probabilità di perdita dell'equipaggio di meno dello 0,1%) e il relativo poco tempo a disposizione (otto anni, tra l'avvio del programma e la scadenza fissata dal presidente Kennedy per il primo allunaggio di una missione con equipaggio).
Nonostante alcune battute di arresto durante le fasi dello sviluppo, grazie anche alle ingenti risorse finanziarie messe a disposizione (con un picco nel 1966, con il 5,5% del budget federale assegnato alla NASA), si riuscì a far fronte alle numerose problematiche insorte e mai affrontate precedentemente. Lo sviluppo di tecniche organizzative per la gestione del progetto (pianificazione, gestione delle crisi, project management) hanno fatto più tardi scuola nel mondo del business.
| Anno                                                              | 1959  | 1960  | 1961  | 1962  | 1963  | 1964  | 1965  | 1966  | 1967  | 1968  | 1969  | 1970  |
| Budget per il programma Apollo                                    |       |       |       | 0,535 | 1,285 | 2,27  | 2,51  | 2,97  | 2,91  | 2,556 | 2,025 | 1,75  |
| Budget totale della NASA                                          | 0,145 | 0,401 | 0,744 | 1,257 | 2,552 | 4,171 | 5,093 | 5,933 | 5,426 | 4,724 | 4,253 | 3,755 |
| Percentuale del budget della NASA sul budget dello Stato federale | 0,2   | 0,5   | 0,9   | 1,4   | 2,8   | 4,3   | 5,3   | 5,5   | 3,1   | 2,4   | 2,1   | 1,7   |

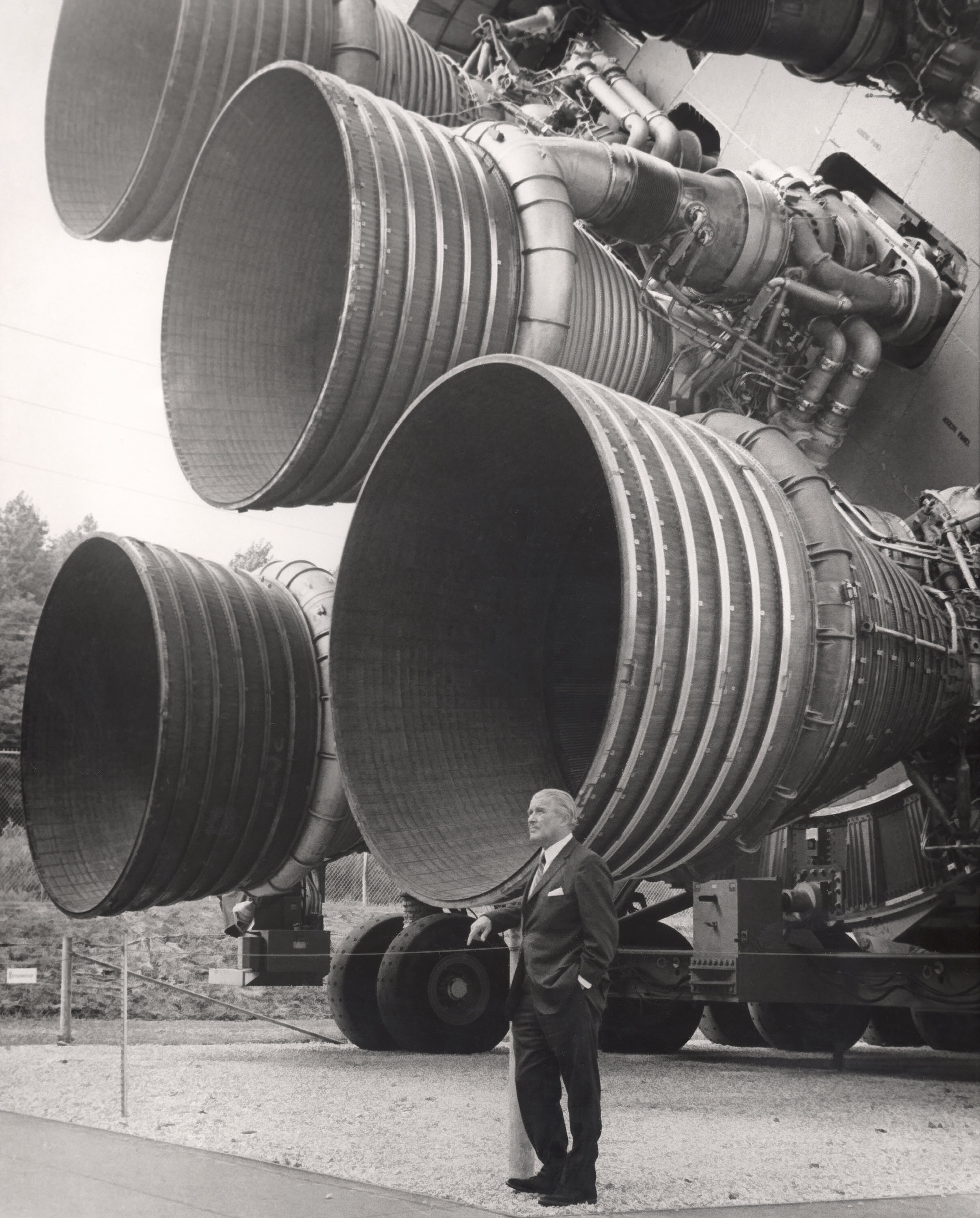
Wernher von Braun in posa vicino ai motori F-1 del razzo Saturn V

Lo sviluppo del motore F-1, dotato di un'architettura convenzionale ma di un potere eccezionale (2,5 tonnellate di propellente bruciato al secondo), richiese molto tempo a causa di problemi di instabilità nella camera di combustione, che furono corretti mediante la combinazione di studi empirici (ad esempio l'utilizzo di piccole cariche esplosive in camera di combustione) e la pura ricerca. Le sfide più significative, tuttavia, coinvolsero i due moduli principali del programma: il modulo di comando/servizio e il modulo lunare. Lo sviluppo del modulo lunare avvenne con un anno di ritardo sui tempi previsti a causa di modifiche nello scenario di atterraggio. Il suo motore fu concettualmente nuovo e richiese grandi sforzi progettuali. La massa complessiva, superiore alla previsioni, la difficoltà nello sviluppo del software e la mancanza di esperienza nella realizzazione di motori adatti allo scopo, comportarono ritardi così importanti da mettere, a un certo punto, in pericolo la realizzazione dell'intero programma.
I test costituirono una parte importante nel programma, rappresentando quasi il 50% del carico di lavoro totale. Il progresso della tecnologia dell'informatica permise, per la prima volta in un programma astronautico, di inserire automaticamente una sequenza di test e di salvare le misure di centinaia di parametri (fino a 1 000 per ogni prova del Saturn V). Ciò consentì agli ingegneri di concentrarsi sulla interpretazione dei risultati, riducendo la durata delle fasi di verifica. Ogni stadio del razzo Saturn V subì quattro fasi di prova: un test sul sito del produttore, due in loco presso il MSFC e infine un test di integrazione al Kennedy Space Center, una volta che il razzo era stato assemblato.

### La scelta e il ruolo degli astronauti

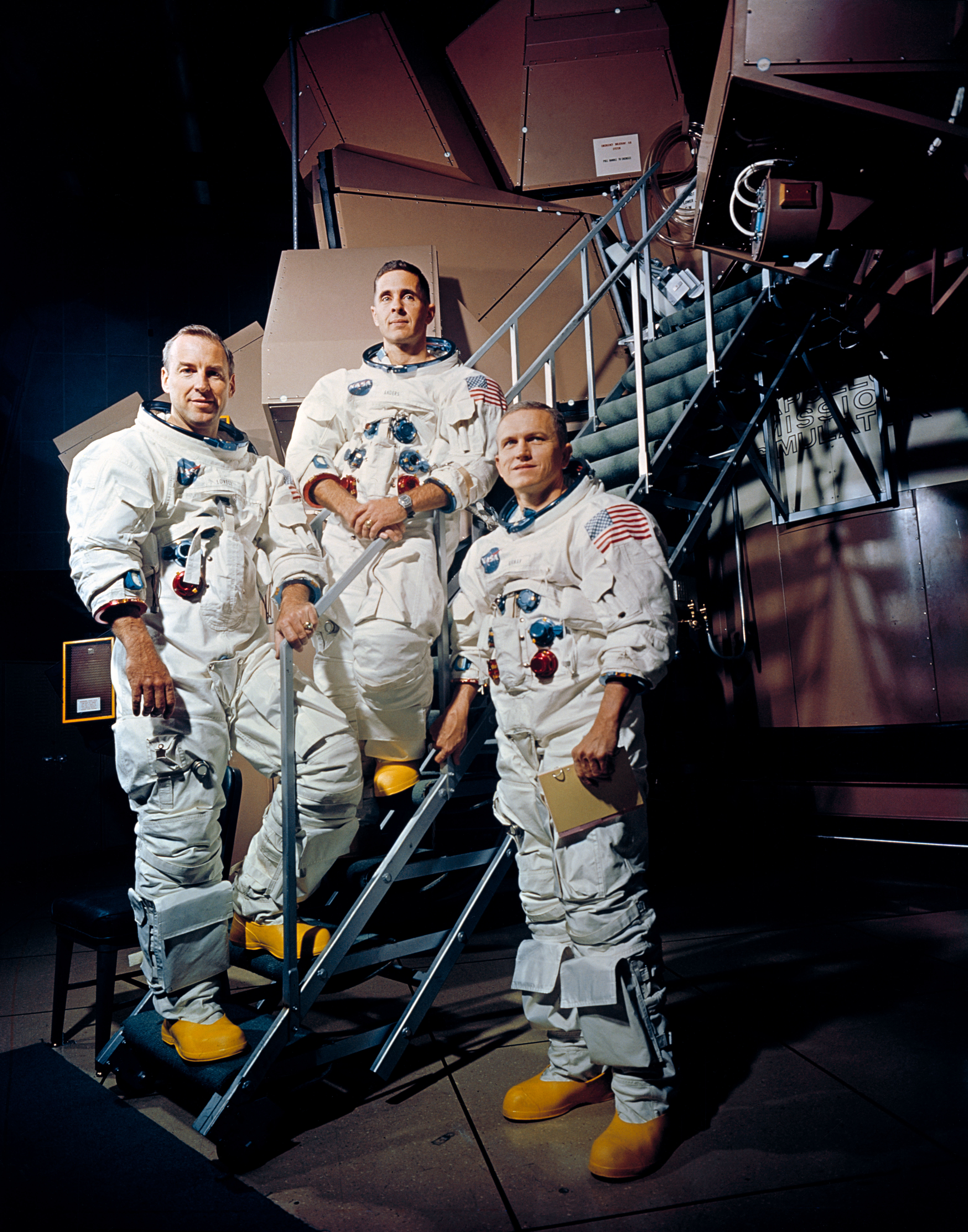
L'equipaggio di Apollo 8 davanti al simulatore presso il KSC. Da sinistra a destra: James Lovell, William Anders e Frank Borman.

Il primo gruppo di sette astronauti selezionati per il programma Mercury (chiamati Mercury Seven) era stato scelto tra piloti collaudatori militari, aventi un discreto livello di conoscenza nei settori connessi alla progettazione, con un'età inferiore ai 40 anni e aventi delle caratteristiche che soddisfacevano restrittivi requisiti psicologici e fisici.
Le successive assunzioni, effettuate nel 1962 (nove astronauti del gruppo 2), 1963 (quattordici astronauti del gruppo 3) e 1966 (quindici astronauti del gruppo 4) usarono dei criteri di selezione simili, abbassando l'età a 35 e 34 anni, diminuendo le ore minime di volo richieste ed estendendo il numero di titoli accettati. Parallelamente furono selezionati due astronauti scienziati in possesso di un dottorato di ricerca: uno nel gruppo 4 e uno nel gruppo 6.
Durante la loro preparazione, gli astronauti passarono molto tempo nei simulatori del modulo di comando e del modulo lunare, ma si sottoposero anche a delle lezioni di astronomia per la navigazione celeste, di geologia per prepararli alla identificazione delle rocce lunari e di fotografia. Inoltre trascorsero molte ore sul velivolo jet da addestramento T-38 (tre astronauti del gruppo 3 morirono durante questi voli).
Gli astronauti furono coinvolti anche nelle primissime fasi della progettazione e sviluppo dei veicoli spaziali. A essi fu inoltre richiesto di dedicare parte del loro tempo alle pubbliche relazioni e alla visita delle società coinvolte nel progetto.
L'astronauta Deke Slayton (selezionato per il programma Mercury ma successivamente non ritenuto idoneo al volo a causa di un problema cardiaco) assunse il ruolo di leader informale ma efficace del corpo astronauti, occupandosi della selezione degli equipaggi per ogni missione e facendo da portavoce negli interessi degli stessi durante lo sviluppo del progetto.
La navicella Apollo fu originariamente progettata per dare una piena autonomia di azione all'equipaggio in caso che si fosse verificata una perdita delle comunicazioni con il centro di controllo. Questa autonomia, prevista dai software del sistema di navigazione e controllo, sarebbe tuttavia stata significativamente ridotta, nel caso si fosse resa necessaria una modifica sostanziale delle procedure di una missione. Infatti era il centro di controllo di Houston che forniva i parametri essenziali, quali la posizione della navetta nello spazio e i valori corretti della spinta necessaria per ogni accensione del motore principale. Nel momento in cui si realizzarono i primi voli sulla Luna, solamente il centro di controllo a terra possedeva la potenza di calcolo necessaria per poter elaborare i dati telemetrici e stabilire la posizione della navetta. Tuttavia, durante il volo, era il computer di bordo ad applicare le dovute correzioni in base ai suoi sensori. Inoltre, il computer, fu essenziale nel controllo del motore (grazie alla funzione di pilota automatico) e nel gestire numerosi sottosistemi. Senza il computer, gli astronauti non avrebbero potuto far scendere il modulo lunare sulla Luna, perché solo con esso era possibile ottimizzare il consumo di carburante al fine di soddisfare i bassi margini disponibili.

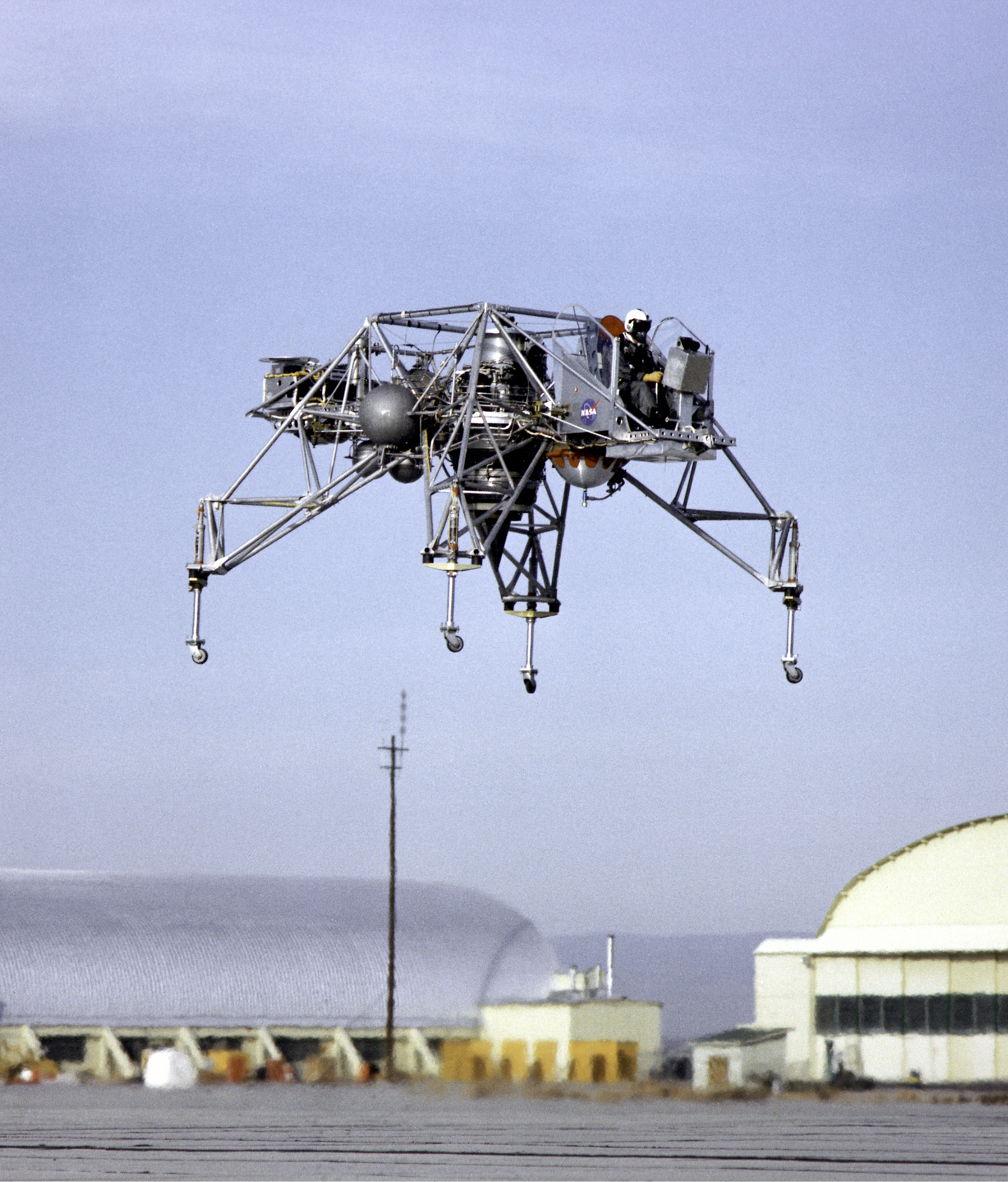
Un astronauta si addestra sul Lunar Landing Research Vehicle presso la base aerea Edwards.

### La ricerca dell'affidabilità
Fin dall'avvio del programma, la NASA dovette dimostrare molta attenzione al problema relativo dell'affidabilità dei complessi sistemi che si apprestava a progettare. Inviare degli astronauti sul suolo lunare è infatti un'operazione assai più rischiosa di un volo in orbita terrestre dove, in caso di problemi, il rientro verso la Terra può essere attuato in tempi brevi grazie all'accensione dei retrorazzi. Diversamente, una volta che la navetta spaziale ha lasciato l'orbita, la possibilità di far ritorno a Terra è strettamente vincolata al corretto funzionamento di tutti i principali sottosistemi. In maniera empirica, la NASA, stabilì che le missioni avrebbero dovuto avere una probabilità di successo del 99% e che la possibile perdita dell'equipaggio dovesse essere inferiore allo 0,1%. Questi valori non tennero però conto dei possibili impatti con micrometeoriti e degli effetti dei raggi cosmici (in particolare nell'attraversamento delle fasce di van Allen), allora poco conosciuti. La progettazione dei sottosistemi e dei componenti di base dei vari veicoli utilizzati per il programma necessitava, pertanto, di raggiungere tali obiettivi.

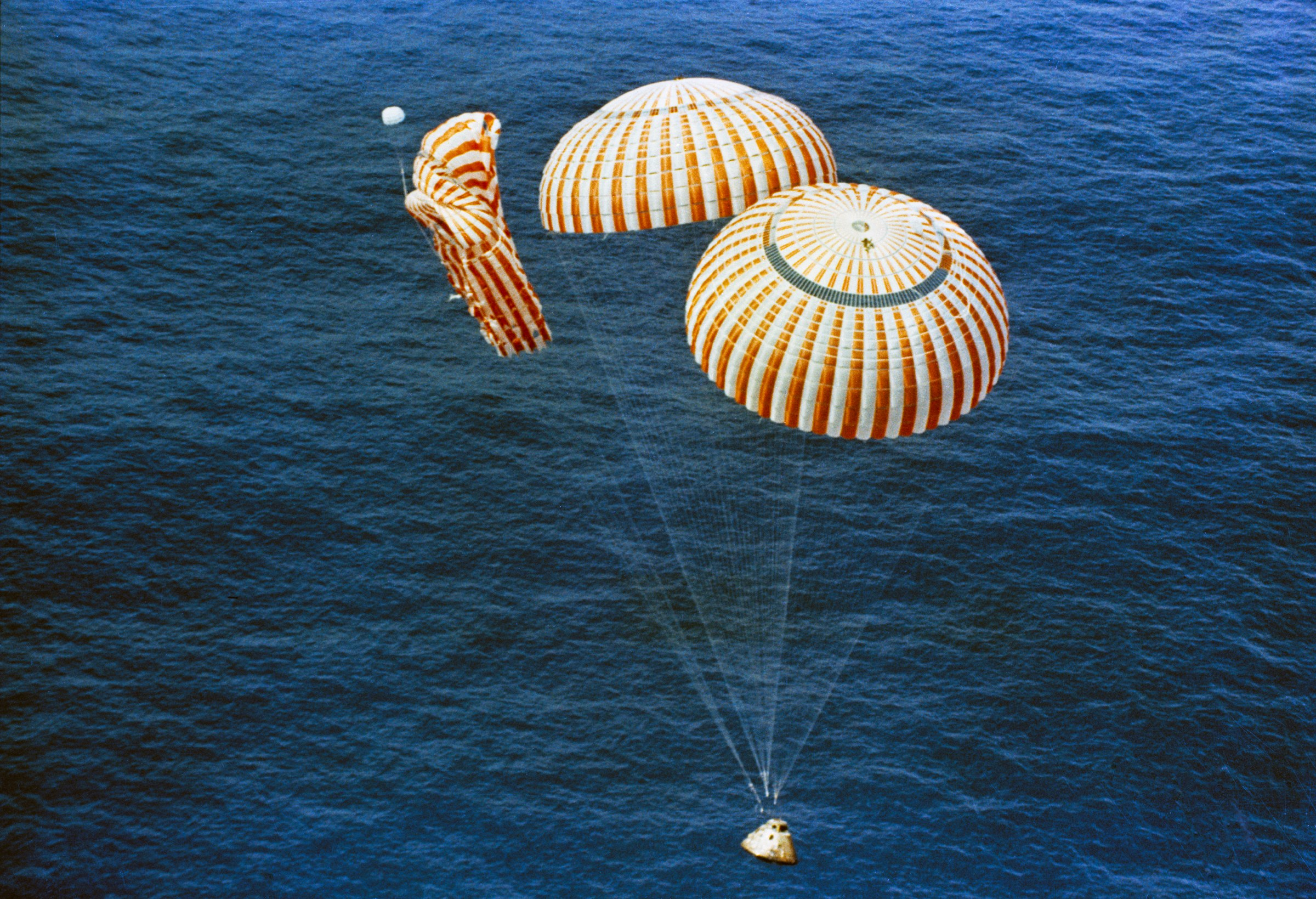
Apollo 15 poco prima dell'ammaraggio: si noti che un paracadute non si è dispiegato completamente; tuttavia il corretto funzionamento degli altri due non ha compromesso la sicurezza.

Tali requisiti furono raggiunti grazie alle diverse opzioni tecniche che vennero scelte. Ad esempio, uno dei sistemi più critici fu quello relativo ai sistemi di propulsione primari. Se il motore principale (sia del modulo lunare sia del modulo di comando) si fosse reso inutilizzabile, la nave spaziale non avrebbe potuto lasciare la Luna o correggere la rotta verso la Terra, con la conseguente perdita certa dell'equipaggio. Per rendere i motori affidabili, fu scelto di utilizzare propellenti ipergolici in cui la combustione avveniva in maniera spontanea quando messi a contatto e non grazie a un sistema di accensione che poteva non funzionare. Inoltre, la pressurizzazione dei combustibili avveniva grazie a dei serbatoi di elio e questo permetteva di eliminare l'uso di fragili e complesse turbopompe.
Inizialmente la NASA previde inoltre di dare agli astronauti la possibilità di effettuare riparazioni durante la missione. Questa scelta fu però abbandonata nel 1964 in quanto comportava sia la formazione degli astronauti in sistemi particolarmente complessi sia il dover rendere facilmente accessibili i sistemi esponendoli di fatto a possibili contaminazioni.

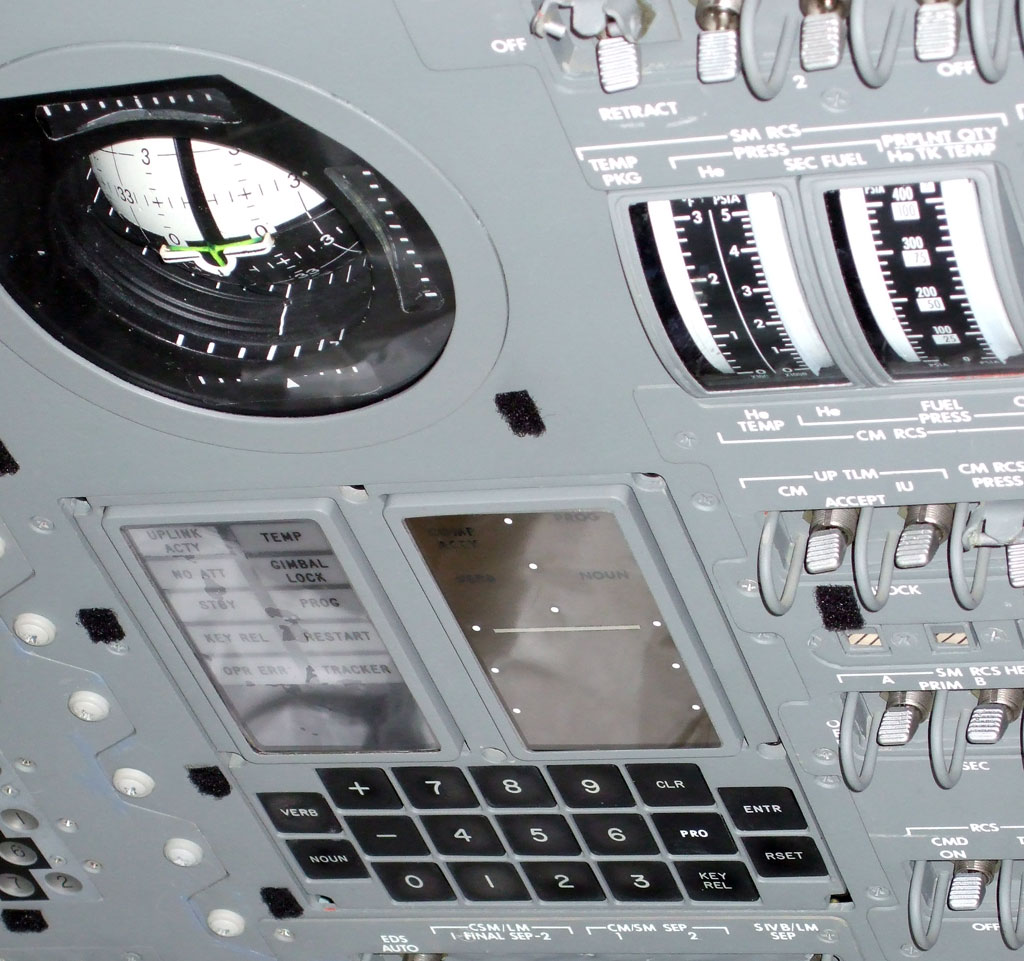
L'Apollo Guidance Computer, elemento fondamentale per lo svolgimento di una missione

Una strategia che fu adottata per rendere la navetta il più affidabile possibile fu quella di fare largo uso della cosiddetta ridondanza. Infatti furono previsti numerosi sottosistemi di backup in grado di sostituire eventuali componenti danneggiati. Ad esempio, il sistema di navigazione (computer e sistema inerziale) del modulo lunare fu raddoppiato da un altro sviluppato da un altro produttore per garantire che non ci fosse lo stesso difetto che potesse rendere entrambi i sistemi inoperativi. I motori di controllo di assetto (RCS, reaction control system) erano indipendenti e realizzati a coppie, ognuna delle quali in grado di funzionare indipendentemente. Il sistema di controllo termico e i circuiti di potenza furono a loro volta doppi mentre l'antenna di telecomunicazione in banda S poteva essere sostituita da due antenne più piccole in caso di guasto.
Non fu, tuttavia, prevista alcuna possibile soluzione nello sfortunato caso di un guasto ai motori principali (sia del modulo lunare che del modulo di servizio/comando): solo dei test approfonditi e realizzati con un massimo di realismo poterono permettere il raggiungimento del livello di affidabilità richiesto.

## I componenti del programma

### Il razzo vettore Saturn

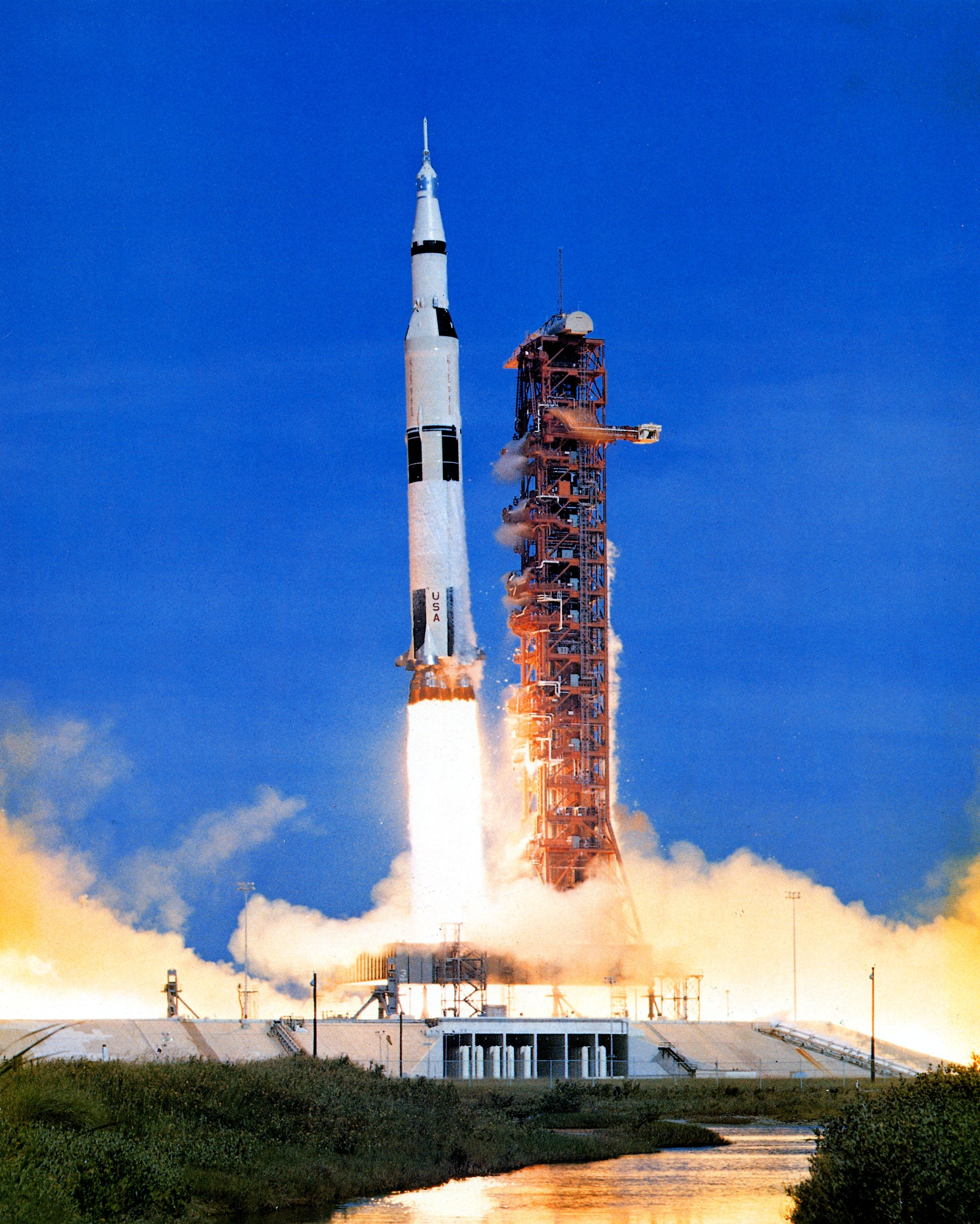
Il decollo della missione Apollo 15 a bordo del razzo Saturn V

Uno dei punti centrali nella fase di sviluppo fu quello relativo al razzo vettore. Furono realizzati tre razzi appartenenti alla famiglia Saturn: Saturn I che permise di testare il sistema di controllo e la miscela dei due propellenti, ossigeno e idrogeno liquidi; Saturn IB con cui furono svolti i primi test della navicella Apollo in orbita terrestre e, infine, l'imponente Saturn V capace di fornire la spinta necessaria per raggiungere la Luna e il cui rendimento eccezionale non è mai stato superato.

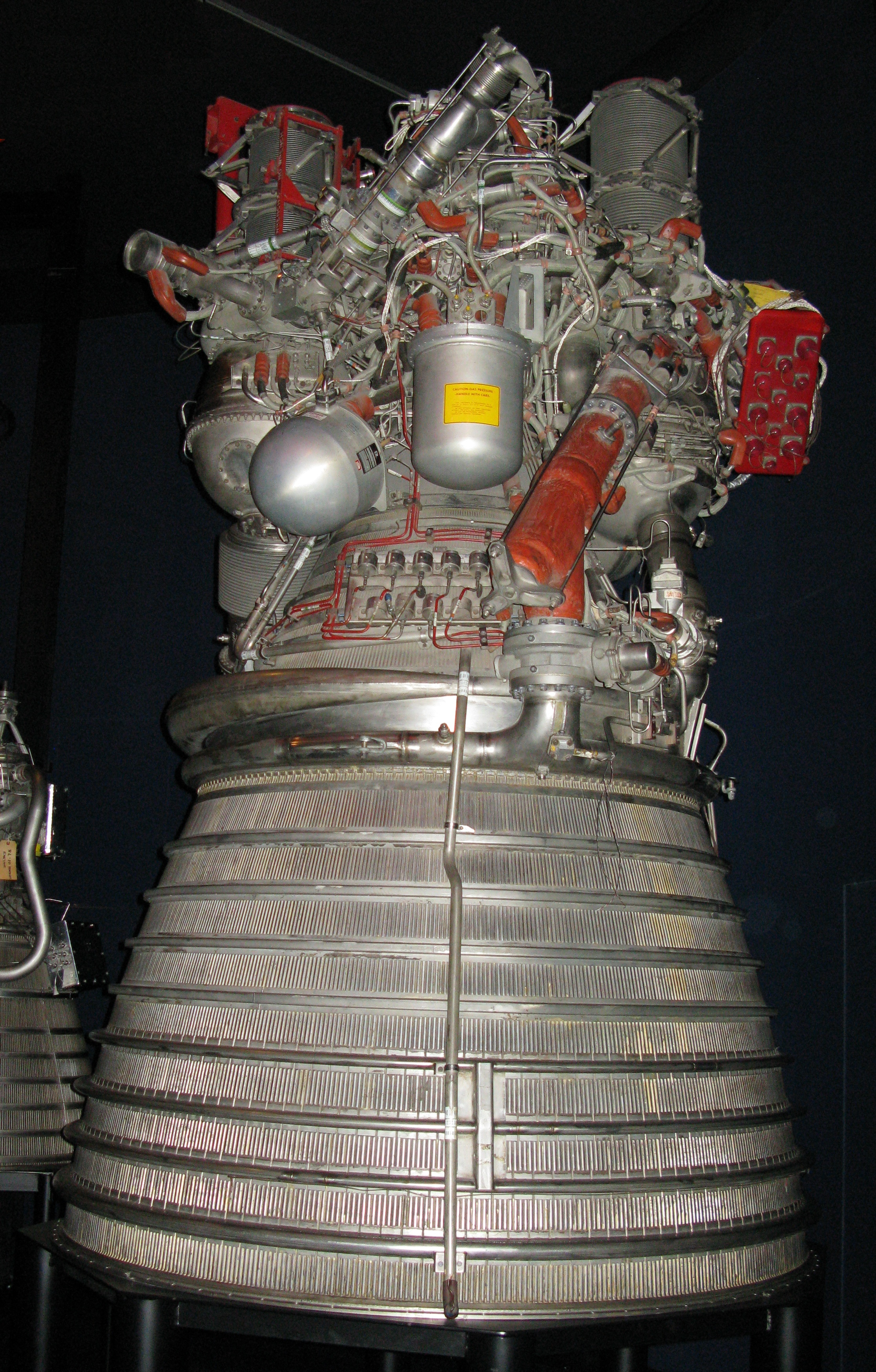
Motore J-2 esposto al museo della scienza di Londra

Lo sviluppo dei Saturn iniziò prima ancora del programma e della creazione della NASA. A partire dal 1957, infatti, il Dipartimento della Difesa (DoD) statunitense individuò la necessità di un lanciatore pesante in grado di mandare in orbita satelliti per ricognizioni e telecomunicazioni pesanti fino a 18 tonnellate. Commissionò quindi a Wernher von Braun e alla sua squadra di ingegneri, un lanciatore che arrivasse a tali prestazioni.
Nel 1958 la NASA, appena creata, individuò nello sviluppo dei lanciatori un fattore chiave dell'impresa spaziale e l'anno seguente ottenne il trasferimento di Von Braun e dei suoi collaboratori presso il Marshall Space Flight Center, la cui direzione fu affidata a Von Braun stesso.
Quando Kennedy fu eletto alla Casa Bianca all'inizio del 1961, le configurazioni del veicolo di lancio Saturn erano ancora in definizione. Tuttavia, nel luglio dell'anno successivo, l'azienda Rocketdyne avviò gli studi per il motore a idrogeno e ossigeno J-2 capace di una spinta di 89 tonnellate, mentre, contemporaneamente, continuò lo sviluppo del motore F-1, che avrebbe fornito ben 677 tonnellate di spinta e che sarebbe stato utilizzato nel primo stadio del razzo.
Alla fine del 1961, il progetto per il Saturn V era ormai definito: il primo stadio del vettore sarebbe stato equipaggiato con cinque F-1 (alimentati a ossigeno liquido e cherosene super raffinato RP1), il secondo con altrettanti motori J-2 e il terzo con un ulteriore J-2, per il quale fu prevista la possibilità di essere riacceso, caratteristica unica per gli endoreattori dell'epoca. Il lanciatore, nel suo complesso, era in grado di inserire 113 tonnellate in orbita bassa e inviarne 41 in direzione della Luna.
Oltre al Saturn V furono sviluppati due modelli più piccoli, necessari per i primi test del progetto:
- C-1 (o Saturn I) usato per testare i modelli della navicella Apollo, che fu composto da un primo stadio equipaggiato da otto motori H-1 e da un secondo con sei RL-10;
- C-1B (o Saturn IB), utilizzato per i test della navicella Apollo in orbita terrestre, fu costituito dal primo stadio del C-1 coronato dal terzo stadio del C-5.

Alla fine del 1962 fu scelto lo scenario del rendezvous in orbita lunare (LOR) e fu approvato definitivamente il Saturn V terminando così gli studi di programmi alternativi (come quelli sul razzo Nova).
| Lanciatore                                                          | Saturn I                                                  | Saturn IB                                                        | Saturn V                                           |
| ------------------------------------------------------------------- | --------------------------------------------------------- | ---------------------------------------------------------------- | -------------------------------------------------- |
| Carico utile in orbita bassa (LEO) all'inserzione translunare (TLI) | 9 t (LEO)                                                 | 18,6 t (LEO)                                                     | 118 t (LEO) 47 t (TLI)                             |
| 1º stadio                                                           | S-I (spinta 670 t) 8 motori H-1 (LOX/cherosene)           | S-IB (spinta 670 t) 8 motori H-1 (LOX/cherosene)                 | S-IC (spinta 3402 t) 5 motori F-1 (LOX/cherosene)  |
| 2º stadio                                                           | S-IV (spinta 40 t) 6 RL-10 (LOX/LH2)                      | S-IVB (spinta 89 t) 1 motore J-2 (LOX/LH2)                       | S-II (spinta 500 t) 5 motori J-2 (LOX/LH2)         |
| 3º stadio                                                           | –                                                         | –                                                                | S-IVB (spinta 100 t) 1 motore J-2 (LOX/LH2)        |
| Voli                                                                | 10 (1961-1965) Satellite Pegasus, test su modelli del CSM | 9 (1966-1975) Qualificazione del CSM, Skylab, volo Apollo-Soyouz | 13 (1967-1973) missioni lunari lancio dello Skylab |

### La Navicella spaziale Apollo

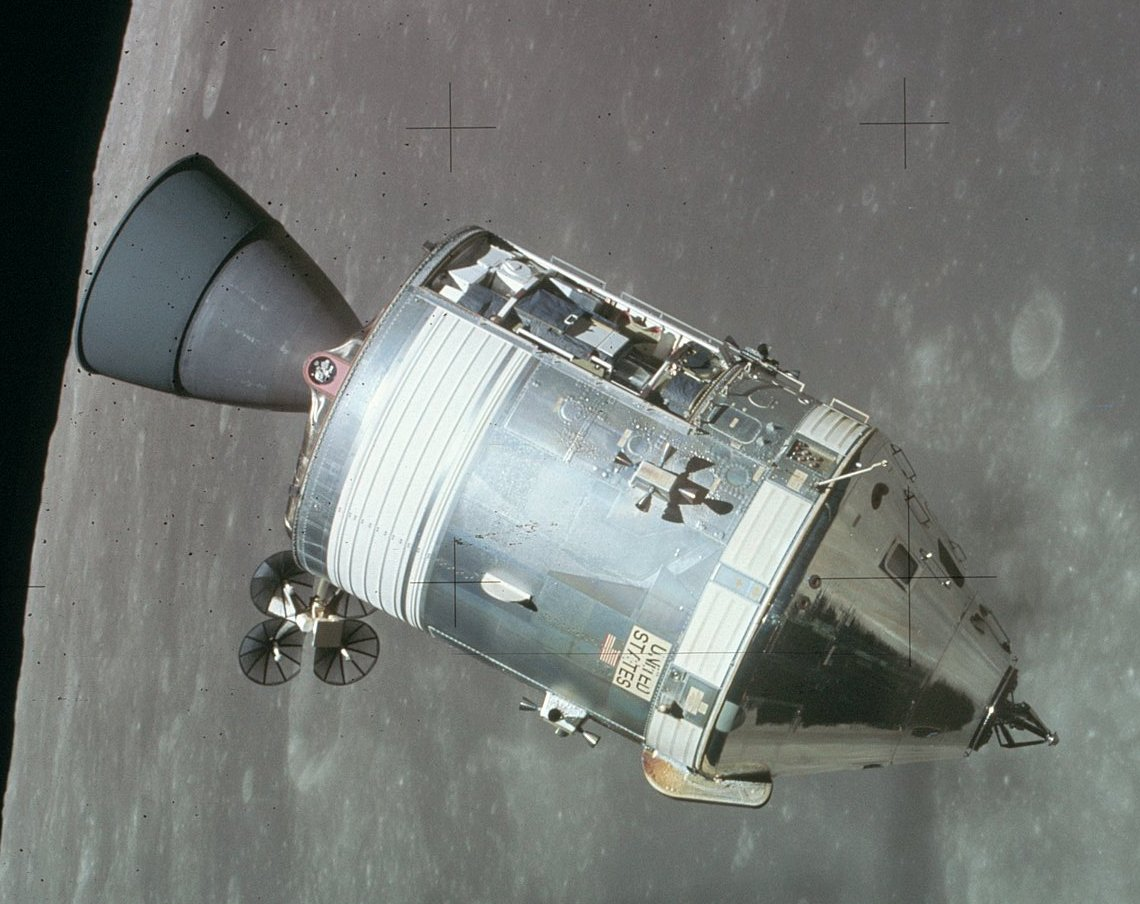
Il modulo di comando e servizio, della missione Apollo 15, in orbita lunare

La navicella spaziale Apollo (o Modulo di Comando e Servizio, abbreviato CSM) ebbe il compito di trasportare l'equipaggio sia all'andata sia al ritorno garantendogli tutto il necessario per il supporto vitale e per il controllo del volo. Di peso poco superiore a 30 tonnellate fu quasi dieci volte più pesante del veicolo spaziale Gemini. La massa extra (21,5 tonnellate) fu in gran parte costituita dal motore e dal propellente, necessari per fornire un delta-v di 2800 m/s e consentire alla navicella il completamento della missione.
Alla navicella Apollo era data un'architettura simile a quella già utilizzata per le Gemini: un modulo di comando (CM) ospitava l'equipaggio ed era dotato dello scudo termico necessario al rientro nell'atmosfera; un modulo di servizio (SM) conteneva il motore principale, il propellente, le fonti di energia e le attrezzature necessarie per la sopravvivenza degli astronauti. Il modulo di servizio veniva sganciato poco prima del rientro nell'atmosfera terrestre.
Al modulo di comando veniva poi agganciato in orbita il modulo lunare (LEM), che permetteva a due astronauti di scendere sulla Luna. Anche il LEM era composto da due stadi: il primo, contenente i motori per la discesa, era abbandonato sulla superficie lunare al momento della partenza; il secondo, nel quale erano ospitati gli astronauti, disponeva di un secondo motore che permetteva di abbandonare la superficie lunare e di raggiungere, a conclusione della missione, il modulo di comando in orbita intorno alla Luna.

#### Il modulo di comando e di servizio

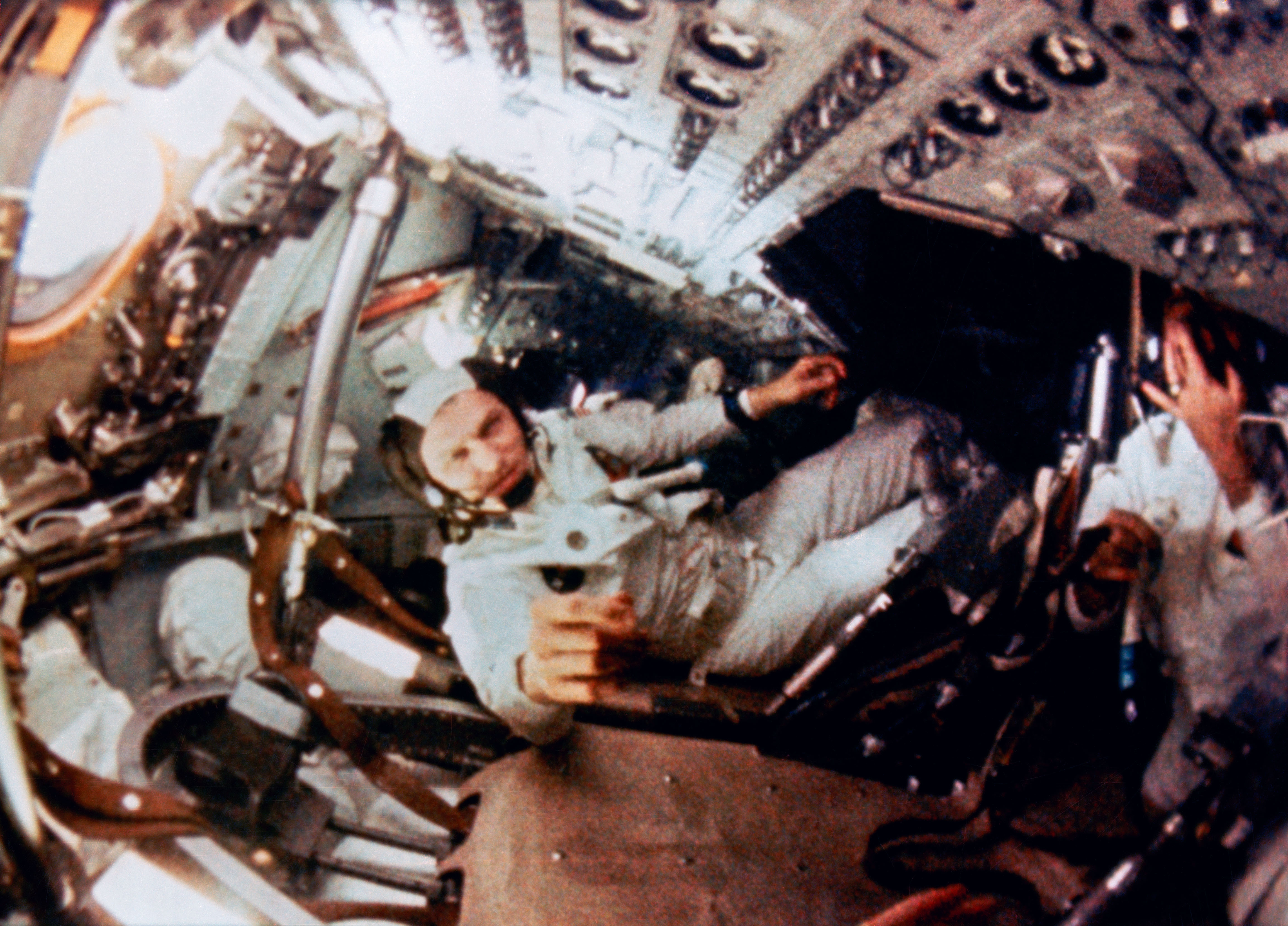
L'astronauta Frank Borman all'interno del modulo di comando di Apollo 8

Il modulo di comando era la sezione della navicella Apollo dove i tre astronauti trovavano alloggio durante la missione, fatta eccezione per il periodo in cui due di loro scendevano sulla Luna con il modulo lunare. Esso aveva un peso di 6,5 tonnellate e una forma conica.
Le pareti del modulo di comando erano costituite da due pannelli sandwich. quello interno era realizzato con pelli in alluminio e core in materiale isolante e delimitava la cabina pressurizzata; quello esterno era realizzato con pelli in acciaio inossidabile e core a nido d'ape nello stesso materiale. La sua parete esterna era ricoperta dallo scudo termico che presentava un diverso spessore in base all'esposizione a cui sarebbe stata sottoposta la parte durante il rientro in atmosfera terrestre. Lo scudo termico, di tipo ablativo, era realizzato con un materiale composito costituito da fibre di silice in una matrice di resina epossidica.
Lo spazio pressurizzato rappresenta un volume di 6,5 m³. Gli astronauti erano posizionati su tre lati su seggiolini paralleli con il fondo del cono. Di fronte a loro era posto un pannello di 2 metri di larghezza e 1 di altezza con i comandi e gli interruttori principali. Le strumentazioni erano distribuite a seconda del ruolo che l'astronauta aveva nella missione. Sulle pareti erano posti gli strumenti per la navigazione, pannelli di controllo più specifici e le aree per lo stoccaggio degli alimenti e dei rifiuti. Per la navigazione gli astronauti utilizzavano un telescopio e un computer che analizzava i dati provenienti da una piattaforma inerziale.

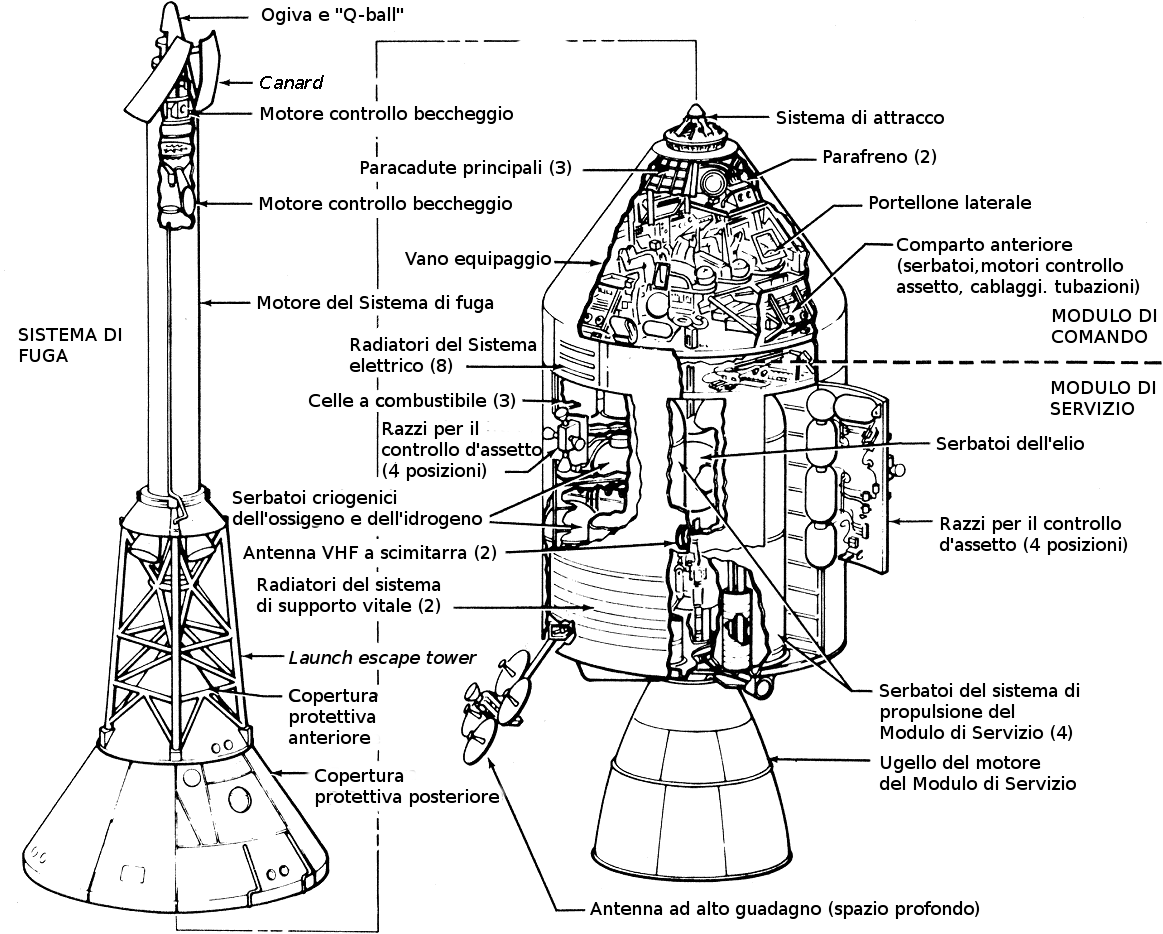
Schema riassuntivo dei principali componenti del modulo di comando e di servizio

La navetta disponeva di due portelli, uno situato sulla punta del cono e raggiungibile con un tunnel e utilizzato per trasferire gli astronauti nel modulo lunare quando questo era agganciato e l'altro posto di fianco e utilizzato per entrare e uscire dalla navetta sulla Terra nonché per permettere le attività extraveicolari nello spazio (per farlo era necessario creare il vuoto in tutta la cabina). Gli astronauti avevano inoltre a disposizione cinque finestrini utilizzati per le osservazioni e per le manovre di rendezvous con il modulo lunare.
Nonostante il modulo di comando dipendesse da quello di servizio sia per l'energia sia per le manovre importanti, esso possedeva comunque un sistema di controllo RCS autonomo (comprendente quattro gruppi di piccoli motori ipergolici) e di un proprio sistema di supporto vitali, entrambi utilizzati quando il modulo di servizio era abbandonato poco prima del rientro.
Il Modulo di Servizio (SM o "Service module" in inglese) era un cilindro di 5 metri di lunghezza per 3,9 metri di diametro, del peso di 24 tonnellate, non pressurizzato e realizzato in alluminio. Alla base era presente il motore principale in grado di fornire oltre 9 milioni di libbre di spinta. Accoppiato dal lato opposto con il modulo di comando, all'interno conteneva i serbatoi di elio (utilizzato per pressurizzare i serbatoi dei propellenti), tre celle a combustibile, serbatoi di ossigeno e di propellente.
Disponeva inoltre di apparecchiature per le comunicazioni, strumenti scientifici (a seconda della missione), un piccolo satellite, macchine fotografiche, un serbatoio di ossigeno supplementare e di radiatori utilizzati per disperdere il calore in eccesso scaturito dalle apparecchiature elettriche e regolare la temperatura della cabina. Tra le apparecchiature per le comunicazioni, un'antenna in banda S che garantiva le trasmissioni anche quando la navetta era molto lontana dalla Terra.
Sopra il complesso modulo di servizio/comando era posto, durante il lancio, il Launch Escape System (LES o torre di salvataggio) che permetteva di separare la cabina (dove vi erano gli astronauti) dal razzo vettore, nella eventualità di problemi durante il lancio. Una volta in orbita, terminata la sua utilità, il LES veniva espulso.

#### Il modulo lunare

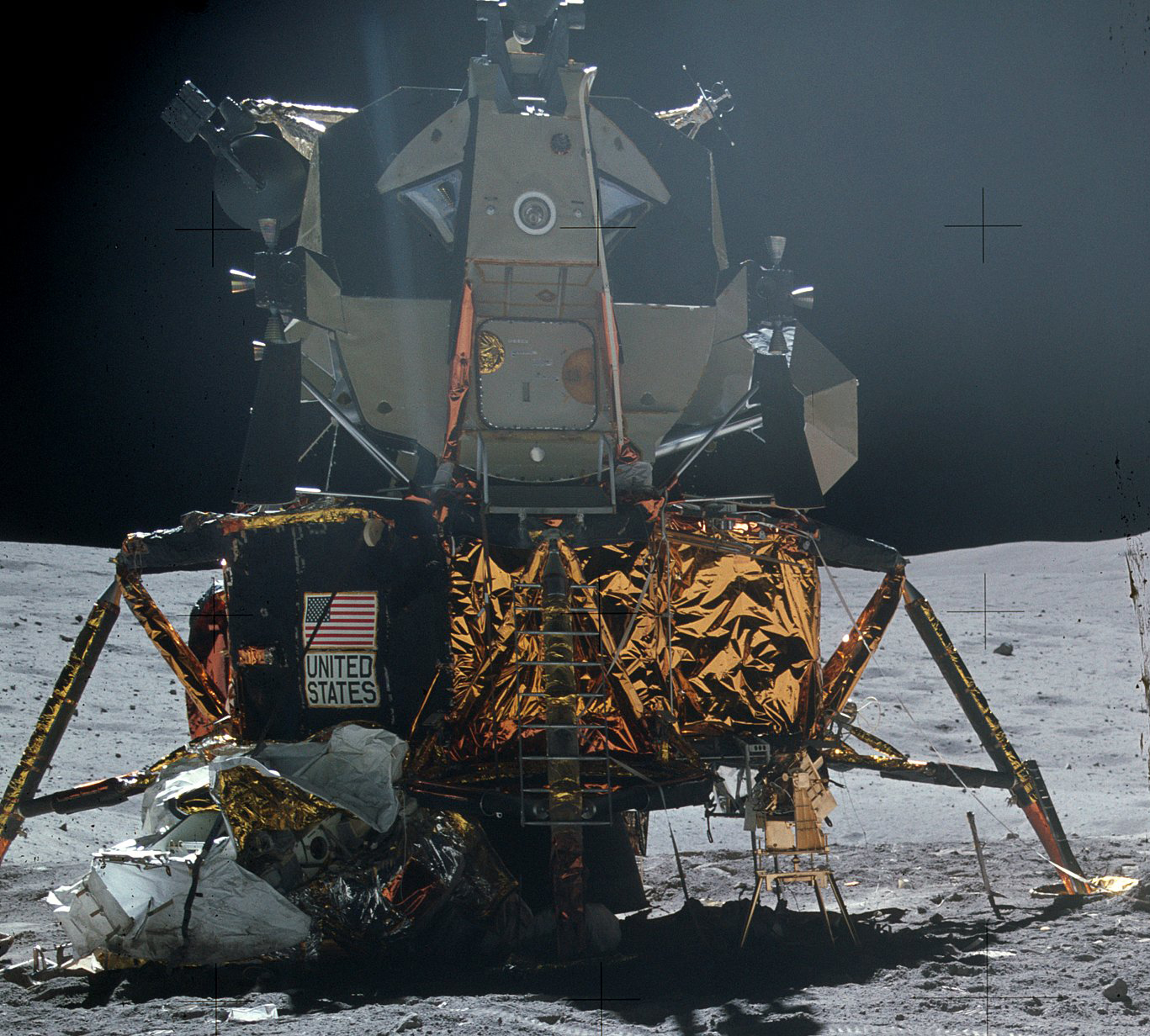
Il modulo lunare sulla superficie lunare, durante la missione Apollo 16

Il modulo lunare Apollo era suddiviso su due stadi: quello inferiore serviva per far atterrare il complesso sulla Luna e come piattaforma di lancio per il secondo stadio che aveva il compito di ospitare i due astronauti e che poi li avrebbe accompagnati nella fase di ascesa verso il modulo di comando al termine della loro permanenza sulla Luna.
La sua struttura era realizzata sostanzialmente in una lega di alluminio, realizzata in due strati separati da materiale isolante, scelta per la sua leggerezza. I pezzi erano per lo più saldati ma in certi casi anche uniti per mezzo di rivetti.

##### Stadio di discesa
Lo stadio di discesa del modulo lunare pesava oltre 10 tonnellate ed era di forma ottagonale con un diametro di 4,12 metri e un'altezza di 1,65 metri. La sua funzione principale era quella di portare il modulo sulla Luna. Per fare questo, nel pavimento era presente un motore a razzo pilotabile e dalla spinta variabile. La modulazione della spinta era necessaria per ottimizzare il percorso di discesa, risparmiare propellente e principalmente permettere un atterraggio dolce.
L'ossidante era costituito da tetraossido di diazoto (5 tonnellate) e il combustibile da idrazina (3 tonnellate), stoccati in quattro serbatoi collocati in scomparti quadrati situati intorno alla struttura. Il vano motore si trovava in posizione centrale.

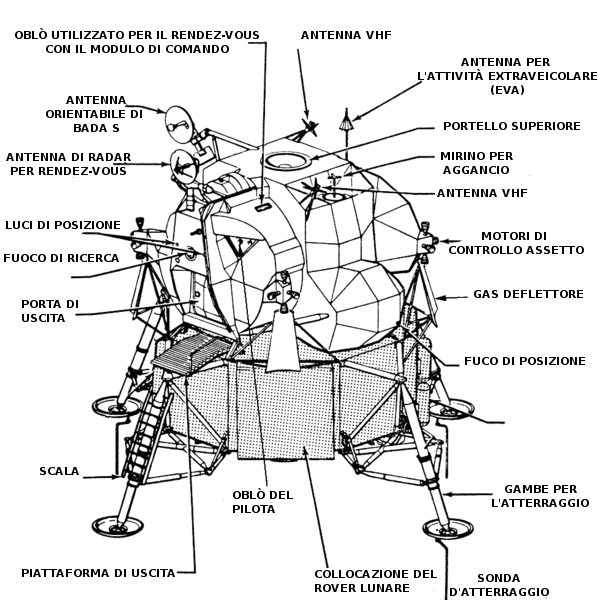
Schema riassuntivo dei principali componenti del modulo lunare

##### Stadio di ascesa
Lo stadio di ascesa pesava circa 4,5 tonnellate. La sua forma era complessa e inusuale per un velivolo, ma essa era studiata per l'ottimizzazione dello spazio occupato e non richiedeva alcuna caratteristica aerodinamica in quanto era progettato per volare solamente nel vuoto dello spazio. Era composto principalmente da una cabina pressurizzata che ospitava, in un volume di 4,5 m³, i due astronauti e da un motore, utilizzato durante l'ascensione, con i suoi serbatoi di propellente.
Gli astronauti, con il pilota a sinistra verso la parte anteriore, lo pilotavano in piedi, tenuti in posizione da bretelle. Sulla paratia anteriore ogni astronauta aveva davanti a sé una piccola finestra triangolare inclinata verso il basso che permetteva di osservare il suolo lunare con una buona angolazione. Davanti a sé e al centro gli astronauti avevano gli strumenti di controllo e navigazione, alcuni raddoppiati per entrambe le postazioni, mentre altri erano suddivisi a seconda del ruolo e dei compiti assegnati. Altri pannelli di controllo e i pannelli dei fusibili si trovavano su entrambe le pareti laterali.
Il pilota aveva, inoltre, sulla propria testa un piccolo oblò che gli consentiva di controllare la manovra di aggancio con il modulo di comando. La parte posteriore della cabina pressurizzata era molto più piccola (1,37 x 1,42 m per 1,52 m di altezza) con le pareti laterali occupate da armadi e con a sinistra il sistema di controllo ambientale. La botola posta sul soffitto era utilizzata per passare nel modulo di comando mediante un breve tunnel (80 cm di diametro, 46 cm di lunghezza). Le forze che si sviluppavano al momento dell'aggancio e che potevano distorcere il tunnel erano smorzate da travi che interessavano l'intera struttura.
Quando gli astronauti dovevano lasciare il LEM per scendere sulla superficie lunare depressurizzavano la cabina creando il vuoto e, una volta rientrati, la ripressurizzavano mediante le riserve di ossigeno. Questo perché implementare un airlock avrebbe aggiunto un peso eccessivo. Per scendere sulla Luna si doveva scivolare in una botola che si affacciava su una piccola piattaforma orizzontale che portava alla scaletta.

### Strumenti scientifici, veicoli e equipaggiamenti

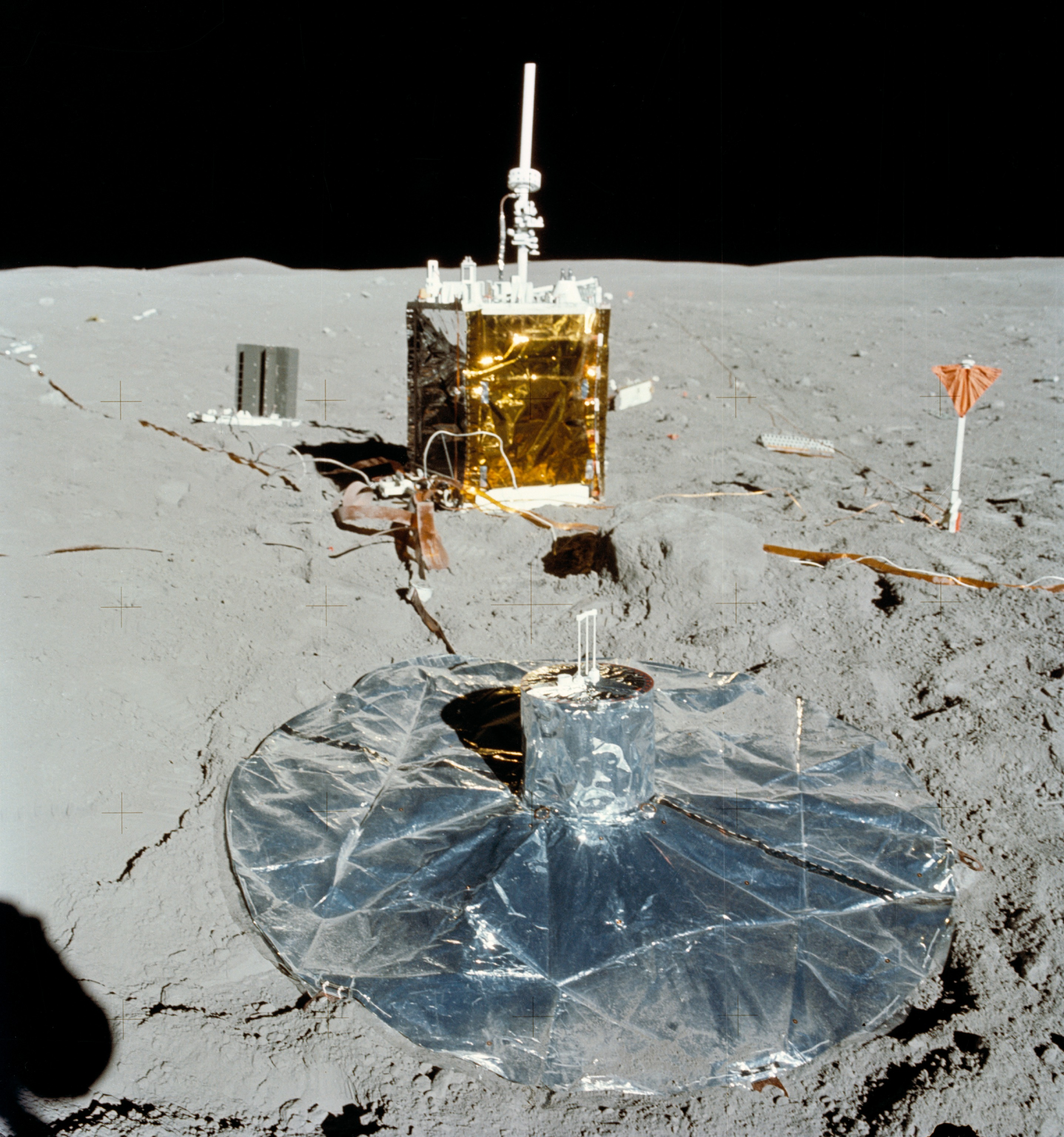
L'ALSEP montato dall'equipaggio dell'Apollo 16 nella prima loro attività extraveicolare sulla Luna

Per il programma spaziale Apollo, la NASA aveva sviluppato alcuni strumenti scientifici, attrezzature e veicoli da utilizzare sulla superficie lunare. Alcuni dei principali sono:
- Il Rover lunare, utilizzato a partire dalla missione Apollo 15 era un veicolo a propulsione elettrica, alimentato a batterie, in grado di raggiungere la velocità di 14 chilometri all'ora. La sua autonomia gli permetteva di percorrere circa dieci chilometri e aveva un carico utile di 490 kg[58].
- L'ALSEP era un insieme di strumenti scientifici installati dagli astronauti intorno a ogni sito di allunaggio dall'Apollo 12 in poi. Era alimentato da un generatore termoelettrico a radioisotopi e comprendeva un sismometro attivo e uno passivo, uno spettrometro di massa, un riflettore laser, dei termometri, un gravimetro, un magnetometro e altri strumenti utilizzati per caratterizzare l'ambiente lunare e la sua interazione con il vento solare. Gli ALSEP hanno continuato a fornire informazioni fino al loro arresto nel 1977[59].
- La tuta spaziale (modello Apollo A7L) indossata dagli astronauti aveva un peso di 111 kg compreso il sistema di supporto vitale. Essa era stata appositamente progettata per le lunghe escursioni sul suolo lunare (più di sette ore per gli equipaggi di Apollo 15, 16 e 17) durante le quali gli astronauti si muovevano in un ambiente ostile, con temperature estreme, possibili micrometeoriti, presenza di polvere lunare, ecc. e nonostante ciò dovevano compiere molti lavori che richiedevano anche una certa flessibilità[60].

## Svolgimento di una missione lunare

### Finestra di lancio e sito di allunaggio

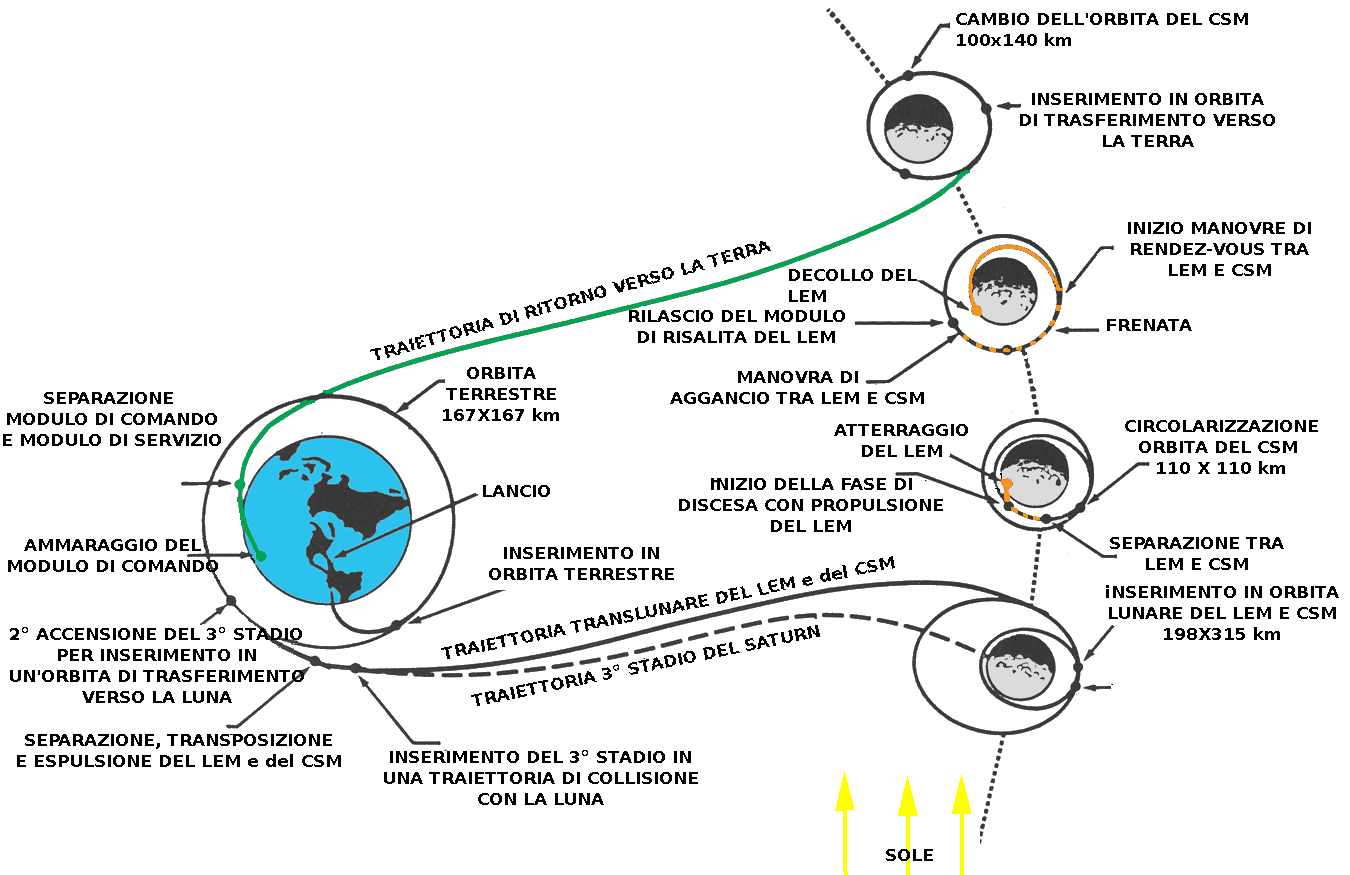
Schema dello svolgimento di Apollo 15, una missione lunare tipo

Le sei missioni lunari Apollo furono pianificate in modo tale che gli astronauti tentassero l'allunaggio nelle prime fasi del giorno lunare (che ha una durata di 28 giorni terrestri). Avrebbero così beneficiato di una luce ottimale per individuare il campo di atterraggio (tra 10 e 15 gradi di elevazione sopra l'orizzonte, a seconda della missione) e di temperature relativamente moderate. Per rispettare queste condizioni, la finestra di lancio dalla Terra risultava essere ridotta a un unico giorno al mese per ogni sito di allunaggio.
I siti prescelti si trovarono sempre sulla faccia rivolta verso la Terra, in modo che non si verificasse l'interruzione delle comunicazioni con il centro di controllo, ma mai troppo lontani dalla fascia equatoriale della Luna al fine di ridurre il consumo di carburante.

### Lancio e inserimento in orbita terrestre

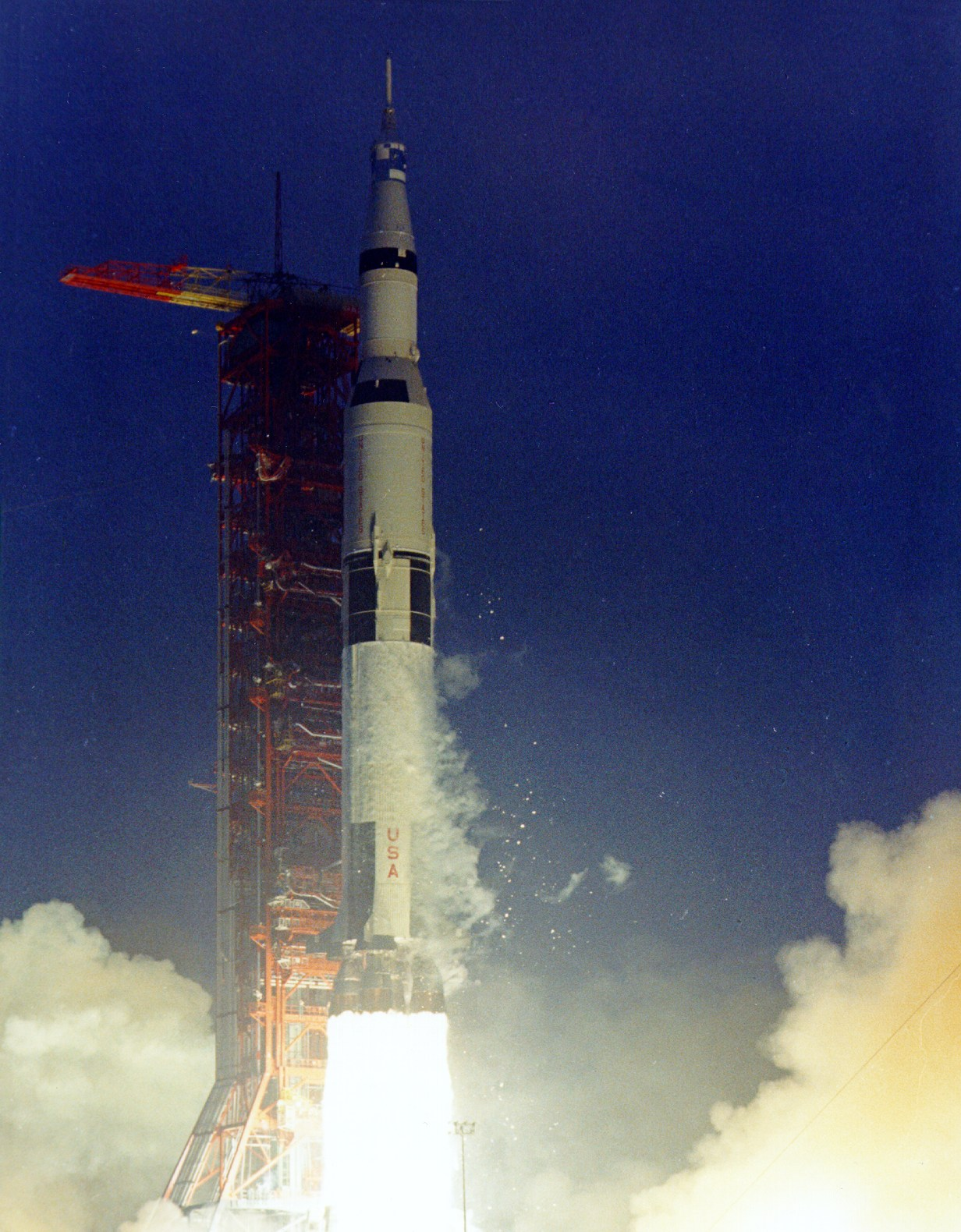
Lancio di Apollo 12

Il razzo decollava dal complesso di lancio 39 del Kennedy Space Center. Il lancio del razzo di 3 000 tonnellate era uno spettacolo particolarmente impressionante: i cinque motori del primo stadio venivano accesi quasi contemporaneamente e consumavano circa 15 tonnellate di carburante al secondo. Dopo che il computer aveva verificato che il motore aveva raggiunto la potenza nominale, il razzo veniva rilasciato dalla rampa di lancio, grazie a dei bulloni esplosivi. La prima fase di ascesa era molto lenta, si pensi che per lasciare completamente la rampa si impiegavano quasi dieci secondi. La separazione del primo stadio S1-C avveniva dopo 2 minuti e mezzo dal lancio, a un'altitudine di 56 km e a una velocità di Mach 8 (10 000 km/h). Poco dopo venivano accesi i motori del secondo stadio S-II e successivamente veniva espulsa la torre di salvataggio (LES) in quanto non serviva più, poiché il veicolo spaziale si trovava sufficientemente in alto per poter abbandonare il razzo vettore senza il suo utilizzo.
Il secondo stadio era a sua volta rilasciato a una quota di 185 km e quando aveva raggiunto una velocità di 24 000 km/h. Il terzo stadio, S-IVB, veniva quindi messo in funzione per 10 secondi al fine di raggiungere un'orbita circolare. L'orbita di parcheggio era dunque raggiunta undici minuti e mezzo dopo il decollo.

### Viaggio verso la Luna
Raggiunta l'orbita bassa, la navicella Apollo (CSM e LEM) compiva un giro e mezzo intorno alla Terra, ancora agganciata al terzo stadio del razzo; quindi, una nuova accensione del motore (manovra di inserzione translunare) inseriva il complesso in un'orbita di trasferimento verso la Luna. All'accensione corrispondeva un incremento della velocità di 3 040 m/s (10 900 km/h). Poco dopo la fine della accensione, il Modulo di Comando e Servizio (CSM) si staccava dal resto del complesso, compiva una rotazione di 180° e agganciava il modulo lunare (LEM), ancora situato nel suo alloggiamento ricavato nel razzo. Controllato l'allineamento e pressurizzato il LEM, quest'ultimo veniva estratto a una velocità di 30 cm/s, grazie a delle molle pirotecniche situate sulla sua carenatura. Il terzo stadio, ormai vuoto, iniziava una traiettoria differente andando, a seconda della missione, in orbita solare o a schiantarsi contro la Luna.
Durante il viaggio di 70 ore verso la Luna, potevano essere effettuate delle modifiche alla traiettoria al fine di ottimizzare il consumo finale di propellente. Sul veicolo era immagazzinata una quantità relativamente elevata di combustibile, superiore a quanto fosse necessario per compiere tali manovre. Soltanto il 5% del quantitativo presente a bordo, infatti, era effettivamente impiegato per le correzioni di rotta. La navetta, inoltre, era posta in lenta rotazione intorno al proprio asse longitudinale, in modo da limitare il riscaldamento, riducendo il periodo di esposizione diretta verso il Sole.
In prossimità della Luna, veniva acceso il motore del modulo di servizio per frenare la navetta e metterla in orbita lunare. Nel caso che l'accensione non fosse riuscita, la navetta, dopo aver compiuto un'orbita intorno alla Luna, avrebbe ripreso autonomamente la via della Terra, senza dover utilizzare i motori. La scelta di questa traiettoria di sicurezza contribuì alla salvezza della missione Apollo 13. Poco dopo il motore del modulo di comando-servizio veniva azionato ulteriormente per posizionare il complesso su un'orbita circolare a 110 km di altezza.

### Discesa e atterraggio sulla Luna

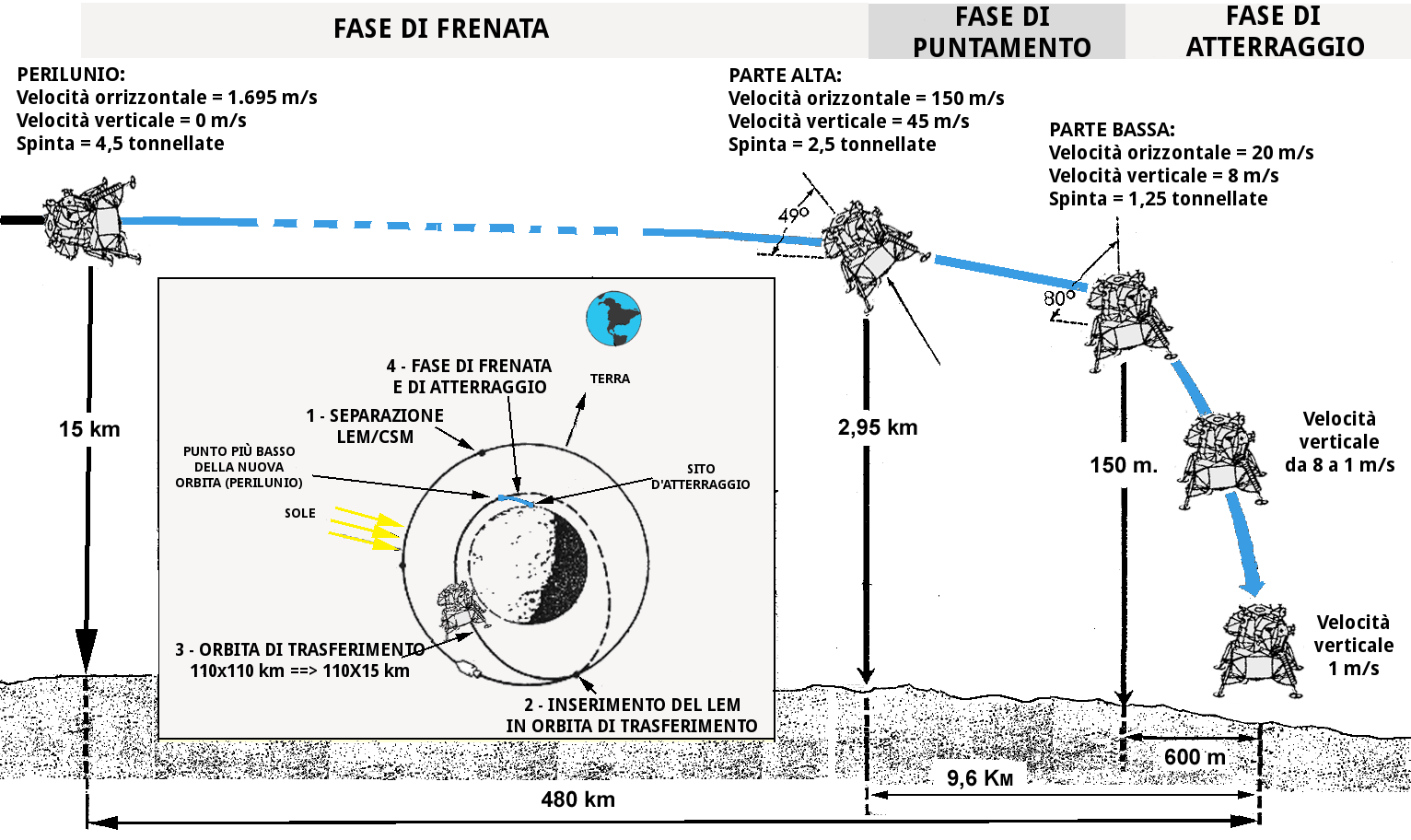
Lo schema rappresenta le ultime fasi della discesa del LEM sulla Luna

La discesa verso la Luna avveniva in gran parte grazie al sistema di guida, navigazione e controllo (PGNCS) controllato dal computer di bordo (LGC). Questo dispositivo era in grado sia di determinare posizione e traiettoria della navetta grazie a un sistema inerziale e a un sistema radar (funzione navigazione) e, calcolando il percorso da seguire mediante i suoi programmi pilota, dirigere la spinta e la potenza del motore (funzione guida). Il pilota del modulo lunare, tuttavia, avrebbe potuto agire in qualsiasi momento correggendo la rotta e al limite anche prendere pieno controllo della navetta. Tuttavia solo il sistema di navigazione era in grado di ottimizzare il consumo di propellente, che altrimenti sarebbe finito prima di aver toccato il suolo lunare.

#### L'abbassamento dell'orbita
In una prima fase la quota del LEM si riduceva da 110 a 15 km dalla superficie lunare, attraverso la trasformazione dell'orbita da circolare a ellittica, con perilunio di 15 km e apolunio di 110 km. Si aveva così il vantaggio di riuscire a ridurre la distanza dalla superficie lunare attraverso un solo breve impulso del motore, con un basso consumo del propellente. Il limite dei 15 km era stato scelto per evitare che la traiettoria finale si avvicinasse troppo al suolo.
La fase aveva inizio quando due dei tre astronauti dell'equipaggio prendevano posto nel modulo lunare per scendere sulla Luna. Per prima cosa inizializzavano il sistema di navigazione e, una volta fatto, il modulo lunare e il modulo di comando-servizio si separavano. Quando la distanza tra i due avesse raggiunto alcune centinaia di metri, venivano azionati i motori del controllo di assetto del modulo lunare per orientare nella direzione del moto l'ugello del motore principale, che quando acceso, imprimeva una decelerazione che portava il LEM a una velocità di circa 25 m/s.
Dalla missione dell'Apollo 14, al fine di preservare ulteriore propellente del modulo lunare, il modulo di comando accompagnò il LEM nella sua orbita ellittica e lo sganciò appena prima dell'inizio della fase di discesa frenata.

#### La discesa frenata
Raggiunta la quota di 15 km, aveva inizio la fase di discesa frenata, caratterizzata dalla continua azione del motore di discesa del modulo lunare. Essa era ulteriormente decomposta in tre fasi: la fase di frenata, la fase di approccio e la fase di atterraggio sulla superficie lunare.

##### La fase di frenata

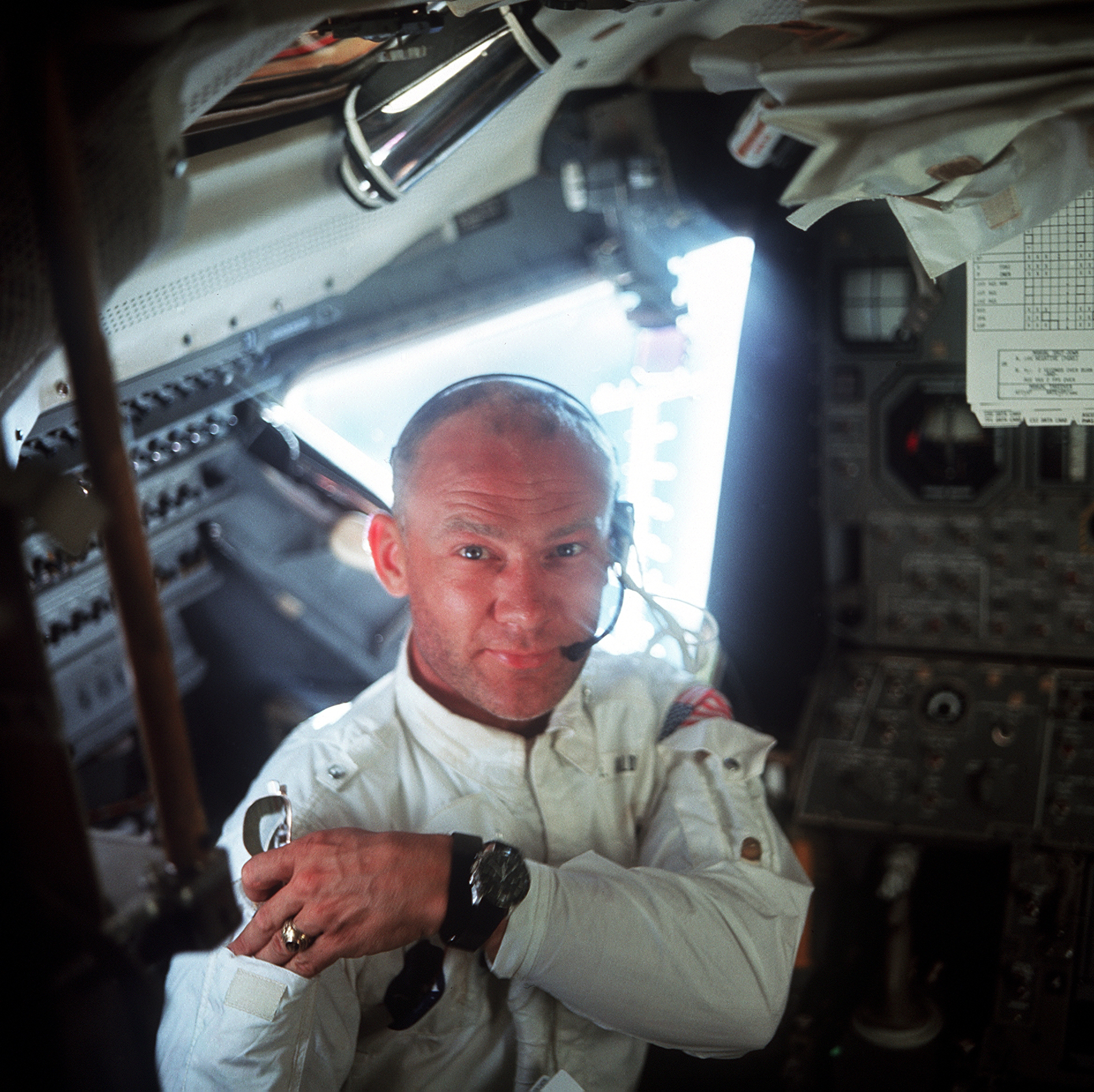
Buzz Aldrin nel modulo lunare

La fase di frenata era il momento in cui si cercava di ridurre la velocità della nave spaziale nella maniera più efficace possibile: si passava infatti da 1 695 m/s a 150 m/s. Il motore veniva acceso al 10% della potenza per 26 secondi, per favorire l'allineamento della sospensione cardanica del sistema di propulsione con il centro di gravità del modulo lunare; dopodiché veniva spinto alla massima potenza. La traiettoria del modulo lunare, all'inizio della spinta, era quasi parallela al terreno, per poi gradualmente aumentare la velocità verticale di discesa da zero fino ai 45 m/s raggiunti al termine della fase.
A una quota inferiore ai 12–13 km dalla superficie lunare, veniva attivato il radar di terra al fine di ricevere alcune informazioni (altitudine, velocità) che consentivano di verificare che il percorso fosse corretto. Fino a quel momento, infatti, la traiettoria era estrapolata utilizzando soltanto l'accelerazione misurata dal sistema inerziale. Un'eccessiva differenza tra le misure indicate dal radar e il percorso pianificato o il non funzionamento del radar stesso, sarebbero stati motivi per l'annullamento dell'allunaggio.

##### Fase di avvicinamento
La fase di avvicinamento iniziava a 7 km dal sito preventivato di allunaggio, mentre il modulo lunare si trovava a un'altitudine di 700 metri dal suolo. Questa fase doveva permettere al pilota di individuare con precisione la zona dove atterrare e di scegliere il percorso più adatto, evitando i terreni più pericolosi (ad esempio cercando di evitare crateri). Il punto di partenza di questa fase era designato come "high gate", un termine in uso comune in aeronautica.
Il modulo lunare veniva, quindi, gradualmente portato in posizione verticale, dando modo al pilota di avere una migliore visione del terreno. Era possibile individuare il punto di atterraggio a seconda del percorso intrapreso, grazie a una scala graduata (Landing Point Designator, LPD) incisa su un finestrino. Se il pilota avesse ritenuto che il terreno non era favorevole per l'atterraggio o non era corrispondente al punto previsto, avrebbe potuto correggere l'angolo di approccio, agendo sui comandi di assetto con incrementi di 0,5° in verticale o 2° in laterale.

##### Atterraggio sul suolo lunare

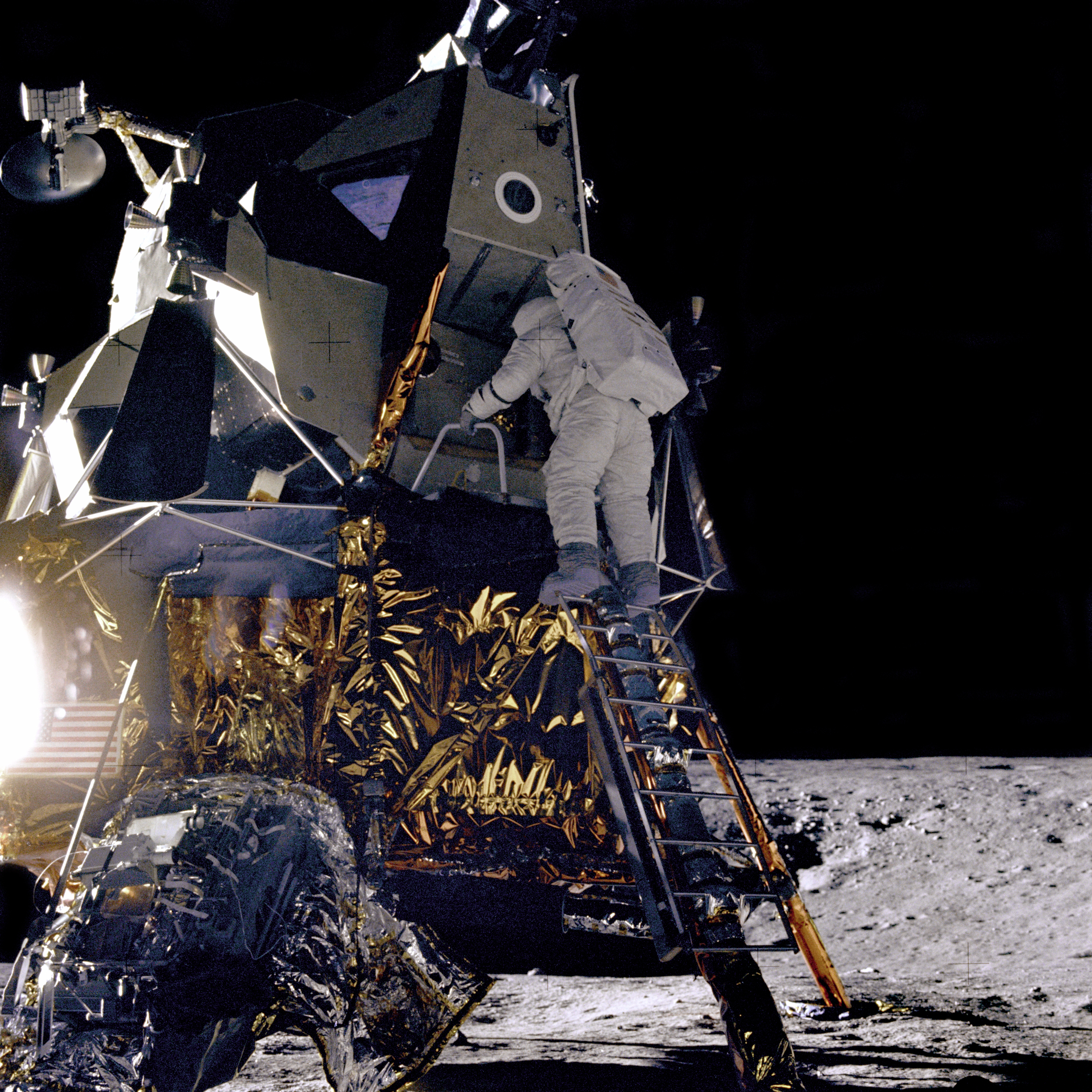
Alan Bean esce dal LEM

Quando il modulo lunare era sceso a un'altitudine di 150 metri, che lo posizionava teoricamente a una distanza di 700 metri all'esatto punto scelto, iniziava la fase di atterraggio. Se la traiettoria era stata seguita correttamente, la velocità orizzontale e verticale sarebbero state rispettivamente di 55 km/h e 18 km/h. Era previsto che il pilota potesse pilotare il LEM in manuale oppure che ne lasciasse il controllo al computer di bordo, che disponeva di un programma relativo proprio a quest'ultima fase del volo. In funzione del propellente rimasto, il pilota poteva avere circa 32 secondi aggiuntivi per far eseguire al LEM ulteriori manovre, come cambiare il punto di allunaggio. Durante quest'ultima fase del volo, il modulo lunare poteva volare a punto fisso come un elicottero allo scopo di identificare meglio il sito. A 1,3 metri dal suolo, le sonde sotto le "zampe" di atterraggio del LEM toccavano il terreno e trasmettevano l'informazione al pilota, che doveva portare al minimo il motore per evitare che il LEM potesse rimbalzare o ribaltarsi (l'ugello quasi toccava il terreno).

#### La permanenza sulla Luna
La permanenza sulla Luna era caratterizzata dallo svolgimento di alcune attività extraveicolari: una sola per la missione Apollo 11 ma fino a tre per le ultime missioni. Prima di ogni uscita dal modulo lunare, i due astronauti presenti a bordo rifornivano d'acqua e ossigeno il loro sistema di supporto vitale portatile (il Primary Life Support System) che veniva poi inserito nella loro tuta spaziale. Dopo aver creato il vuoto all'interno del modulo lunare, veniva aperto il portellone che dava accesso alla scala esterna.
Gli attrezzi e gli esperimenti scientifici che venivano utilizzati dagli astronauti durante la loro attività extraveicolare erano stivati nel modulo di discesa del LEM e da qui venivano estratti per essere piazzati attorno alla zona di allunaggio. A partire da Apollo 15, gli astronauti disponevano anche di un rover lunare, un veicolo che permise di allontanarsi fino a una dozzina di miglia dal LEM e di trasportare carichi pesanti. Il rover fu anch'esso stivato nella base del modulo lunare di discesa, ripiegato su un pallet. Grazie a un sistema di molle e pulegge veniva dispiegato e reso pronto all'uso.
Prima di lasciare la Luna, i campioni geologici, collocati in contenitori, venivano issati, grazie all'utilizzo di un paranco, sul modulo di salita del LEM. Apparecchiature che non erano più necessarie (sistema portatile di sopravvivenza, telecamere, strumenti geologici, ecc.) venivano abbandonate per alleggerire la navetta durante la fase di risalita.

### L'ascesa e il rendezvous in orbita lunare

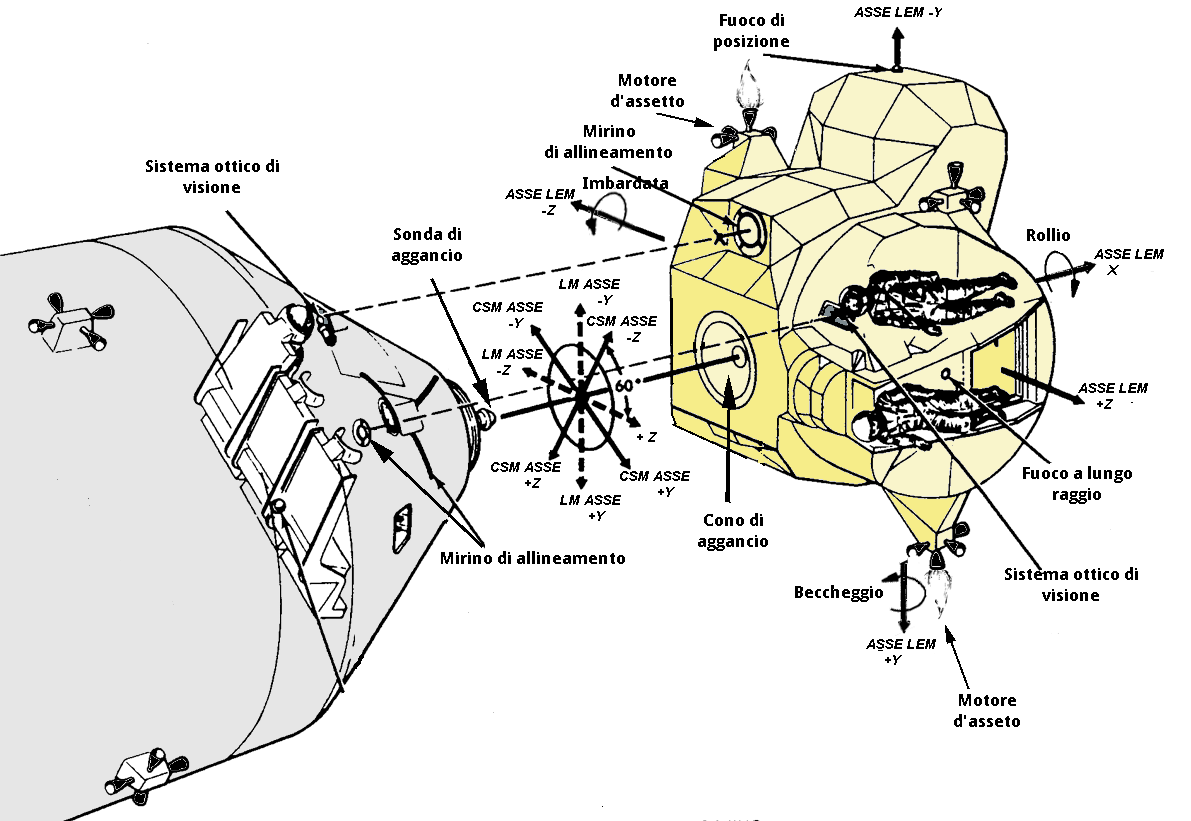
Schema di come avveniva il rendezvous tra il LEM e il modulo di comando-servizio

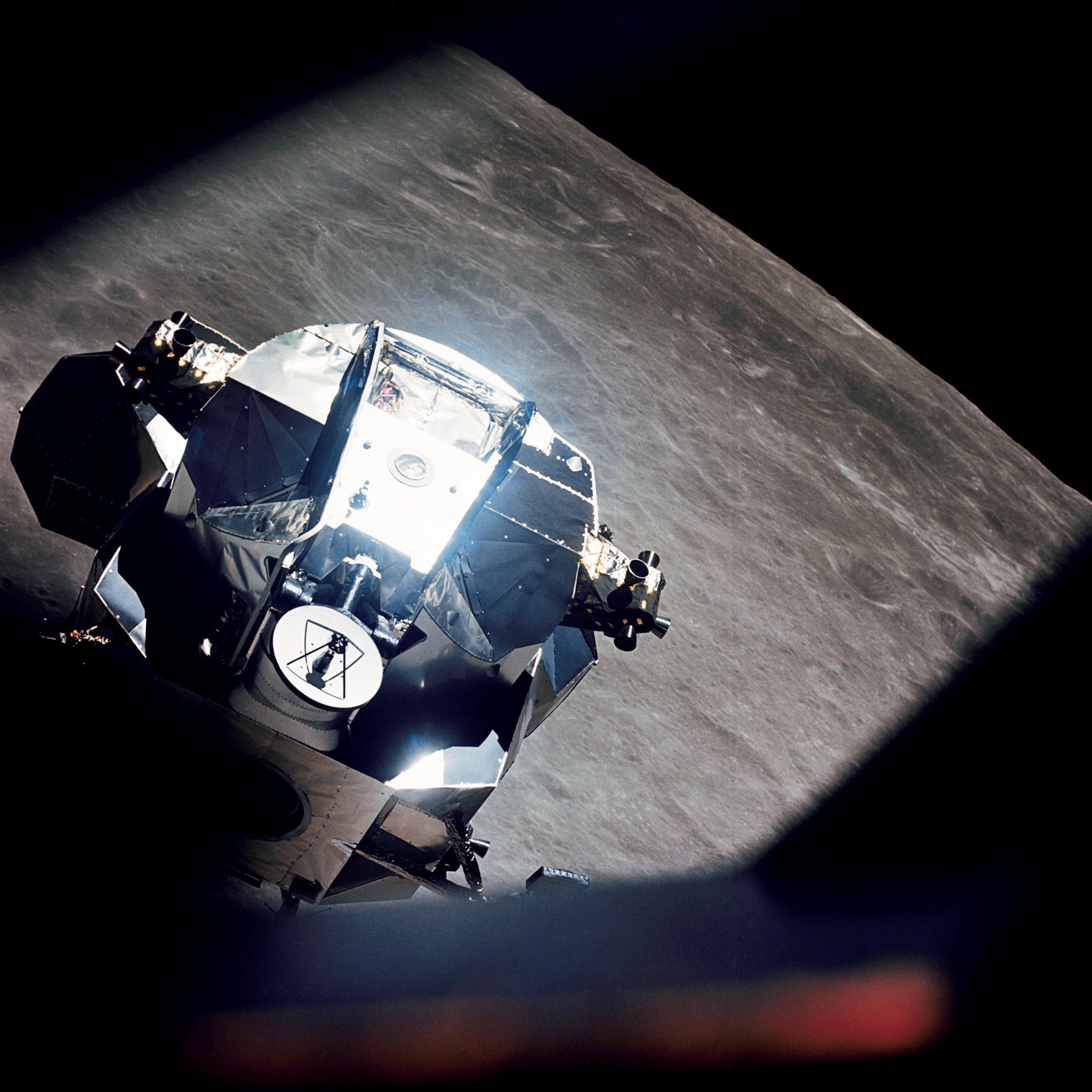
Rendezvous, in orbita lunare, del LEM e del CSM nella missione Apollo 10

Nella fase di ascesa il LEM raggiungeva il modulo di comando che era rimasto ad attenderlo in orbita lunare con a bordo un astronauta. L'obiettivo veniva realizzato in due sottofasi: la prima consisteva nel decollo dal suolo lunare e nell'immissione in orbita lunare bassa; da qui iniziava la seconda che, utilizzando accensioni ripetute del motore a razzo e il sistema di controllo di assetto, portava il LEM ad allinearsi e agganciarsi al modulo di comando.
Prima del decollo, al fine di determinare la traiettoria migliore, era inserita nel computer di bordo la posizione precisa del LEM sulla superficie lunare. La base del LEM, ovvero il modulo di discesa, rimaneva sulla Luna e fungeva da rampa di lancio per il modulo superiore che, con a bordo gli astronauti, decollava. La separazione avveniva grazie a delle piccole cariche pirotecniche che tagliavano i quattro punti in cui i due moduli erano collegati, tranciando anche i cavi e i tubi.
Dopo essere decollato, il modulo di ascesa compiva prima una traiettoria verticale per poi gradualmente inclinarsi al fine di raggiungere un'orbita ellittica di 15×67 km.
Dopo l'aggancio tra le due navette, iniziava il trasferimento delle rocce lunari e degli astronauti dal LEM al modulo di comando-servizio. Dopo che ciò era stato concluso, il LEM veniva sganciato e immesso in una traiettoria che lo avrebbe portato a schiantarsi sulla Luna. La navicella composta da modulo di comando e di servizio, con a bordo i tre astronauti, iniziava quindi il suo viaggio di ritorno verso la Terra. Apollo 16 e Apollo 17 rimasero in orbita lunare un giorno in più al fine di compiere alcuni esperimenti scientifici e di rilasciare un piccolo satellite, anch'esso per esperimenti, di 36 kg.

### Ritorno sulla Terra
Per lasciare l'orbita lunare e immettere il veicolo spaziale su una traiettoria di ritorno verso la Terra, il motore principale del modulo di servizio doveva essere acceso per due minuti e mezzo e fornire un delta-v di circa 1 000 m/s. Questa era considerata una delle fasi più critiche, in quanto un malfunzionamento del motore o uno scorretto orientamento della spinta avrebbero condannato gli astronauti a morte certa. L'accensione del motore avveniva quando la navetta si trovava sul lato della Luna opposto alla Terra. Poco dopo essersi immessi nella corretta traiettoria di rientro, veniva eseguita un'attività extraveicolare per recuperare le pellicole fotografiche dalle fotocamere poste sull'esterno del modulo di servizio.

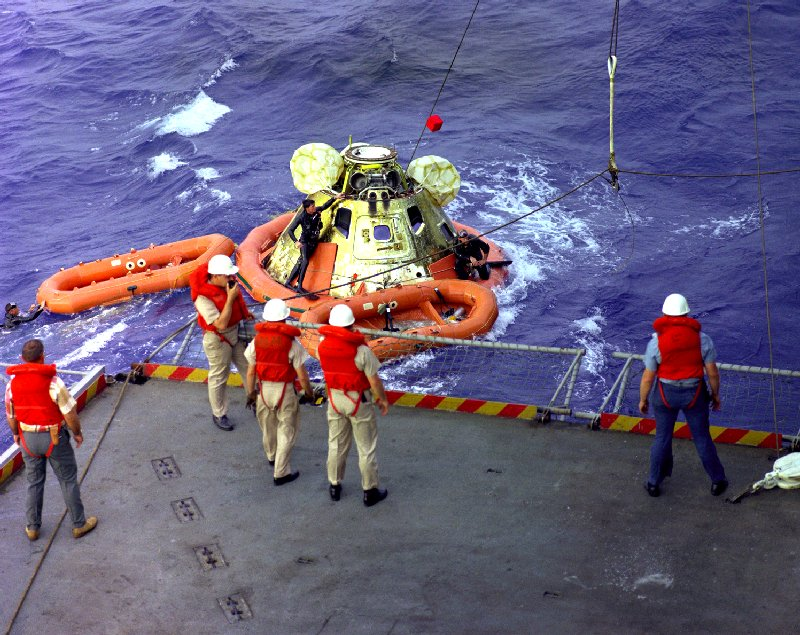
Recupero della navetta di Apollo 8 nelle acque dell'oceano Pacifico

Il viaggio di ritorno durava circa tre giorni, durante i quali venivano eseguite alcune correzioni di rotta per ottimizzare l'angolo di ingresso in atmosfera e il punto di ammaraggio.
Il modulo di servizio veniva sganciato e abbandonato poco prima dell'ingresso in atmosfera, portando con sé il motore principale e la maggior parte delle forniture residue di ossigeno ed energia elettrica. Il rientro avveniva con un angolo ben preciso, fissato a 6,5° con una tolleranza massima di 1°. Se l'angolo di ingresso fosse risultato troppo grande, lo scudo termico, che era progettato per resistere a temperature di 3 000 °C, avrebbe subito un riscaldamento eccessivo e ciò avrebbe condotto al suo cedimento e alla distruzione del veicolo. Se, viceversa, l'angolo fosse stato troppo basso, la navetta sarebbe rimbalzata sull'atmosfera portandosi in una lunga orbita ellittica che avrebbe condannato l'equipaggio a non poter fare più ritorno a Terra.
Entrato in atmosfera, il modulo di comando subiva una decelerazione di 4 g, perdendo tutta la sua velocità orizzontale e scendendo con una traiettoria quasi verticale. A 7 000 metri di altitudine, la protezione finale conica della navetta veniva espulsa e due piccoli paracadute venivano dispiegati per stabilizzarla e ridurre la sua velocità da 480 a 280 km/h. A 3 000 metri, tre piccoli paracadute pilota venivano espulsi lateralmente per permettere di estrarre i tre principali che permettevano di completare dolcemente la discesa. La navetta ammarava nell'oceano a una velocità di 35 km/h. Subito i paracadute venivano rilasciati e venivano gonfiati tre palloni per impedire che la nave si girasse a portare la punta sotto l'acqua. Nei pressi del punto di ammaraggio stazionavano delle navi da recupero che provviste di elicotteri raggiungevano l'equipaggio e lo trasportavano a bordo. Successivamente veniva recuperato anche il modulo di comando e issato sul ponte di una portaerei.

## Le missioni
Il programma Apollo incluse undici voli con esseri umani a bordo, quelli tra la missione Apollo 7 e l'Apollo 17, tutti lanciati dalla rampa (PAD) 39A del John F. Kennedy Space Center, in Florida, con l'eccezione di Apollo 10 che partì dalla rampa 39B.

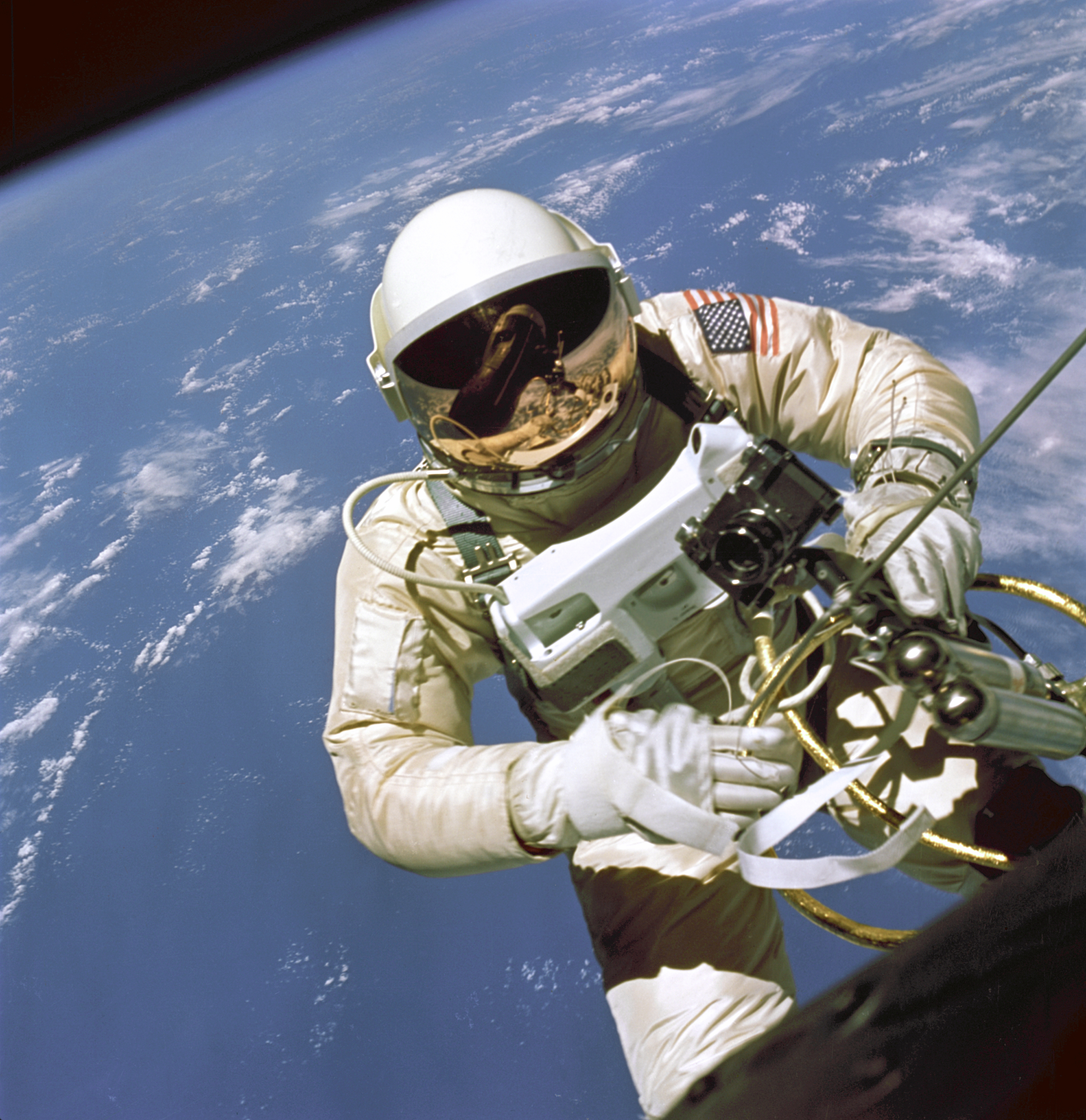
Edward White compie la prima EVA statunitense. È il 3 giugno 1965.

### La preparazione
Gli americani iniziarono il loro programma spaziale umano con il programma Mercury. Il suo obiettivo era però limitato a portare in orbita un uomo e senza aver la possibilità di compiere manovre. Il 12 giugno 1963 il programma era stato dichiarato terminato a favore di uno nuovo che sarebbe servito per mettere a punto alcune tecniche necessarie per poter raggiungere l'obbiettivo della discesa sulla Luna: il programma Gemini che, nonostante fosse stato annunciato dopo il programma Apollo, è considerato come "propedeutico" a esso. Gemini prevedeva infatti di raggiungere tre obiettivi da realizzarsi in orbita terrestre:
- Mettere a punto i sistemi di manovra, localizzazione e rendezvous nello spazio;
- Realizzare delle attività extraveicolari;
- Studiare le conseguenze sulla fisiologia umana della lunga permanenza nello spazio.

Grazie ai successi del programma, la NASA poté quindi dotarsi delle conoscenze necessarie per poter effettuare missioni spaziali sempre più complesse. Tutto questo mentre la progettazione e i primi test dei mezzi del programma Apollo avevano già avuto inizio.
Parallelamente allo sviluppo delle tecniche di volo spaziale umano, si procedette allo studio della Luna grazie a programmi di sonde automatiche. Il primo programma in tal senso fu il programma Ranger. Esso consistette nel lancio, tra il 1961 e il 1965, di nove sonde senza equipaggio, dotate di strumenti per la ricognizione fotografica della superficie lunare ad alta risoluzione.

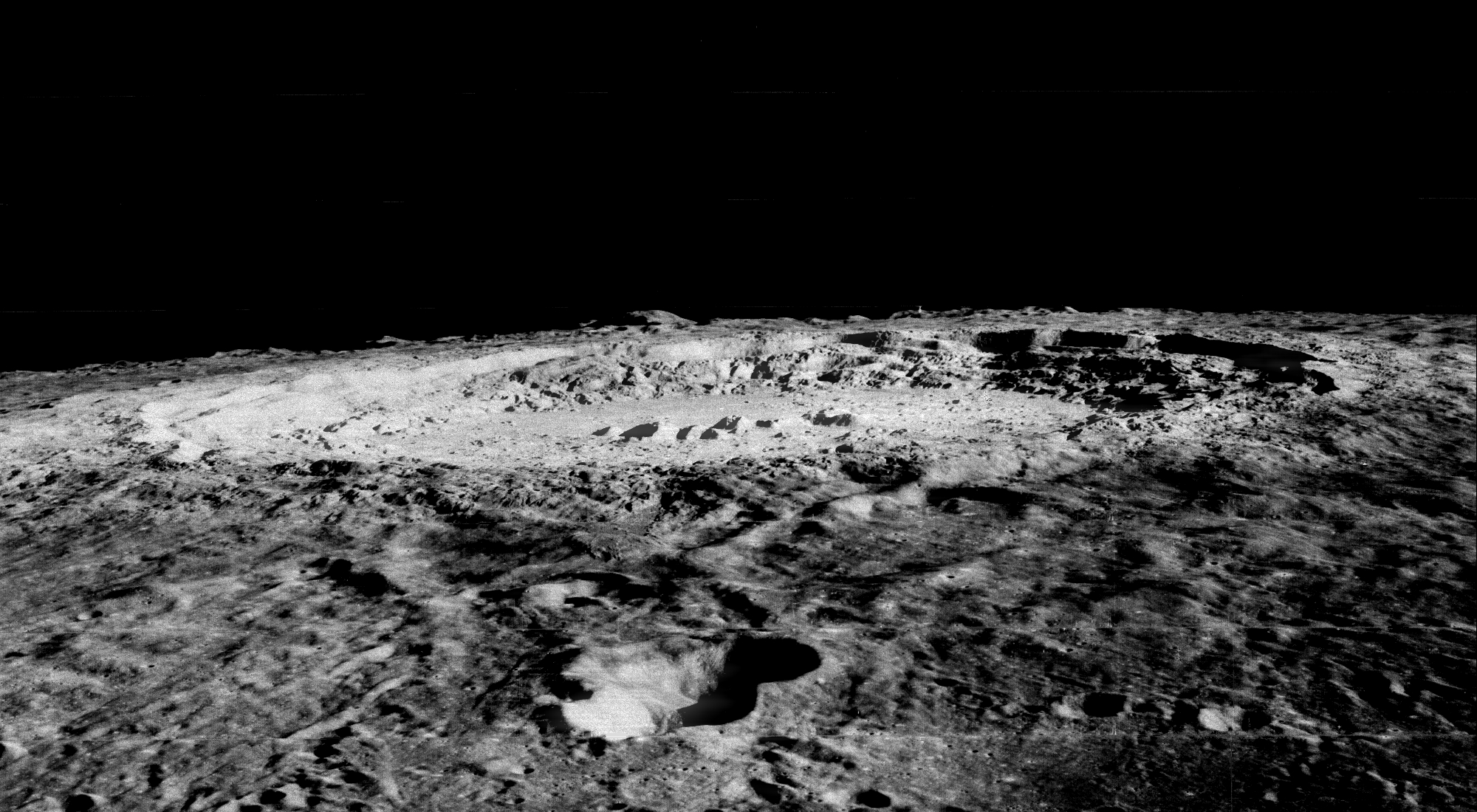
Fotografia della superficie lunare scattata durante una missione del Programma Lunar Orbiter.

Successivamente fu intrapreso il programma Surveyor, che consistette nel lancio di sette lander lunari allo scopo di dimostrare la fattibilità di un allunaggio morbido. Il primo allunaggio fu realizzato il 2 giugno 1966 e fornì delle informazioni essenziali e precise sul suolo lunare.
Tra il 1966 e il 1967 la mappatura della superficie lunare fu completata per il 99% grazie al programma Lunar Orbiter. Oltre a ciò, il programma permise di ricavare alcuni dati essenziali per una futura missione lunare, come ad esempio lo studio della frequenza ed entità d'impatti di micro meteoriti, e del campo gravitazionale lunare.

### I primi test
I primi test realizzati all'interno del programma Apollo vertevano sul collaudo del Saturn I e in particolare del suo primo stadio. La prima missione in assoluto è stata la SA-1. Il 7 novembre 1963 fu effettuata la prima missione di collaudo del Launch Escape System (missione Pad Abort Test-1), sistema che permetteva di separare, durante il lancio, la navetta contenente l'equipaggio dal resto del razzo se si fosse presentata una situazione di pericolo. Durante la missione AS-201 fu utilizzato per la prima volta il Saturn IB, versione migliorata del Saturn I e capace di portare in orbita terrestre la navetta Apollo.

### La tragedia dell'Apollo 1

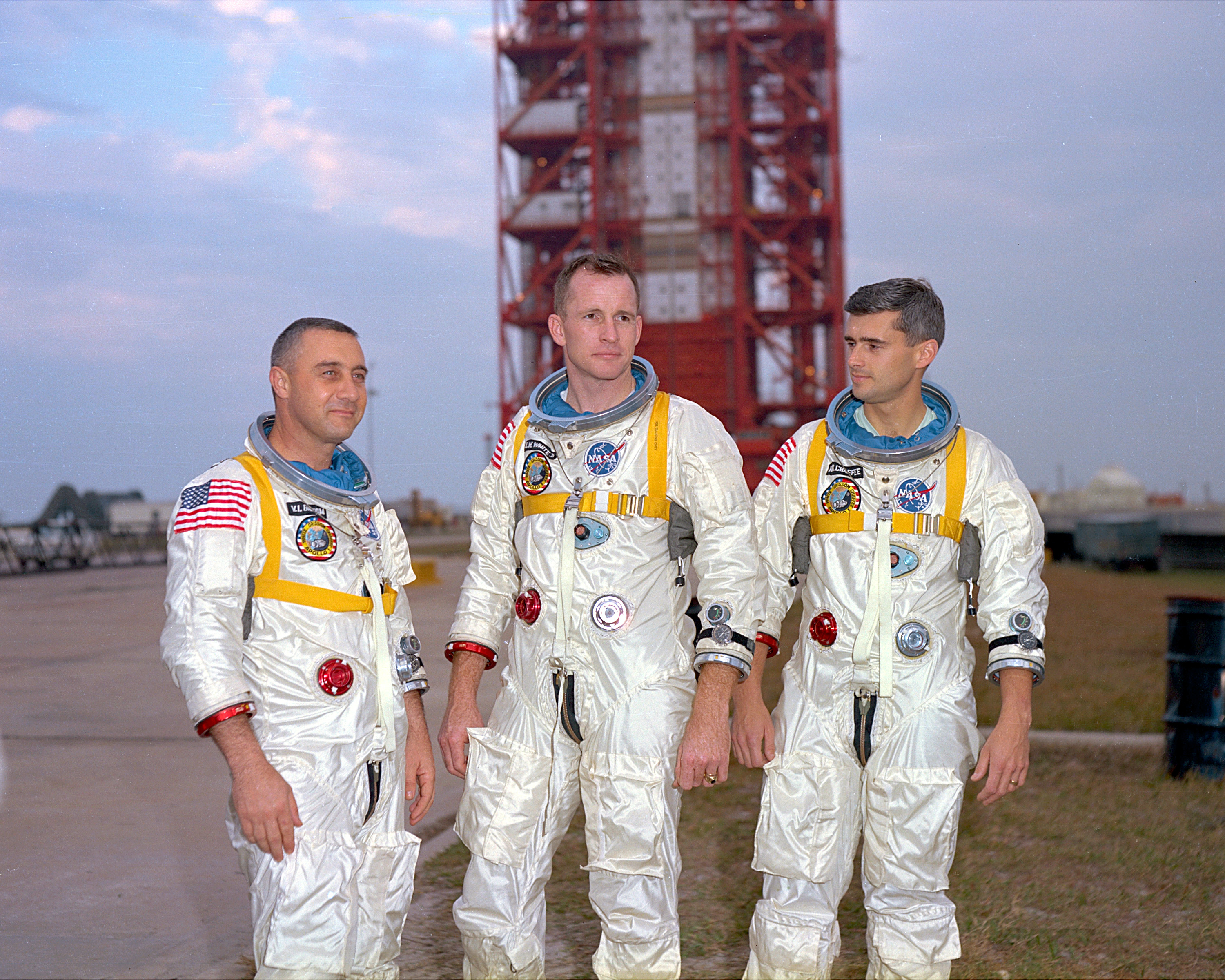
L'equipaggio dell'Apollo 1 davanti al complesso di lancio 34. Da sinistra: Gus Grissom, Edward White e Roger Chaffee.

Il programma subì un brusco rallentamento durante i preparativi della missione AS-204, che avrebbe dovuto essere la prima, in orbita terrestre, con equipaggio a utilizzare un razzo Saturn IB. Il 27 gennaio 1967, gli astronauti erano entrati nella navetta posta in cima al razzo, sulla rampa di lancio 34 del KSC, al fine di compiere un'esercitazione. Probabilmente a causa di una scintilla originata da un cavo elettrico scoperto, la navetta prese velocemente fuoco, facilitato dall'atmosfera densa di ossigeno. Per l'equipaggio, composto dal pilota comandante Virgil Grissom, dal pilota maggiore Edward White e dal pilota Roger Chaffee, non ci fu scampo. A seguito di questo incidente la NASA e la North American Aviation (responsabile della fabbricazione del modulo di comando) intrapresero una serie di modifiche al progetto.
La NASA decise in seguito di rinominare la missione in Apollo 1, in memoria del volo che gli astronauti avrebbero dovuto svolgere e non fecero mai.

### Il programma riprende
Dopo i tragici fatti di Apollo 1, la NASA decise di intraprendere alcune missioni prive di equipaggio. Si iniziò il 9 novembre 1967 con Apollo 4 (ufficialmente non esistono missioni Apollo 2 e Apollo 3) in cui per la prima volta fu utilizzato il razzo Saturn V. Successivamente venne la volta di Apollo 5 (razzo Saturn IB) lanciato il 2 gennaio 1968 e di Apollo 6 (di nuovo Saturn V) il 4 aprile dello stesso anno, sempre prive di equipaggio. Queste missioni si conclusero con grande successo dimostrando la potenza e l'affidabilità del nuovo vettore Saturn V, il primo in grado di avere una potenza sufficiente per portare la navetta spaziale sulla Luna.

### Voli di preparazione allo sbarco
La prima missione del programma Apollo a portare in orbita terrestre un equipaggio di astronauti fu l'Apollo 7, lanciato l'11 ottobre 1968. Gli astronauti Walter Schirra (comandante), Donn Eisele e Walter Cunningham rimasero per più di undici giorni in orbita, dove testarono il modulo di comando e di servizio. Nonostante alcuni problemi, la missione fu considerata un pieno successo. Gli ultimi incoraggianti risultati e la necessità di raggiungere il traguardo della Luna entro la fine del decennio, spinsero la NASA a pianificare il raggiungimento dell'orbita lunare nella missione successiva.

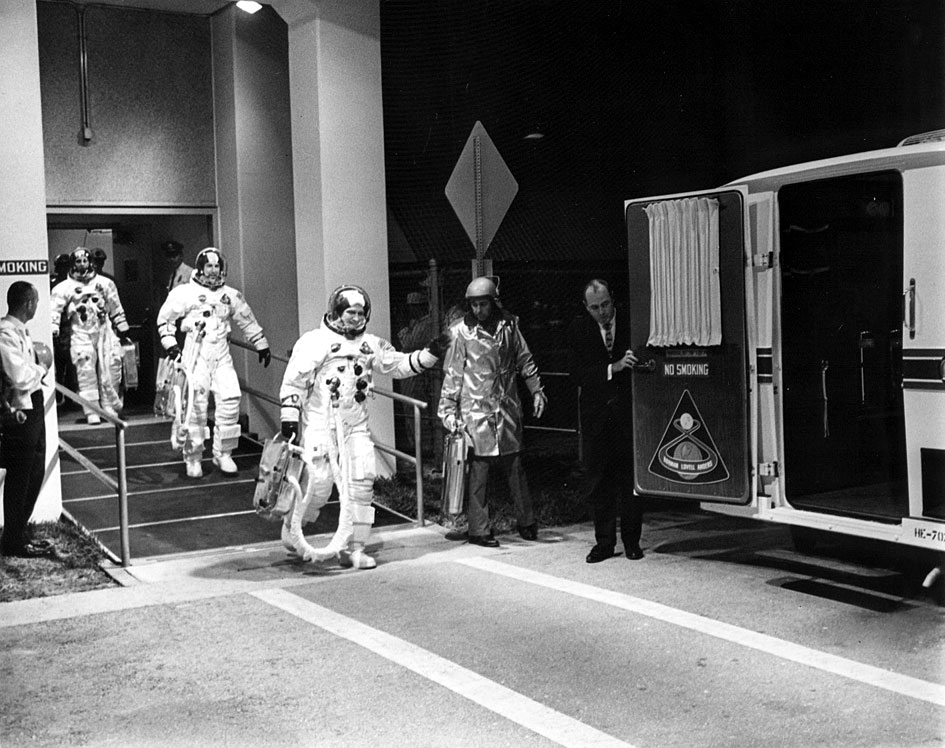
L'equipaggio di Apollo 8 poco prima del lancio

Il 21 dicembre 1968 fu lanciata la missione Apollo 8 che per la prima volta raggiunse l'orbita lunare. Svolta dagli astronauti Frank Borman (comandante), James Lovell e William Anders, inizialmente avrebbe dovuto essere soltanto un test del modulo lunare in orbita terrestre. Essendo la realizzazione di quest'ultimo in ritardo, i vertici della NASA decisero di cambiare i piani. Il 1968, per gli Stati Uniti d'America, era stato un anno molto difficile: la guerra del Vietnam e la protesta studentesca, gli assassinii di Martin Luther King e Robert Kennedy avevano minato l'opinione pubblica e il successo della missione permise alla popolazione americana di concludere l'anno con un'esperienza positiva.
Il programma originario di Apollo 8 fu svolto da Apollo 9 (lanciata il 3 marzo 1969) che per la prima volta trasportò il modulo lunare e lo testò in condizioni reali, cioè nell'orbita terrestre. Durante la missione vennero eseguite la manovra rendezvous nonché di aggancio tra modulo di comando e modulo lunare. La missione fu un pieno successo e permise di testare ulteriori sottosistemi necessari per l'allunaggio, come ad esempio la tuta spaziale. Il modulo lunare Spider venne poi abbandonato in orbita terrestre, dove rimase fino al 1981 quando si disintegrò al rientro nell'atmosfera.
La missione successiva, Apollo 10, fu nuovamente una missione che portò l'equipaggio vicino alla Luna. Lanciata il 18 maggio 1969 ebbe lo scopo di ripetere i test di Apollo 9, ma questa volta in orbita lunare. Vennero eseguite manovre di discesa, di risalita, di rendezvous e d'aggancio. Il modulo arrivò fino a 15,6 km dalla superficie lunare. Tutte le manovre previste furono correttamente compiute, anche se si rilevarono alcuni problemi giudicati facilmente risolvibili e che non avrebbero precluso l'allunaggio previsto con la missione successiva.

### Le missioni lunari

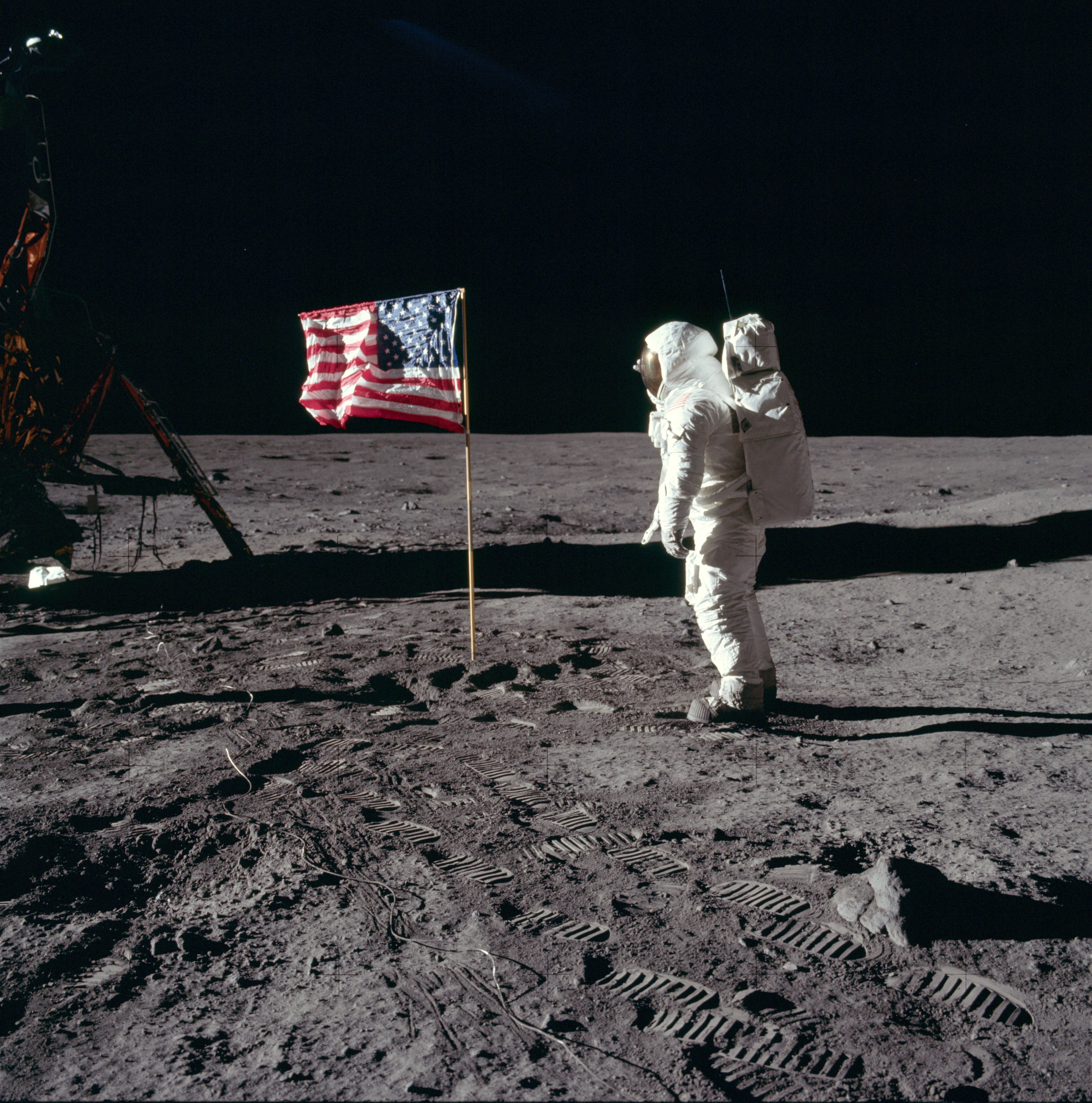
L'astronauta Buzz Aldrin saluta la bandiera statunitense piantata sulla Luna durante la missione Apollo 11.

Il 16 luglio 1969, decollò la missione che passerà alla storia: Apollo 11. Quattro giorni dopo il lancio, il modulo lunare, con a bordo il comandante Neil Armstrong e il pilota Buzz Aldrin (Michael Collins rimase per tutto il tempo nel modulo di comando) atterrò sul suolo lunare. Quasi sette ore più tardi, il 21 luglio, Armstrong uscì dal LEM e divenne il primo essere umano a camminare sulla Luna. Toccò il suolo lunare alle ore 2:56 UTC con lo scarpone sinistro. Prima del contatto pronunciò la celebre frase :
(Neil Armstrong)
Oltre che essere la concretizzazione del sogno di Kennedy di vedere un uomo sulla Luna prima della fine degli anni sessanta, l'Apollo 11 fu un test per tutte le successive missioni lunari. Armstrong scattò le foto che sarebbero servite ai tecnici sulla Terra a verificare le condizioni del modulo lunare dopo l'allunaggio. Successivamente raccolse il primo campione di terreno lunare e lo pose in una busta che mise nell'apposita tasca della sua tuta.
Apollo 11 si concluse senza problemi, con il rientro avvenuto il 24 luglio 1969.
Apollo 12, lanciata il 14 novembre 1969, fu la seconda missione del programma ad allunare. Poco dopo il lancio, il razzo Saturn V fu colpito per due volte da un fulmine. Gli strumenti andarono off-line ma ripresero a funzionare poco dopo e i danni furono limitati al guasto di nove sensori di minore importanza e ciò non influenzò la missione in quanto tutto il resto era a posto e funzionava alla perfezione. A differenza di Apollo 11, questa missione allunò con altissima precisione, vicino alla sonda Surveyor 3 che gli astronauti riuscirono a raggiungere.

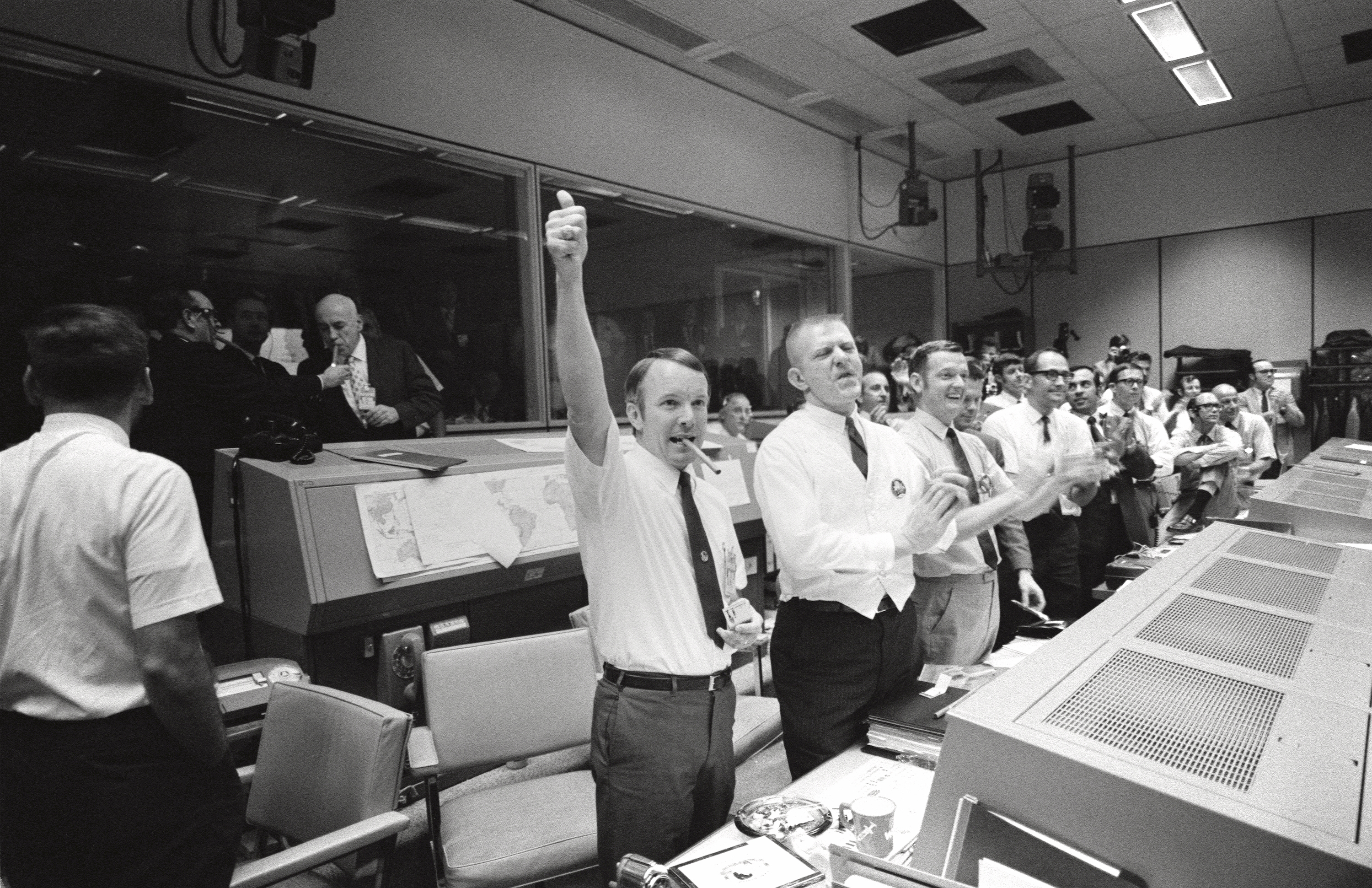
Il Mission Control Center di Houston festeggia dopo l'ammaraggio di Apollo 13

La missione Apollo 13 fu funestata da un'esplosione che compromise l'obiettivo dell'allunaggio. Decollata l'11 aprile 1970, dopo 55 ore di volo il comandante Jim Lovell comunicò con il centro di controllo con la frase "Houston, we've had a problem" ("Houston, abbiamo avuto un problema"). In seguito a un rimescolamento programmato di uno dei quattro serbatoi dell'ossigeno presenti nel modulo di servizio, si verificò un'esplosione del medesimo con la conseguente perdita del prezioso gas. Il risultato fu che gli astronauti dovettero rinunciare a scendere sulla Luna e iniziare un difficile e imprevedibile rientro sulla Terra, utilizzando i sistemi di sopravvivenza che equipaggiavano il modulo lunare. La Luna fu comunque raggiunta per poter utilizzare il suo campo gravitazionale per far invertire la rotta alla navetta (in quanto l'unico motore in grado di farlo, quello del modulo di servizio, era considerato danneggiato). Grazie alla bravura degli astronauti e dei tecnici del centro di controllo, Apollo 13 riuscì, non senza ulteriori problemi, a fare ritorno sulla Terra il 17 aprile. La missione fu considerata un "fallimento di grande successo" in quanto l'obbiettivo della missione non fu raggiunto, ma la NASA si mise in luce per le capacità dimostrate nell'affrontare una situazione tanto critica.
A seguito della missione di Apollo 13 ci fu una lunga indagine sulle cause dell'incidente che portò a una revisione completa della navicella Apollo.
Fu l'Apollo 14 a riprendere il programma di esplorazione lunare. La missione iniziò non troppo bene quando la delicata manovra di aggancio tra modulo di comando e modulo lunare dovette essere ripetuta sei volte. Il resto della missione si svolse senza particolari problemi e fu possibile effettuare l'allunaggio nei pressi del cratere di Fra Mauro, meta originaria di Apollo 13. Qui l'equipaggio svolse numerosi esperimenti scientifici. Per la prima volta fu portato sulla Luna il Modular Equipment Transporter che però si dimostrò un vero e proprio fallimento in quanto non fu quasi possibile muovere il veicolo che sprofondava continuamente nella polvere lunare. Questo compromise la seconda passeggiata lunare che dovette essere interrotta prematuramente.

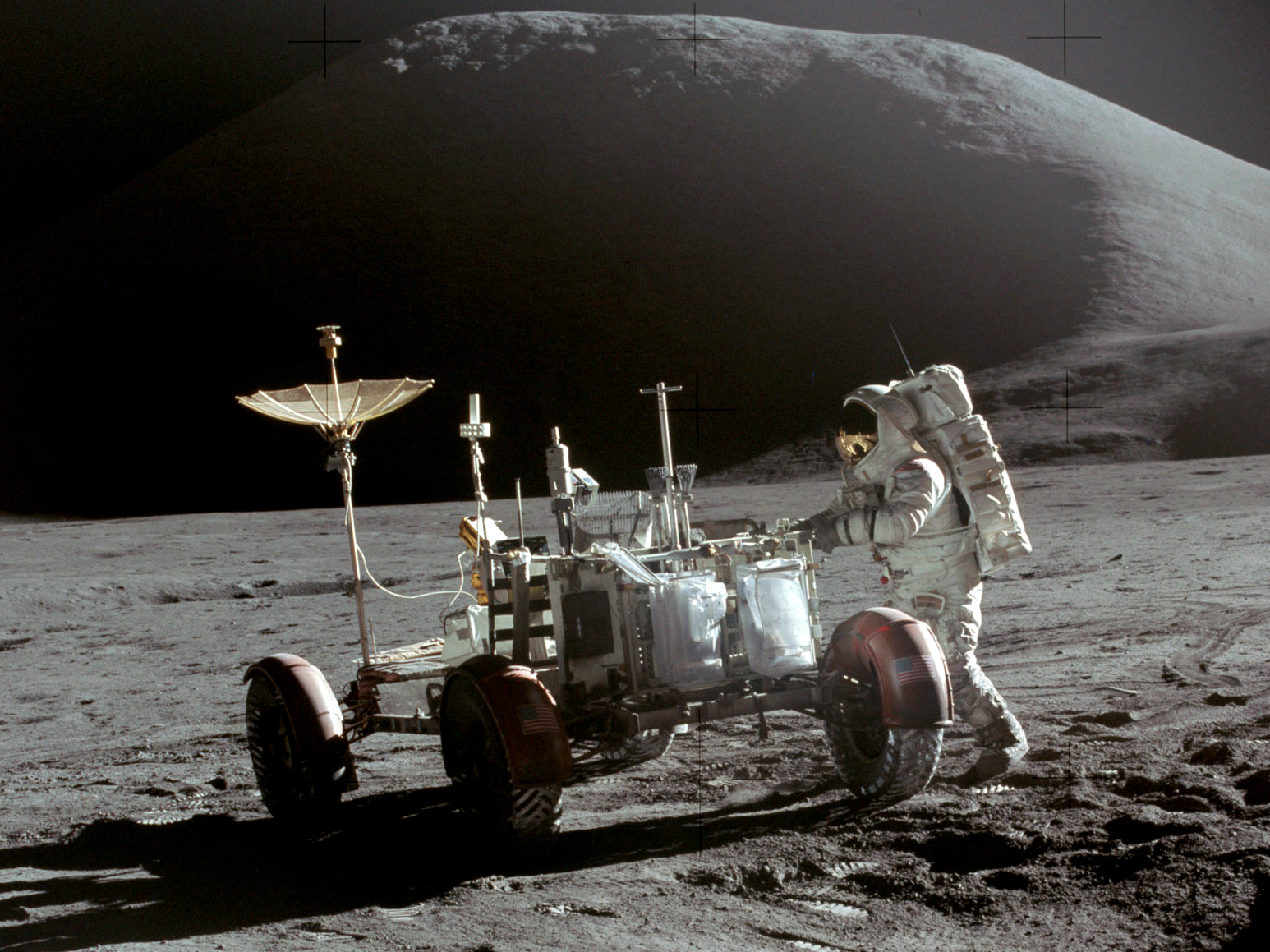
Il rover lunare di Apollo 15 con a fianco l'astronauta James Irwin

Il 26 luglio 1971 fu lanciata la missione Apollo 15 che introdusse un nuovo traguardo nell'esplorazione lunare, grazie a un modulo lunare più duraturo e all'introduzione di un rover lunare. Sulla Luna David Scott e James Irwin realizzarono ben tre uscite, con la seconda lunga 7 ore e 12 minuti. Questa portò gli astronauti fino al Mount Hadley che si trova a circa 5 km di distanza dal punto di allunaggio. Un trapano decisamente migliorato in confronto a quelli delle precedenti missioni consentì di prelevare dei campioni di roccia da oltre due metri di profondità. Durante la terza attività extraveicolare ci fu una breve commemorazione in onore degli astronauti deceduti e venne lasciata sul suolo lunare una statuetta di metallo denominata Fallen Astronaut.
Apollo 16 fu la prima missione ad atterrare negli altopiani lunari. Durante le tre attività extraveicolari effettuate furono percorsi rispettivamente 4,2 km, 11 km e 11,4 km con il rover lunare che fu portato a una velocità di punta di 17,7 km/h. Vennero raccolti diversi campioni di rocce lunari, di cui uno da 11,3 kg, che rappresenta il più pesante campione mai raccolto dagli astronauti dell'Apollo.
Apollo 17, lanciato il 7 dicembre 1972, fu la missione con cui si chiuse il programma. Fu caratterizzata dall'inedita presenza di uno scienziato-astronauta: il geologo Harrison Schmitt.

## Conclusione del programma e costi

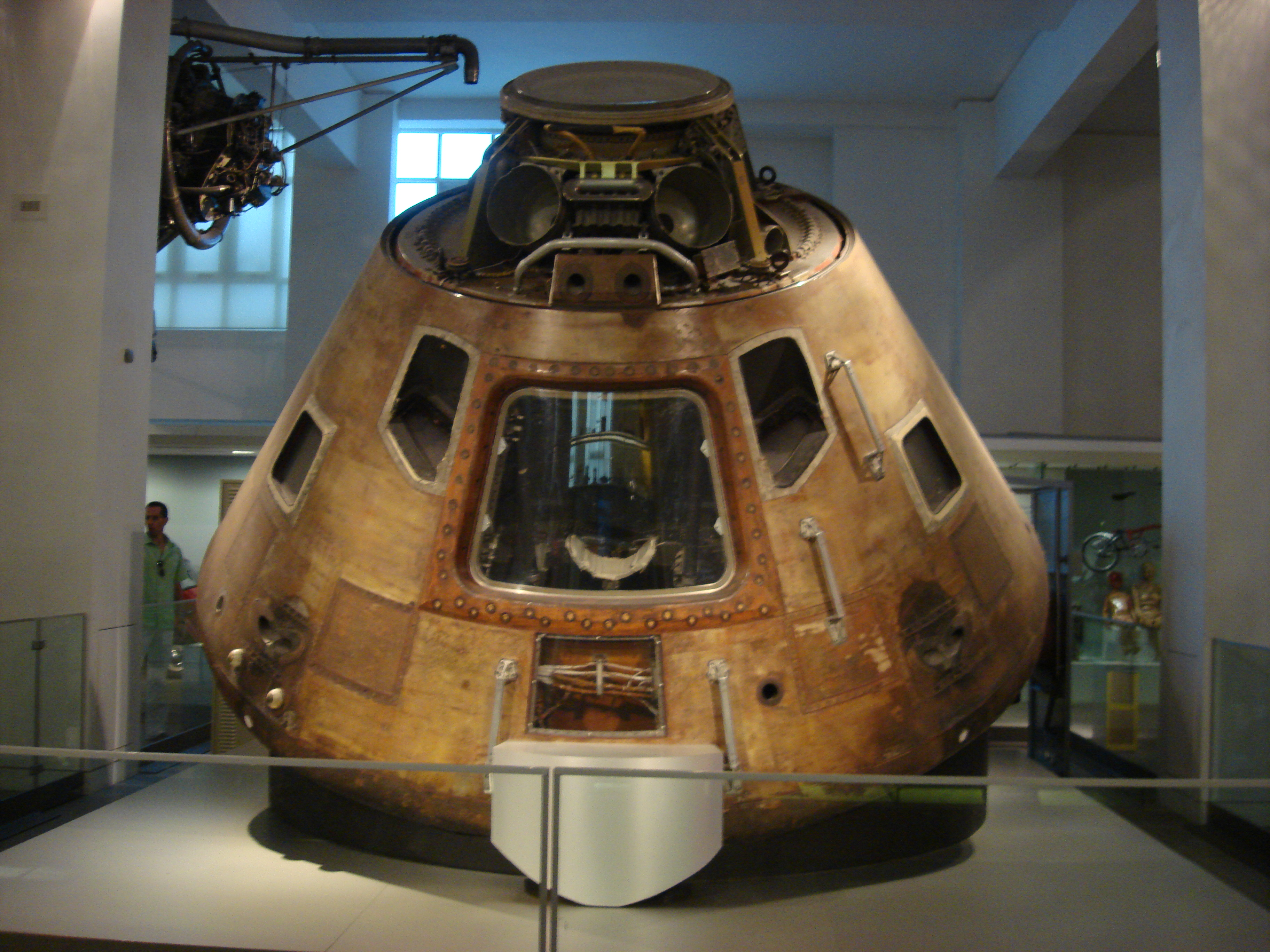
Modulo di comando dell'Apollo 10 esposto al museo della scienza di Londra

Originariamente erano state pianificate altre tre missioni, le Apollo 18, 19 e 20. Tuttavia, a fronte dei tagli al budget della NASA e della decisione di non produrre una seconda serie di missili Saturn V, queste missioni vennero cancellate e i loro fondi ridistribuiti per lo sviluppo dello Space Shuttle e per rendere disponibili i Saturn V al programma Skylab anziché a quello Apollo.
Già nel 1968 vennero previste una serie di missioni, denominate in seguito Apollo Applications Program, che avrebbero dovuto utilizzare, per almeno dieci voli, il surplus di materiali e componenti prodotti per i voli cancellati. Le missioni sarebbero state prevalentemente a carattere scientifico.
Nulla di tutto ciò fu effettivamente fatto e dei tre razzi Saturn V rimasti dopo Apollo 17, solo uno venne parzialmente riutilizzato, gli altri sono in mostra in musei.
Il progetto dell'Apollo Telescope Mount, basato sul LEM e destinato a voli con il modulo di comando-servizio su razzi Saturn IB, fu successivamente utilizzato come componente dello Skylab, che risultò essere l'unico sviluppo del programma di applicazioni dell'Apollo. Alla conclusione del programma, inoltre, le apparecchiature dell'Apollo non vennero più riutilizzate, a differenza della navicella sovietica Sojuz, originariamente progettata per entrare in orbita lunare, i cui derivati servono ancora la Stazione spaziale internazionale.
Tra i principali motivi che portarono alla decisione di chiudere il programma Apollo, ci fu sicuramente il calo di interesse da parte dell'opinione pubblica e l'elevato costo del suo mantenimento. Quando il presidente Kennedy annunciò l'intenzione di intraprendere un programma per scendere sulla Luna venne fatto un preliminare di costo di 7 miliardi di dollari ma si trattava di una stima difficilmente determinabile e James E. Webb, amministratore della NASA, cambiò le previsioni in 20 miliardi. La stima di Webb destò molto scalpore all'epoca, ma a posteriori risultò la più accurata. Il costo finale del programma Apollo fu annunciato durante un congresso nel 1973 ed è stato calcolato in 25,4 miliardi di dollari. Questo include tutti i costi di ricerca e sviluppo, la costruzione di 15 razzi Saturn V, 16 moduli di comando e servizio, 12 moduli lunari, oltre lo sviluppo dei programmi di supporto e amministrazione.

## Significato del programma Apollo

### Ritorni tecnologici

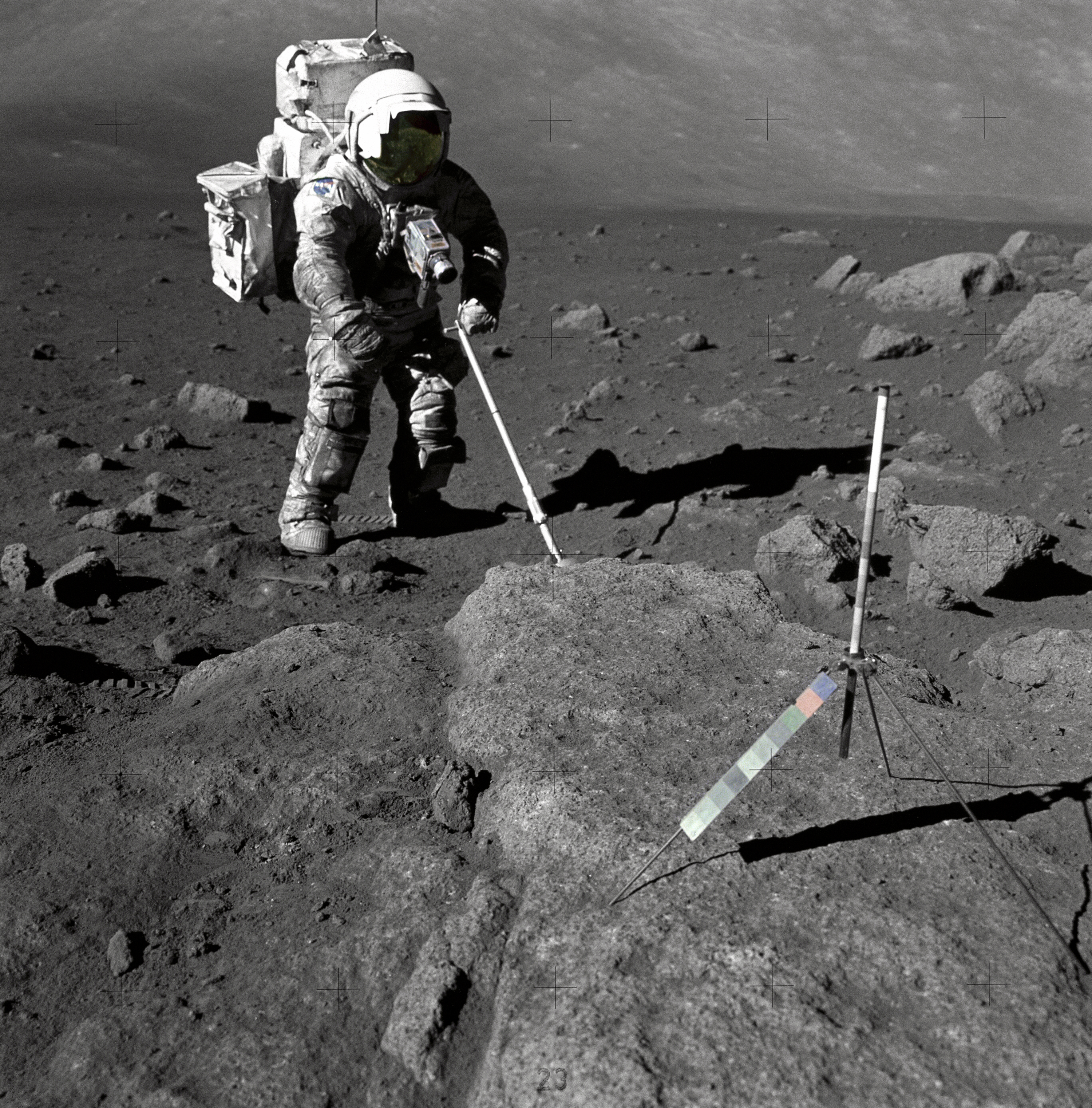
L'astronauta-geologo Harrison Schmitt, pilota del modulo lunare di Apollo 17, compie esperimenti sulla Luna.

Il programma Apollo ha stimolato molti settori tecnologici. Il progetto dei computer di bordo usati negli Apollo fu infatti la forza trainante dietro le prime ricerche sui circuiti integrati, la cella a combustibile utilizzata nel programma fu di fatto la prima in assoluto.
Uno dei settori industriali che più ha beneficiato delle ricadute tecnologiche del programma spaziale Apollo è stato quello dell'industria del metallo. Essa ha dovuto, infatti, soddisfare requisiti sempre più stringenti (leggerezza, resistenza alla sublimazione, alle vibrazioni, al calore) raggiunti con l'adozione di nuove tecniche di saldatura al fine di ottenere parti senza difetti. L'uso della fresatura chimica, che in seguito diventerà un processo essenziale per la fabbricazione di componenti elettronici, è stato ampiamente utilizzato. Si sono, inoltre, dovuti realizzare nuovi tipi di leghe e materiali compositi. Nuovi strumenti di misura sempre più precisi, affidabili e veloci furono installati nelle navette spaziali; inoltre la necessità di monitorare la salute degli astronauti fece sì che si realizzassero nuove strumentazioni biomediche. Infine, la realizzazione stessa del complesso programma permise di affinare le tecniche per lo studio di fattibilità e di svilupparne di nuove per la gestione dei progetti: CPM, WBS, gestione metriche di progetto, revisione, controllo della qualità.
Il programma Apollo ha contribuito notevolmente anche allo sviluppo dell'informatica: i vari gruppi di lavoro, fra i quali la divisione di ingegneria del software del MIT guidata da Margaret Hamilton, dovettero sviluppare linguaggi di programmazione e algoritmi dal forte impatto sugli sviluppi successivi dell'informatica. Inoltre, nell'ambito del progetto fu avviato l'uso di circuiti integrati: durante lo sviluppo dell'Apollo Guidance Computer il MIT ne ha utilizzato circa il 60% della disponibilità mondiale.
Il programma è costato agli Stati Uniti d'America miliardi di dollari, ma si stima che le ricadute tecnologiche abbiano prodotto almeno 30 000 oggetti e che per ogni dollaro speso dalla NASA ne siano stati prodotti almeno tre. Inoltre la quasi totalità degli appalti venne vinta da imprese statunitensi e quindi il denaro speso dal governo rimase all'interno dell'economia statunitense. Anche dal punto di vista economico, quindi, il programma fu un successo.

### Impatto sulla società

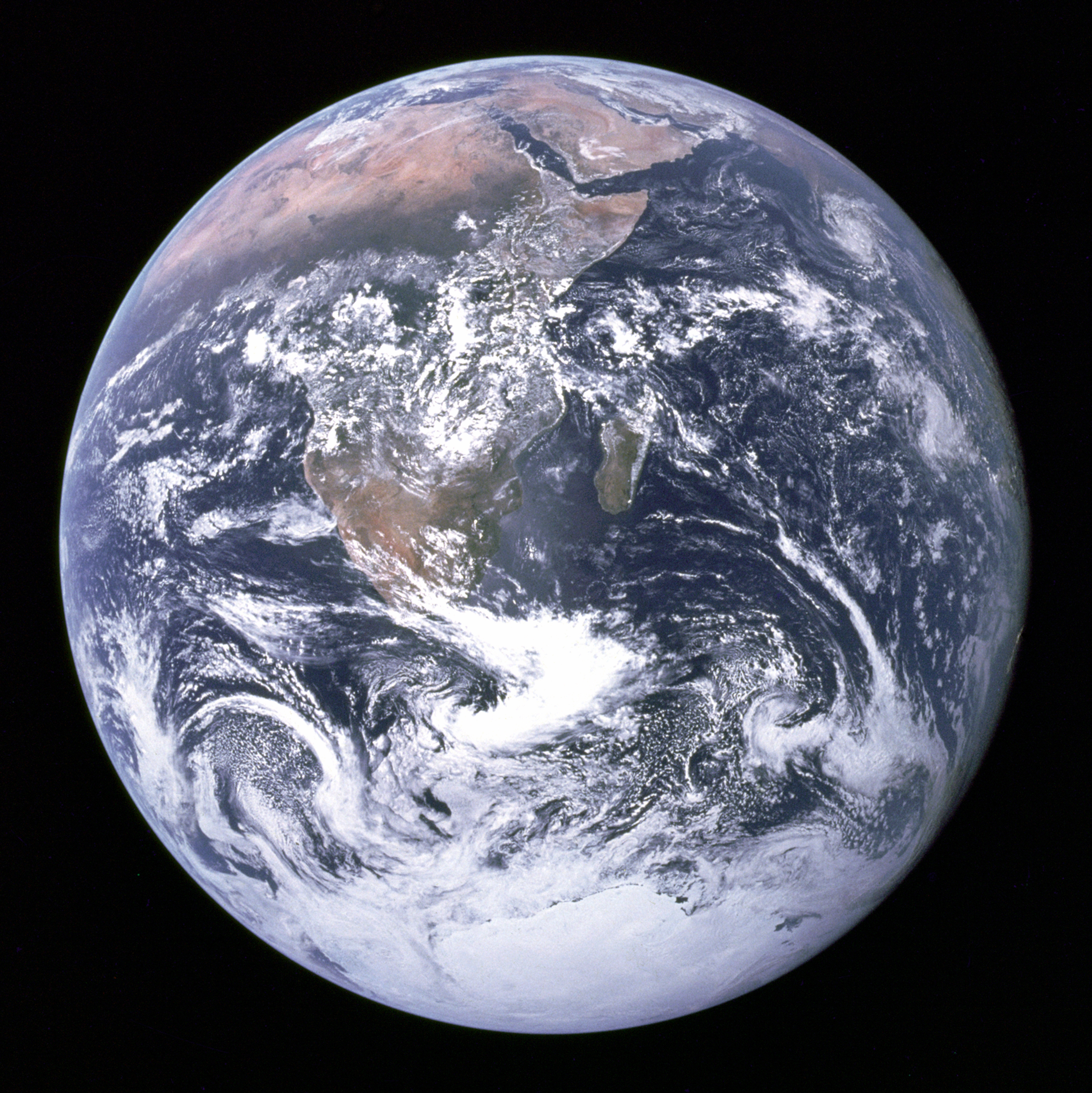
La Terra vista dall'Apollo 17, la famosa Blue Marble

Il programma Apollo è stato motivato, almeno parzialmente, da considerazioni psicopolitiche, in risposta alle percezioni persistenti di inferiorità americana nella corsa allo spazio nei confronti dei sovietici, nel contesto della guerra fredda. Da questo punto di vista il programma è stato un brillante successo, in quanto gli Stati Uniti superarono i rivali nei voli spaziali con equipaggio umano già con il programma Gemini.
Molti astronauti e cosmonauti hanno commentato come il vedere la Terra dallo spazio abbia avuto su di loro un effetto molto profondo. Una delle eredità più importanti del programma Apollo è stata quella di dare della Terra una visione (ora comune) di pianeta fragile e piccolo, impresso nelle fotografie fatte dagli astronauti durante le missioni lunari. La più famosa di queste fotografie è stata scattata dagli astronauti dell'Apollo 17, la cosiddetta Blue Marble (biglia blu).

### Il programma Apollo nei media
Il 20 luglio 1969, circa 600 milioni di persone, un quinto della popolazione mondiale dell'epoca, assistettero in diretta televisiva ai primi passi sulla Luna di Neil Armstrong e Buzz Aldrin. Mentre quasi tutti i commentatori sono d'accordo sul fatto che questa è stata una pietra miliare nella storia dell'umanità, da alcuni sono state sollevate obiezioni sulla sua utilità e sul conseguente sperpero di denaro pubblico, in particolare da parte di alcuni rappresentanti della comunità afro-americana come Ralph Abernathy.
La frase di Neil Armstrong, "È un piccolo passo...", è diventata immediatamente famosa e ripresa da numerose testate giornalistiche. L'interesse sul programma spaziale svanì però rapidamente dopo Apollo 11, tanto che la missione successiva ebbe un riscontro mediatico notevolmente al di sotto delle aspettative. Diversamente andò per la missione Apollo 13 che, partita anch'essa con poca attenzione da parte del pubblico, successivamente catalizzò l'attenzione dei media a causa dell'incertezza sul destino dell'equipaggio.
Anche il cinema ha celebrato il programma Apollo. Uno dei film di maggior successo è stato Apollo 13, del 1995 e diretto da Ron Howard, che ricostruisce le peripezie dell'omonima missione. Nel 2000 invece è stato prodotto il film The Dish che racconta la storia del radiotelescopio australiano situato nella cittadina di Parkes che mandò in televisione le immagini del primo sbarco dell'Apollo 11. Il film First Man - Il primo uomo, del 2018, diretto da Damien Chazelle e scritto da Josh Singer, con protagonisti Ryan Gosling e Claire Foy, è l'adattamento cinematografico della biografia ufficiale First Man: The Life of Neil A. Armstrong scritta da James R. Hansen e pubblicata nel 2005, che narra la storia di Neil Armstrong, primo uomo a mettere piede sulla Luna, e gli anni precedenti la missione dell'Apollo 11.
Fotografie, video e altro materiale relativo al programma sono disponibili in pubblico dominio sul sito web ufficiale della NASA.

## Campioni lunari riportati

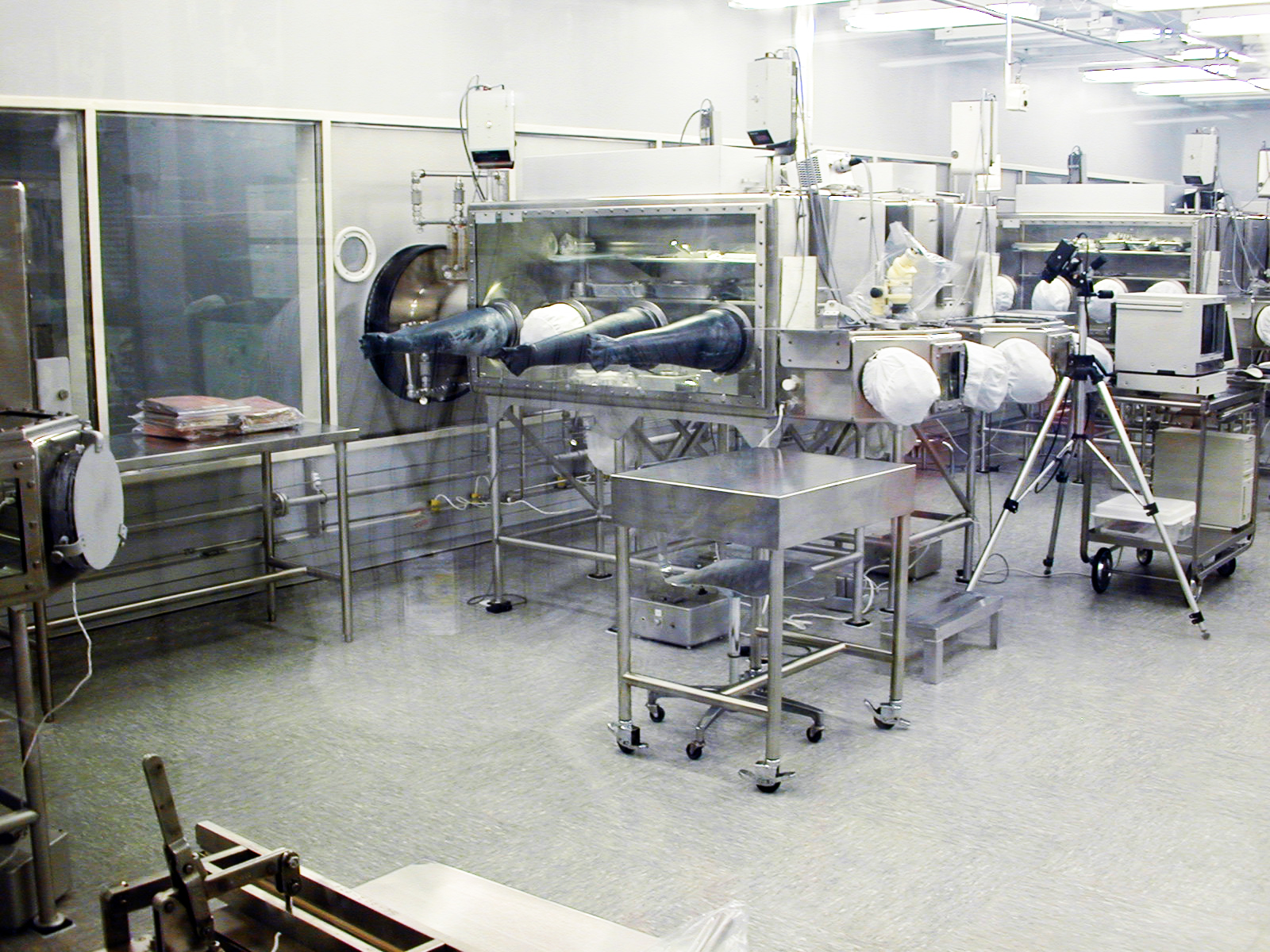
Il Lunar Sample Laboratory Facility presso il JSC di Houston

Il programma Apollo ha riportato a terra 381,7 kg di campioni lunari (pietre e altro materiale dalla Luna), molti di questi sono conservati al Lunar Sample Laboratory Facility di Houston.
Grazie alla datazione radiometrica, si è appreso che le rocce raccolte sulla Luna sono molto più vecchie rispetto alle rocce trovate sulla Terra. Si va dall'età di circa 3,2 miliardi di anni per i campioni basaltici prelevati nei mari lunari ai circa 4,6 miliardi per i campioni provenienti dagli altopiani. Esse rappresentano campioni provenienti da un periodo molto precoce dello sviluppo del sistema solare e che sono in gran parte mancanti sulla Terra.
Un'interessante roccia raccolta durante la missione Apollo 15 è una anortosite (chiamata Genesis Rock) composta quasi esclusivamente da calcio e si crede che sia rappresentativo della superficie degli altopiani.
Quasi tutte le rocce mostrano segni d'impatto. Ad esempio molti campioni sembrano essere stati sbriciolati da micrometeoriti, una cosa mai notata sulla Terra a causa della sua atmosfera spessa. L'analisi della composizione dei campioni lunari ha sostenuto l'ipotesi che la Luna si sia formata in seguito a un impatto tra la Terra e un corpo astronomico molto grande.

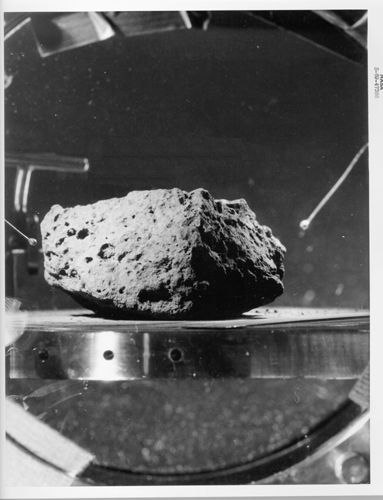
Missione: Apollo 11 Quantità: 22 kg
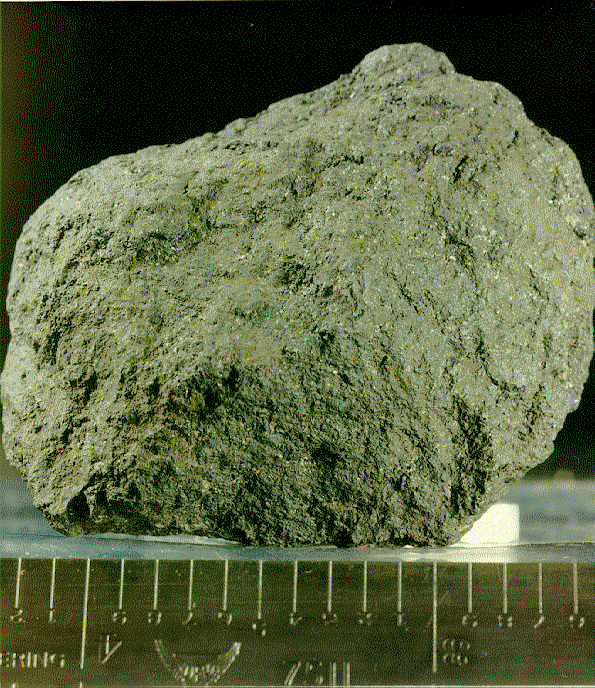
Missione: Apollo 12 Quantità: 34 kg
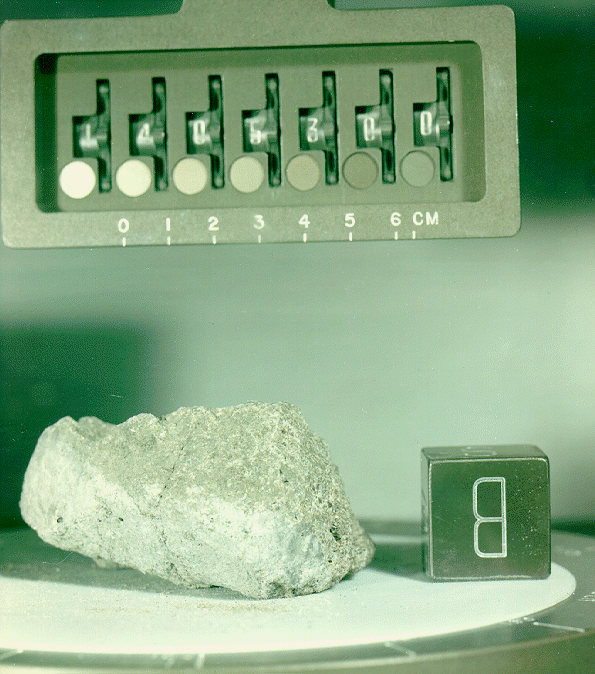
Missione: Apollo 14 Quantità: 43 kg
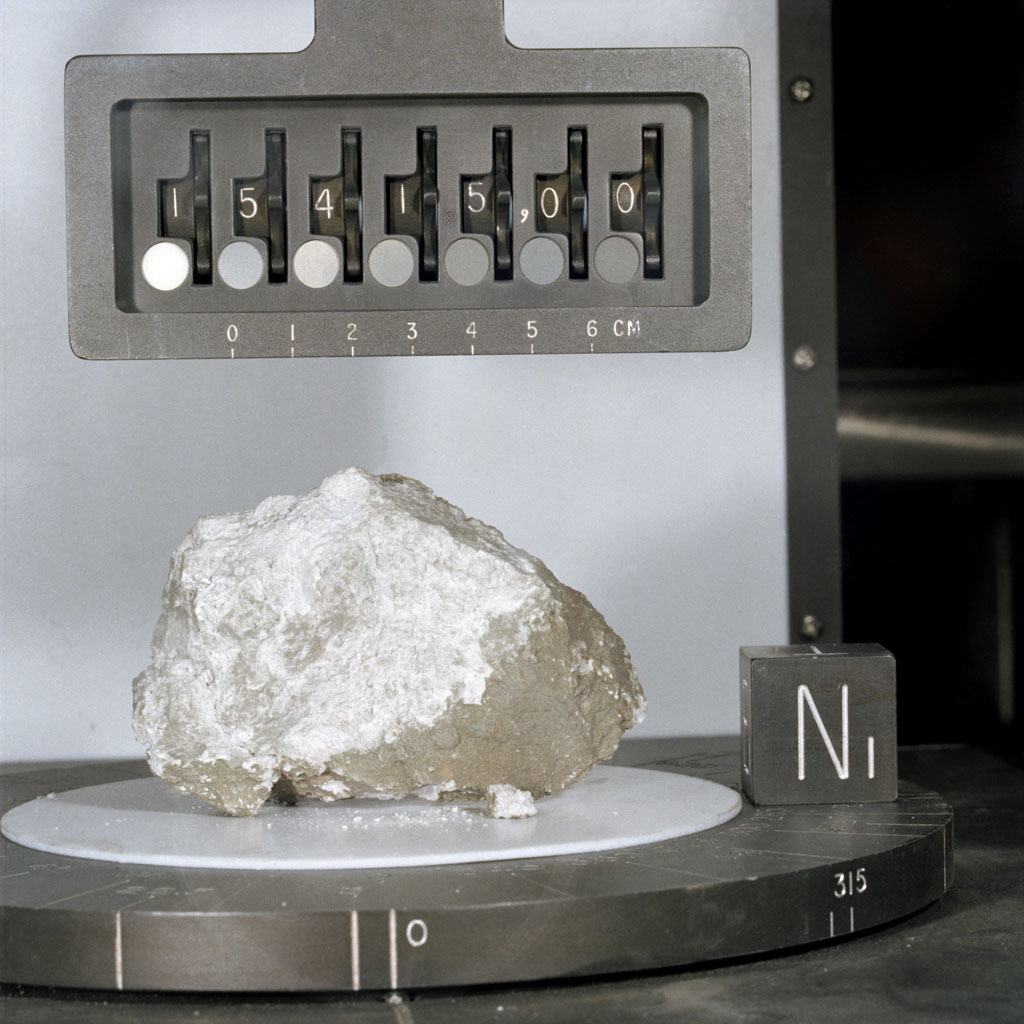
Missione: Apollo 15 Quantità: 77 kg
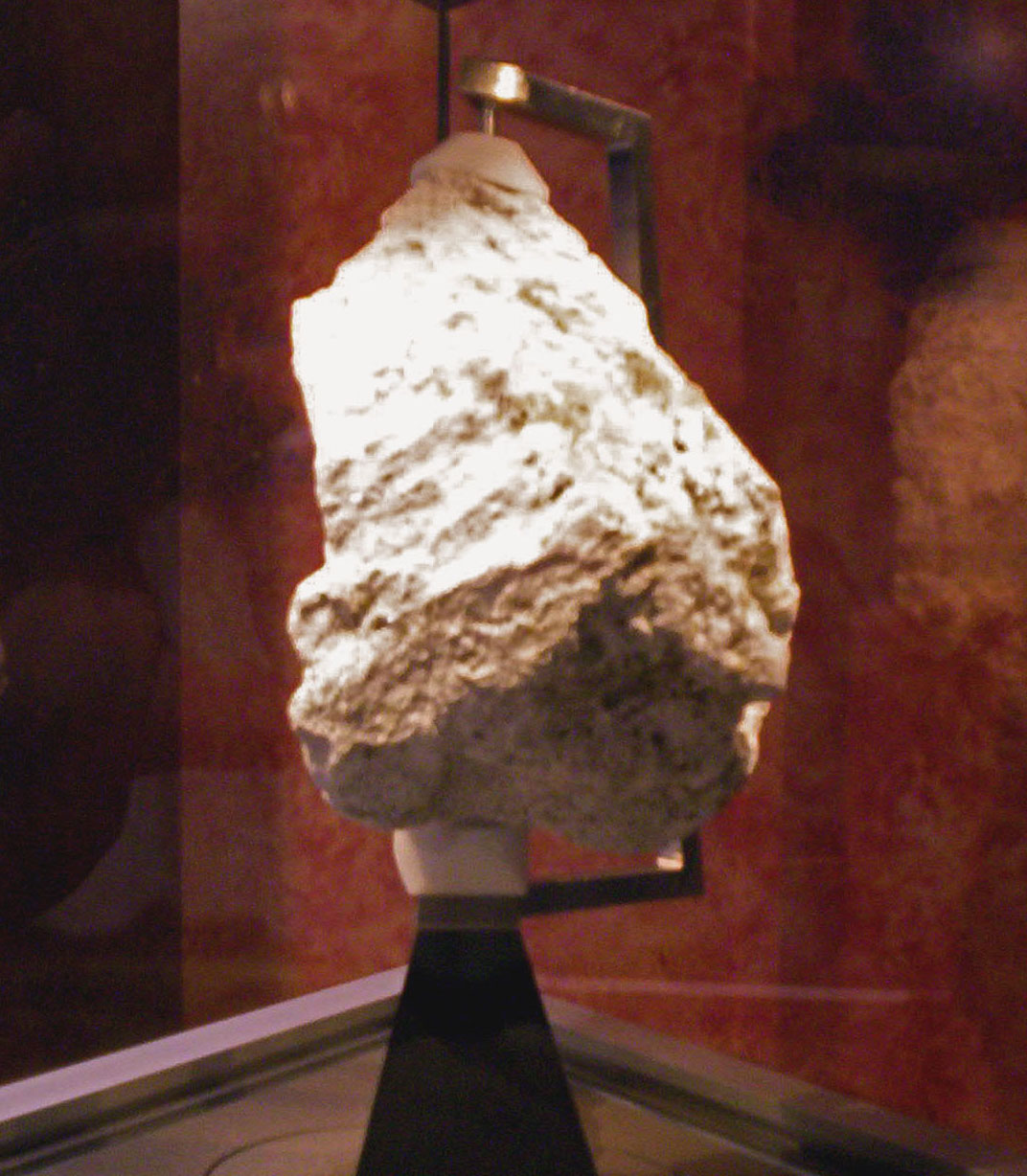
Missione: Apollo 16 Quantità: 95 kg
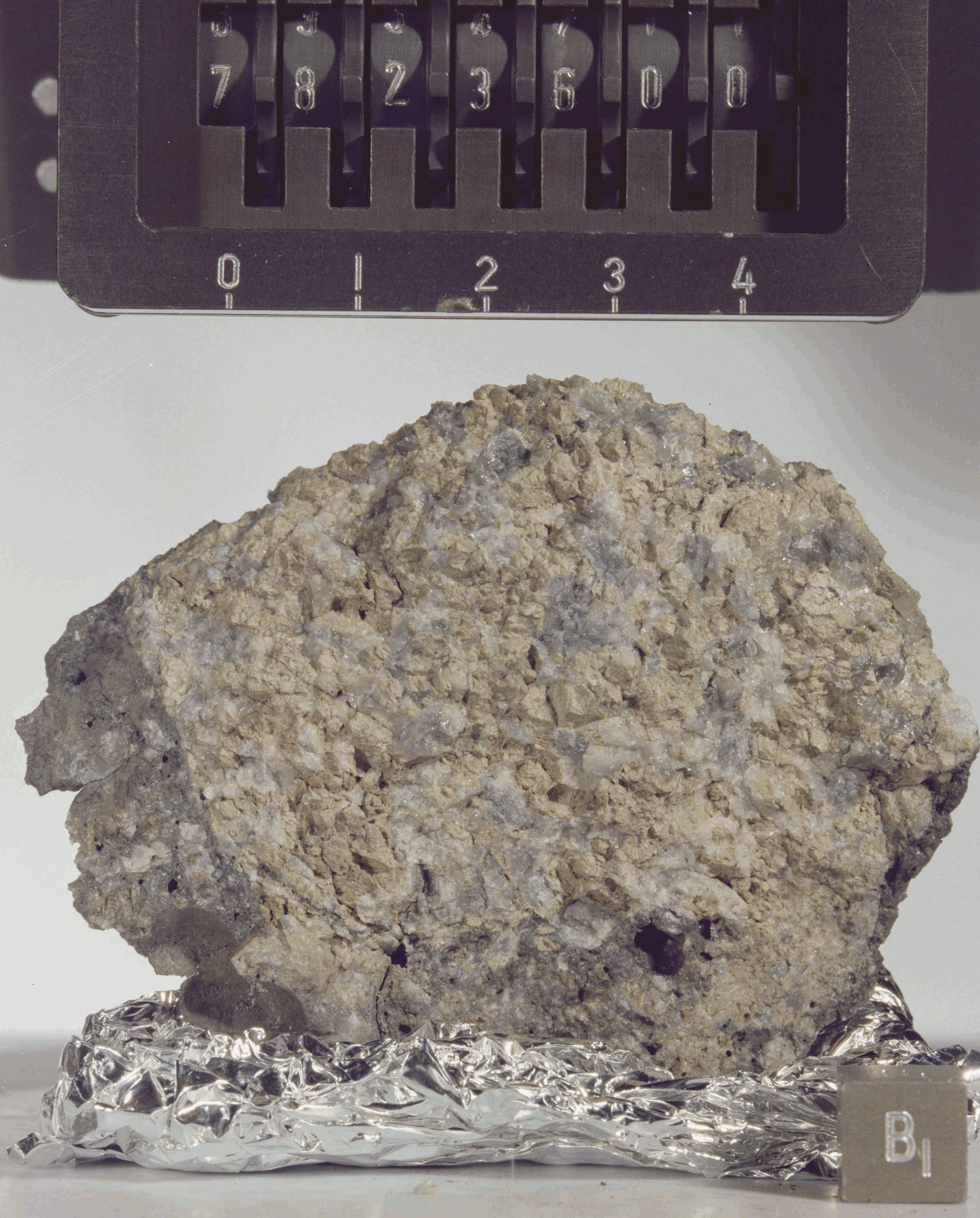
Missione: Apollo 17 Quantità: 111 kg

## Apollo Applications Program
Dopo il successo del programma Apollo, sia la NASA sia le grandi imprese appaltatrici, studiarono diverse applicazioni per utilizzare i vari componenti dell'Apollo. Questi studi presero il nome di Apollo Applications Program. Di tutti i piani preventivati, solo due furono effettivamente realizzati: la stazione spaziale Skylab e l'Apollo-Soyuz Test Project.

## Teorie del complotto
In seguito alla conclusione del programma Apollo, nacquero alcune teorie (dette anche Moon Hoax in inglese) la cui tesi è che l'uomo non avrebbe mai raggiunto il suolo lunare e che la NASA avrebbe falsificato le prove degli allunaggi, in una cospirazione organizzata assieme al governo degli Stati Uniti, riuscendo a convincere tutto il mondo scientifico, tecnico e giornalistico, nonché il mondo sovietico, all'epoca diretto rivale nella corsa sulla Luna.

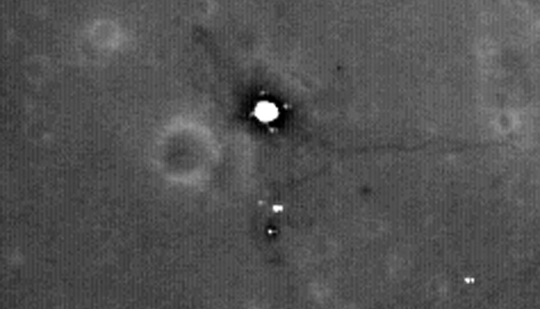
Immagine del sito di allunaggio di Apollo 11 fotografato dal Lunar Reconnaissance Orbiter

La teoria del complotto, che gode di una certa popolarità negli Stati Uniti a partire dal 1976, sostiene che i vari allunaggi presentati all'opinione pubblica mondiale sarebbero stati messi in scena in uno studio televisivo con l'aiuto degli effetti speciali. Coloro che guardano con incredulità alle missioni lunari dell'Apollo hanno analizzato un'enorme mole di dati scientifici e tecnici, materiale video, audio e fotografico riportato sulla Terra, ma non sono mai riusciti a dimostrare la veridicità delle proprie teorie, a ulteriore confutazione delle quali esistono inoltre delle prove indipendenti sull'allunaggio dell'Apollo, oltre al fatto che nessun autorevole scienziato o tecnico abbia mai aderito a essa.
A ulteriore prova a favore del programma, nel 2008, la sonda SELENE dell'Agenzia spaziale giapponese ha eseguito delle osservazioni sulla zona di allunaggio di Apollo 15, trovando delle prove della sua presenza. Nel 2009 la sonda robotica della NASA Lunar Reconnaissance Orbiter, da un'orbita a 50 km dalla superficie, ha raccolto immagini dei resti di tutte le missioni lunari Apollo. Nel settembre 2011 la sonda Lunar Reconnaissance Orbiter è scesa fino a una distanza di soli 25 km dalla superficie, inviando nuove immagini ad alta definizione dei siti degli allunaggi.

## I tentativi di ritorno sulla Luna

### Programma Constellation
Il 20 luglio 1989, per il 20º anniversario dello sbarco di Apollo 11, il presidente statunitense George H. W. Bush ha lanciato un ambizioso programma denominato Space Exploration Initiative (SEI), che avrebbe portato all'installazione di una base permanente sulla Luna. Il suo costo stimato, la mancanza di sostegno nell'opinione pubblica e le forti riserve del Congresso hanno però fatto fallire il progetto. Nel 2004, suo figlio George W. Bush ha reso pubblici gli obiettivi a lungo termine per il programma spaziale, nel momento che il disastro del Columbia e il prossimo completamento della Stazione spaziale internazionale imponevano scelte per il futuro. Il progetto, denominato Vision for Space Exploration metteva l'esplorazione umana dello spazio come obiettivo principale e preventivava un ritorno sulla Luna nel 2020 per la preparazione di una successiva missione umana su Marte.

Rappresentazione artistica del lander lunare che avrebbe dovuto riportare gli astronauti sulla Luna nel 2020.

Questa volta il parere del Congresso fu favorevole e tale programma prese il nome di Constellation. La mancanza di adeguati finanziamenti e il parere degli esperti tecnici riuniti in una commissione appositamente creata, hanno però portato il presidente Barack Obama, nel febbraio 2010, a cancellare il programma.

### Programma Artemis
Il 30 giugno 2017, il presidente Donald Trump ha firmato un ordine esecutivo per ristabilire il National Space Council, presieduto dal vicepresidente Mike Pence. La prima richiesta di bilancio dell'amministrazione Trump ha mantenuto i programmi di voli spaziali umani dell'amministrazione Obama: sviluppo dell'equipaggio commerciale, Space Launch System e la capsula dell'equipaggio Orion per le missioni nello spazio profondo, riducendo al contempo la ricerca scientifica sulla Terra e chiedendo l'eliminazione dell'ufficio di istruzione della NASA.
L'11 dicembre 2017, il presidente Trump ha firmato la direttiva sulla politica spaziale 1. Tale politica prevede che l'amministratore della NASA "conduca un programma di esplorazione innovativo e sostenibile con partner commerciali e internazionali per consentire l'espansione umana attraverso il sistema solare e per riportare sulla Terra nuove conoscenze e opportunità". Lo sforzo intende organizzare in modo più efficace il governo, l'industria privata e gli sforzi internazionali verso il ritorno degli umani sulla Luna e gettando le basi per l'eventuale esplorazione umana di Marte.
Il 26 marzo 2019, il vicepresidente Mike Pence ha annunciato che l'obiettivo di sbarco sulla Luna della NASA sarebbe stato accelerato di quattro anni con un atterraggio previsto nel 2024. Il 14 maggio 2019, l'amministratore della NASA Jim Bridenstine ha annunciato che il nuovo programma sarebbe stato nominato Artemis da Artemide, la sorella gemella di Apollo e la dea della Luna nella mitologia greca. Nonostante i nuovi obiettivi immediati, al 2020 le missioni su Marte entro il 2030 sono ancora previste.

### Fonti NASA
- (EN) Apollo Program Summary Report, Houston, Texas, Lyndon B. Johnson Space Center, NASA, aprile 1975, JSC-09423.
- (EN) G. Brooks, James M. Grimwood e Loyd S. Swenson, Chariots for Apollo : A History of Manned Lunar Spacecraft, 1979. URL consultato il 3 maggio 2019 (archiviato dall'url originale il 9 febbraio 2008).
- (EN) W. David Compton, Where No Man Has Gone Before : A History of Apollo Lunar Exploration Missions, 1989. URL consultato il 3 maggio 2019 (archiviato dall'url originale il 23 ottobre 2019).
- (EN) Roger E. Bilstein, Stages to Saturn : A Technological History of the Apollo/Saturn Launch Vehicles, 1996.
- (EN) Hansen, James R, Enchanted Rendezvous : John C. Houbolt and the Genesis of the Lunar-Orbit Rendezvous Concept (PDF), 1995.
- (EN) Roger D. Launius, Apollo : A Retrospective Analysis, 1994. URL consultato il 3 maggio 2019 (archiviato dall'url originale il 13 febbraio 2017).
- (EN) F. V. Bennett, Apollo lunar descent and ascent trajectories (PDF), 1970.
- (EN) Richard W. Orloff (NASA), Apollo by the numbers : A Statistical Reference, 2000-2004.
- (EN) Sunny Tsiao, Read You Loud and Clear! : The Story of NASA's Spaceflight Tracking and Data Network (PDF), 2008.
- (EN) Società Grumman, NASA Apollo Lunar Module News Reference, 1968. URL consultato il 25 agosto 2010 (archiviato dall'url originale il 6 gennaio 2010).
- (EN) Diversi autori sotto la direzione di R. Johnston, L. Dietlein, e C. Berry, Biomedical Results of Apollo (SP-368), 1975.
- (EN) Remembering Space Age: remembrance and cultural representation of the space age (SP-2008-4703), Conferenza NASA Remembering Space Age, 2008.
- (EN) Societal impact of spaceflight (SP-2007-4801) (PDF), Conferenza NASA, 2007.
- (EN) James E. Tomayko, Computers in Spaceflight The NASA Experience, 1988. URL consultato il 3 maggio 2019 (archiviato dall'url originale il 9 luglio 2019).

### Autori vari
- Giovanni F. Bignami, L'esplorazione dello spazio, Bologna, Il Mulino, 2006, ISBN 88-15-11404-1.
- Luigi Pizzimenti, Progetto Apollo, "Il sogno più grande dell'uomo", Bologna, Elara, 2009, ISBN 978-88-6499-017-0.
- Renato Cantore, La tigre e la luna. Rocco Petrone. Storia di un italiano che non voleva passare alla storia, Roma, Rai-Eri, ISBN 978-88-397-1481-7.
- Walter Cunningham, I ragazzi della Luna, Milano, Mursia, 2009, ISBN 978-88-425-4256-8.
- (FR) Alain Duret, Conquête spatiale: du rêve au marché, Éditions Gallimard, 2002, ISBN 2-07-042344-1.
- (EN) Thomas J. Kelly, Moon lander : how we developed the Apollo Lunar Module, Smithsonian Books 2001, 2001, ISBN 156098998X.
- (EN) Stephen B. Johnson, The Secret of Apollo: Systems Management in American and European Space Programs, Johns Hopkins Univ, 2006, ISBN 978-0-8018-8542-6.
- Kenneth W. Gatland, L'esplorazione dello spazio: tecnologia dell'astronautica, Novara, Istituto geografico De Agostini, 1983, ISBN non esistente.
- (EN) David M. Harland, Paving the way for Apollo 11, Springer, 2009, ISBN 978-0-387-68131-3.
- Antonio Lo Campo, Storia dell'astronautica, Roma, L'Airone, 2000, ISBN 88-7944-467-0.
- (FR) Patrick Maurel, L'escalade du Cosmos, Bordas, 1972, ISBN non esistente.
- Giancarlo Masini, La grande avventura dello spazio: la conquista della luna, Novara, Istituto Geografico De Agostini, 1969, ISBN non esistente.
- (EN) David A. Mindell, Digital Apollo Human and Machine in Spaceflight, The MIT Press, 2008, ISBN 978-0-262-13497-2.
- (EN) Charles Murray e Catherine Bly Cox, Apollo: The Race to the Moon, New York, Simon and Schuster, 1989, ISBN 0-671-61101-1.
- (FR) Xavier Pasco, La politique spatiale des États-Unis 1958-1985 : Technologie, intérêt national et débat public, L'Harmattan, 1997, ISBN 2-7384-5270-1.
- Rocco A. Petrone, Il sistema di lancio delle missioni Apollo, collana Scienza & tecnica 70. Annuario della EST. Enciclopedia della scienza e della tecnica, Milano, Mondadori, 1970,  pp. 71-84, ISBN non esistente.
- Paolo Pognant, La conquista della Luna - Storia delle missioni Apollo (PDF), su grangeobs.net. URL consultato il 13 marzo 2011 (archiviato il 23 luglio 2011).
- Andrew Smith, Polvere di Luna. La storia degli uomini che sfidarono lo spazio, Cairo Publishing, 2006, ISBN 978-88-6052-032-6.
- (FR) Jacques Villain, À la conquête de l'espace : de Spoutnik à l'homme sur Mars, Vuibert Ciel & Espace, 2007, ISBN 978-2-7117-2084-2.
- (EN) W. David Woods, How Apollo flew to the moon, Springer, 2008, ISBN 978-0-387-71675-6.
- Guido Weiller, Missilistica e astronautica, collana Enciclopedia italiana delle scienze, vol. Meccanica. Mezzi di trasporto, tomo 2, Novara, Istituto geografico De Agostini, 1970,  pp. 732-768, ISBN non esistente.